# Gabriele D'Annunzio
Gabriele D'Annunzio, allo stato civile Gabriele d'Annunzio (Pescara, 12 marzo 1863 – Gardone Riviera, 1º marzo 1938), è stato uno scrittore, poeta, drammaturgo, militare, politico, giornalista e patriota italiano, simbolo del decadentismo e dell'estetismo e celebre figura della prima guerra mondiale, dal 1924 insignito dal re Vittorio Emanuele III del titolo di Principe di Montenevoso.
Soprannominato il Vate (allo stesso modo di Giosuè Carducci), cioè "poeta sacro, profeta", cantore dell'Italia umbertina, o anche "l'Immaginifico", occupò una posizione preminente nella letteratura italiana dal 1889 al 1910 circa e nella vita politica dal 1914 al 1924. È stato definito «eccezionale e ultimo interprete della più duratura tradizione poetica italiana». Come figura politica, lasciò un segno nella sua epoca ed ebbe un'influenza notevole sugli eventi che gli sarebbero succeduti.
La sua arte fu così determinante per la cultura di massa, che influenzò usi e costumi nell'Italia – e non solo – del suo tempo: un periodo che più tardi sarebbe stato definito, appunto, dannunzianesimo.

## Biografia
(Motto dannunziano)

### La famiglia e gli anni di formazione

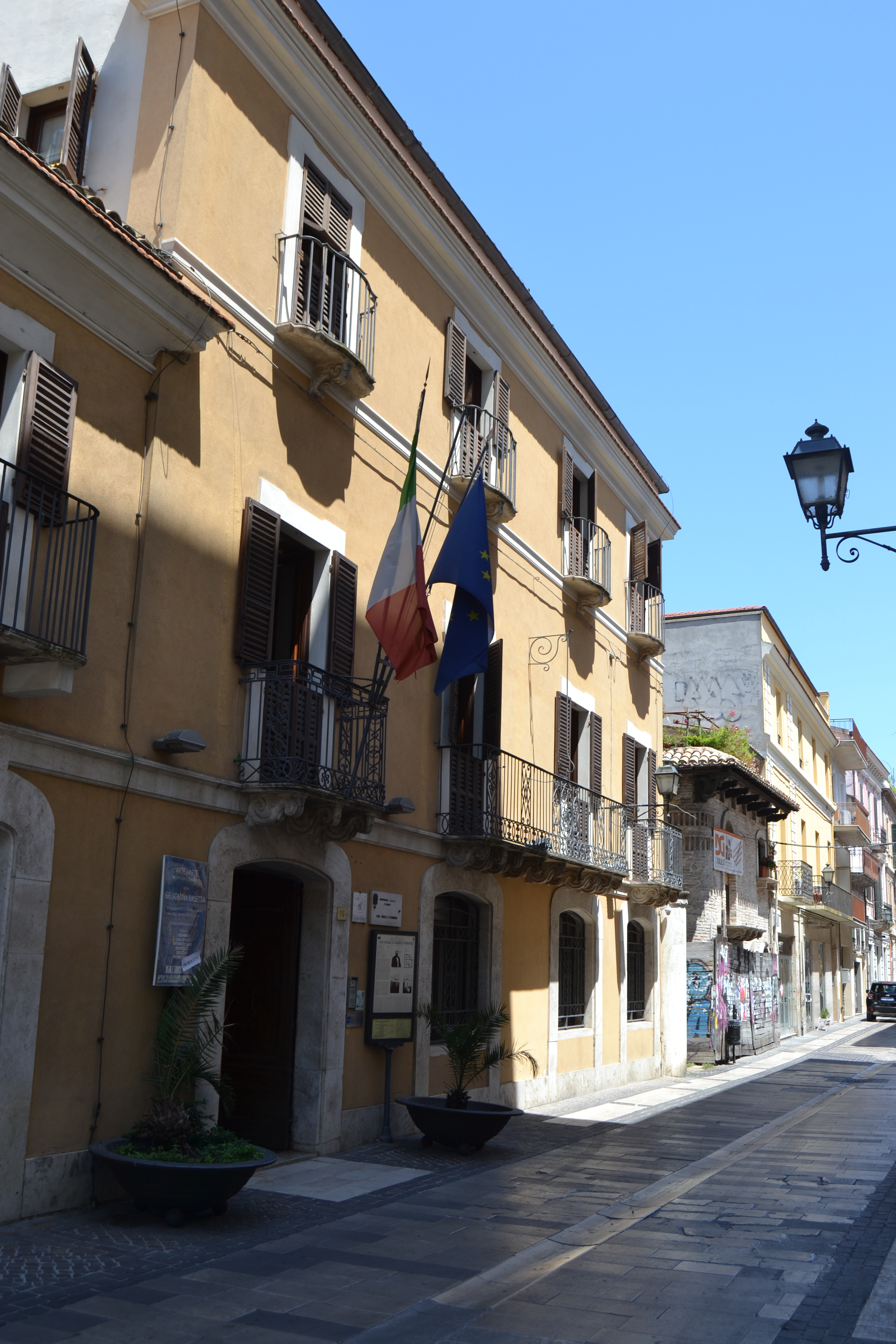
La casa natale di Gabriele D'Annunzio a Pescara

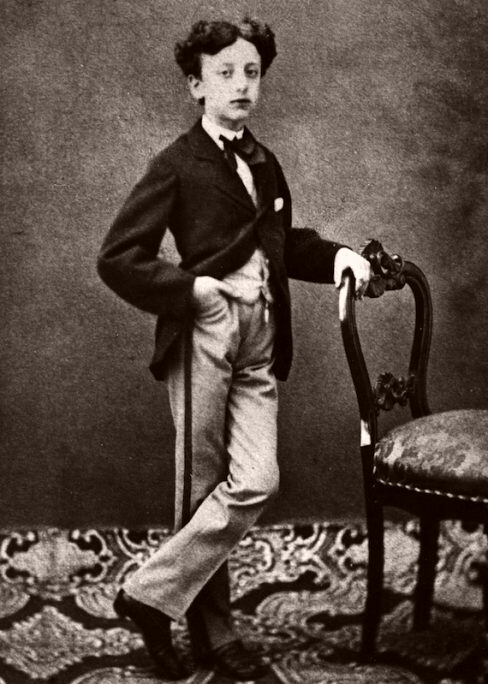
Gabriele D'Annunzio a 7 anni

Nacque a Pescara Vecchia, in corso Manthoné, il 12 marzo 1863 da una famiglia borghese benestante. Terzo di cinque figli, visse un'infanzia felice, distinguendosi per intelligenza e vivacità. Dalla madre, Luisa de Benedictis (1839-1917), erediterà la fine sensibilità; il temperamento dal padre, Francesco Paolo Rapagnetta-D'Annunzio (1838-1893).
Il padre Francesco aveva acquisito nel 1851 il cognome D'Annunzio aggiungendolo al proprio, traendolo dal cognato della madre Rita Olimpia Lolli, cioè lo zio acquisito Antonio D'Annunzio che sposato con Anna Giuseppa Lolli non aveva avuto eredi a causa dell'infertilità della moglie e per questo aveva lasciato l'eredità ai Rapagnetta che invece avevano avuto 8 figli, tra cui il padre di Gabriele. 
Riguardo all'infanzia del poeta, qualche detrattore fece l'ipotesi che il suo nome fosse Gaetano Rapagnetta e fosse un orfano adottato dai D'Annunzio; in realtà era già il padre a chiamarsi Rapagnetta-D'Annunzio, avendo aggiunto legalmente con relativo Atto di Adozione della Corte Civile de L’Aquila del 1851, il cognome d'adozione al suo cognome di nascita. Sembra che il nome "Gabriele" fosse forse stato scelto in onore del fratello dello zio, morto in mare. Per quanto riguarda il cognome del futuro Vate, in ogni suo documento ufficiale ed estratto di nascita apparirà unicamente come d'Annunzio, anche se non è per nulla chiaro il motivo per cui sia sparito il doppio cognome comprendente il cognome originale di cui non si ha più traccia.
Il padre Francesco aveva un carattere e temperamento sanguigno, la passione per le donne e la disinvoltura nel contrarre debiti, che in effetti portarono la famiglia da una condizione agiata a una difficile situazione economica. Reminiscenze della condotta paterna, la cui figura è ricordata nelle Faville del maglio e accennata nel Poema paradisiaco, sono presenti nel romanzo Trionfo della morte.
Ebbe tre sorelle, cui fu molto legato per tutta la vita, e un fratello minore:
- Anna (Pescara, 27 luglio 1859 - Pescara, 9 agosto 1914);
- Elvira (Pescara, 3 novembre 1861 - Pescara, 1942);
- Ernestina (Pescara, 10 luglio 1865 - Pescara, 1938);
- Antonio (Pescara, 1867 - New York, 1945), direttore d'orchestra, si trasferì negli Stati Uniti dove fece l'insegnante di oboe, ma subì un tracollo finanziario nella crisi economica del 1929; Gabriele lo aiutò finanziariamente con alcuni prestiti, ma le continue richieste di denaro spinsero Gabriele a rompere i rapporti e a rifiutare di incontrarlo al Vittoriale.

Il giovane D'Annunzio non tardò a manifestare un carattere ambizioso e privo di complessi e inibizioni, portato al confronto competitivo con la realtà. Ne è testimonianza la lettera che, ancora sedicenne, scrisse nel 1879 a Giosuè Carducci, il poeta più stimato nell'Italia umbertina, mentre frequenta il liceo al prestigioso istituto Convitto Cicognini di Prato. Nel 1879 il padre finanziò la pubblicazione della prima opera del giovane studente, Primo vere, una raccolta di poesie che ebbe presto successo. Accompagnato da un'entusiastica recensione critica sulla rivista romana Fanfulla della domenica, il libro venne pubblicizzato dallo stesso D'Annunzio con un espediente: fece diffondere la falsa notizia della propria morte per una caduta da cavallo. La notizia ebbe l'effetto di richiamare l'attenzione del pubblico romano sul romantico studente abruzzese, facendone un personaggio molto discusso. Lo stesso D'Annunzio poi smentì la falsa notizia.
Dopo aver concluso gli studi liceali accompagnato da una notorietà in continua ascesa, giunse a Roma e si iscrisse alla Facoltà di Lettere, dove non terminò mai gli studi.

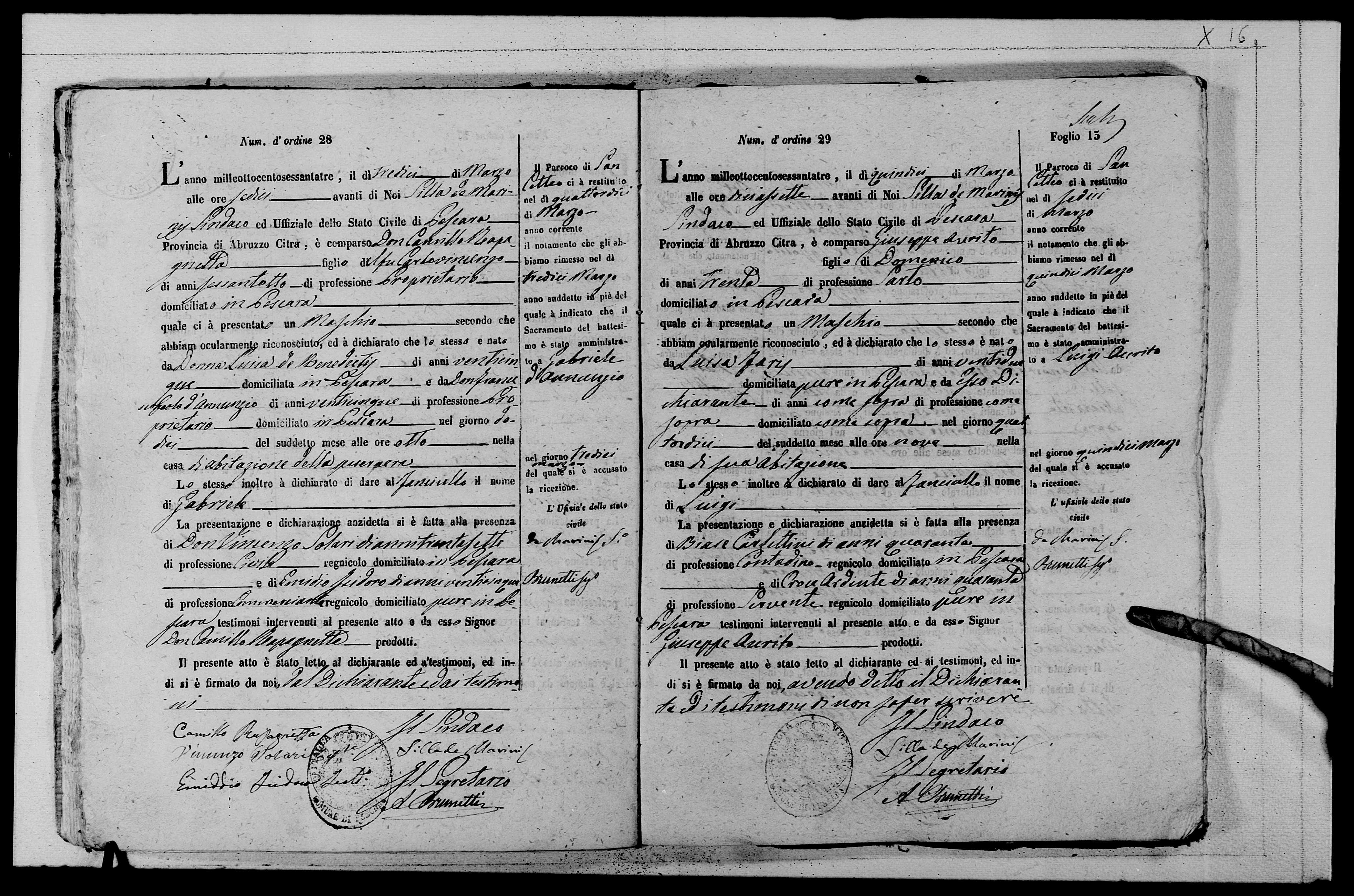
Registrazione dell'atto di nascita di Gabriele D'Annunzio avvenuta a Pescara il 13 marzo 1863
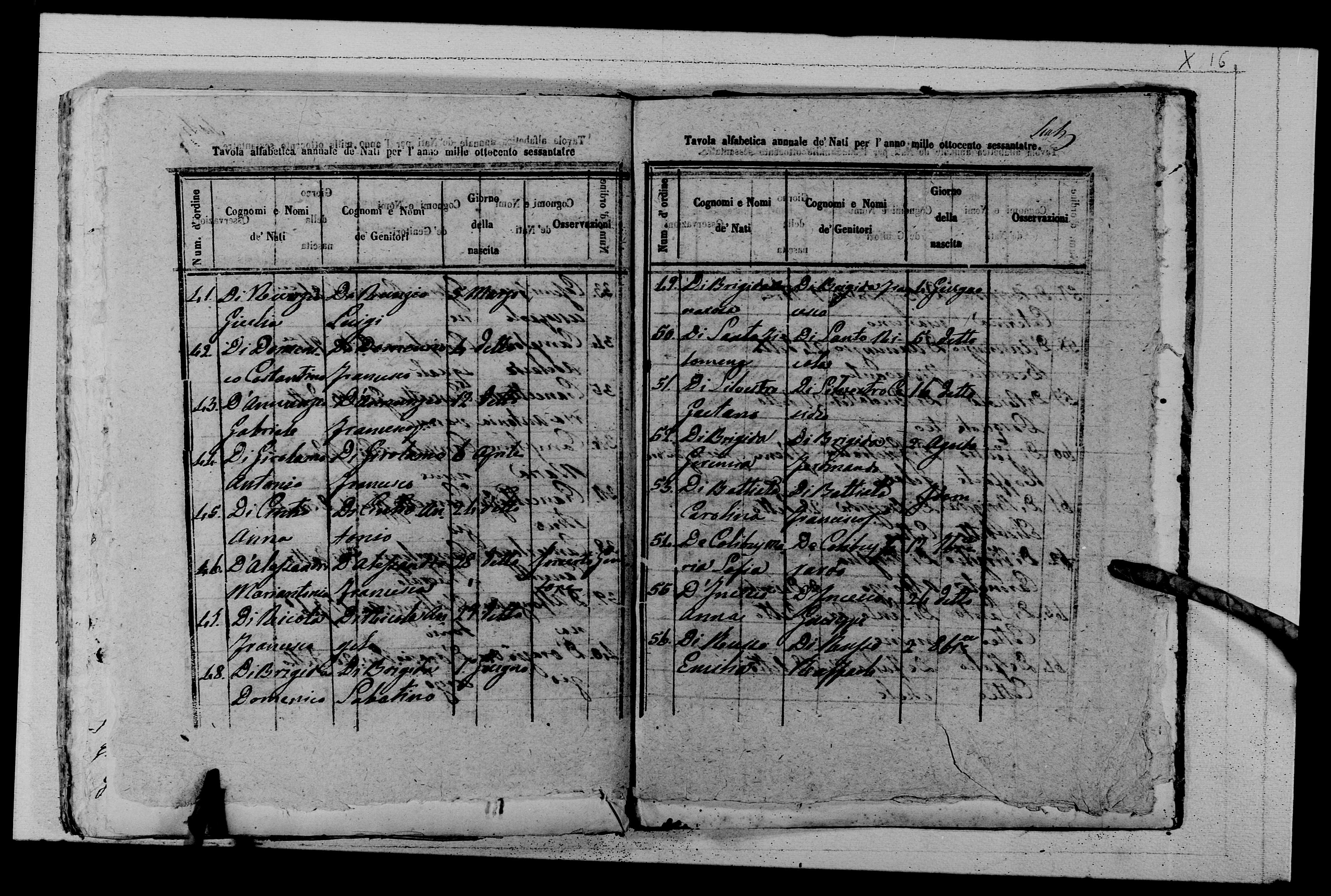
Indice del registro dei nati del comune di Pescara del 1863

### Il periodo romano (1881-1891)
(Gabriele D'Annunzio, Il piacere, 1889)

Gabriele D'Annunzio

Gli anni 1881-1891 furono decisivi per la formazione di D'Annunzio, e nel rapporto con il particolare ambiente culturale e mondano di Roma da poco divenuta capitale del Regno, cominciò a forgiarsi il suo stile raffinato e comunicativo, la sua visione del mondo e il nucleo centrale della sua poetica. La buona accoglienza che trovò in città fu favorita dalla presenza in essa di un folto gruppo di scrittori, artisti, musicisti, giornalisti di origine abruzzese, parte dei quali conosciuti dal poeta a Francavilla al Mare, in un convento di proprietà del corregionale e amico Francesco Paolo Michetti (fra essi Scarfoglio, Tosti, Masciantonio e Barbella) che fece parlare in seguito di una "Roma bizantina", dal nome della rivista su cui scrivevano, Cronaca bizantina.
La cultura provinciale e vitalistica di cui il gruppo si faceva portatore appariva al pubblico romano, chiuso in un ambiente ristretto e soffocante — ancora molto lontano dall'effervescenza intellettuale che animava le altre capitali europee — una novità "barbarica", eccitante e trasgressiva; D'Annunzio seppe condensare perfettamente, con uno stile giornalistico esuberante, raffinato e virtuosistico, gli stimoli che questa opposizione "centro-periferia", "natura-cultura" offrivano alle attese di lettori desiderosi di novità.

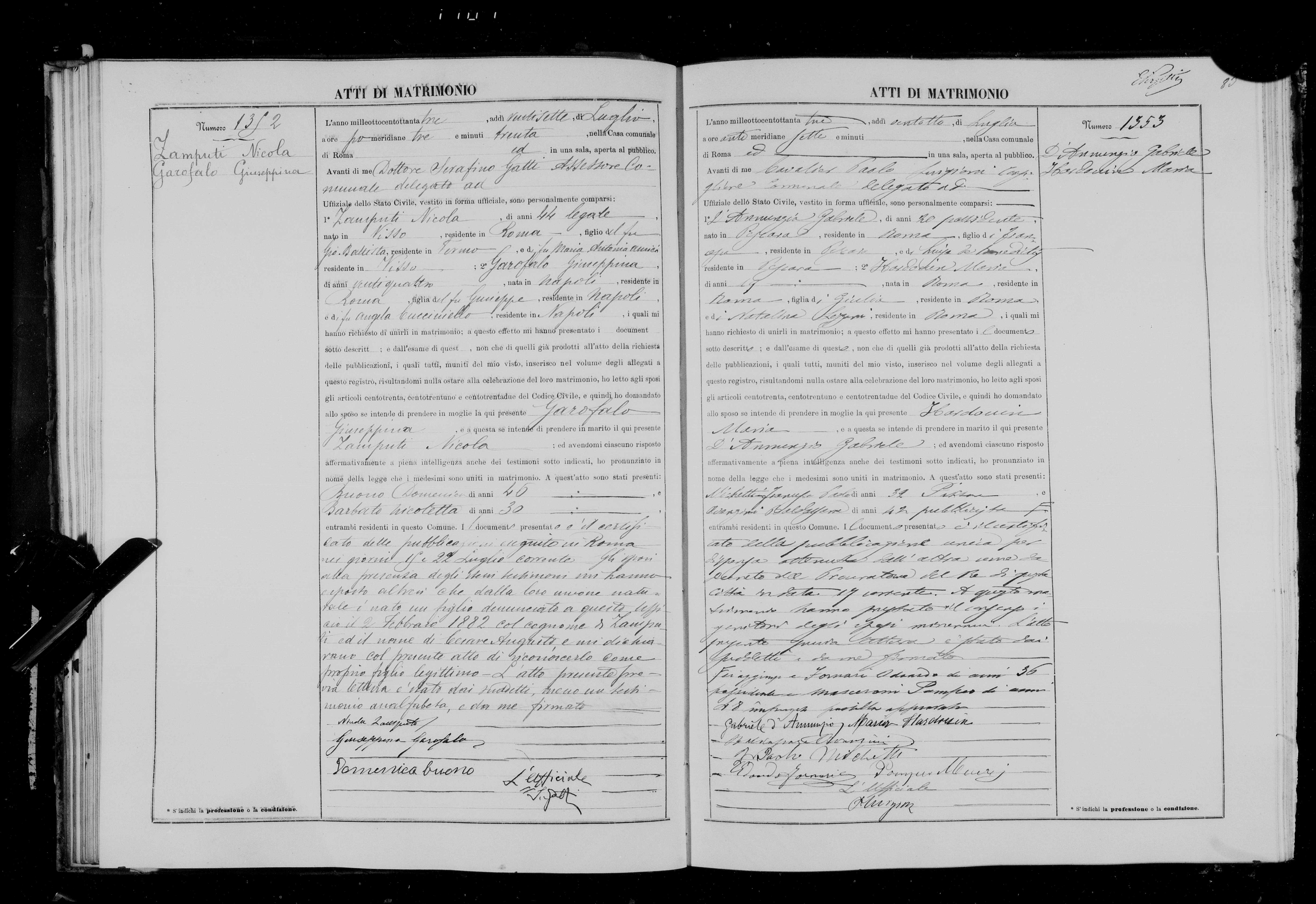
Atto di matrimonio di Gabriele D'Annunzio e Maria Hardouin, avvenuto a Roma il 28 luglio 1883

D'Annunzio si era dovuto adattare al lavoro giornalistico soprattutto per esigenze economiche, ma attratto alla frequentazione della Roma "bene" dal suo gusto per l'esibizione della bellezza e del lusso, nel 1883 sposò, con un matrimonio "di riparazione" (lei era già incinta del figlio Mario), nella cappella di Palazzo Altemps a Roma, Maria Hardouin duchessa di Gallese, da cui ebbe tre figli (Mario, deputato al parlamento, Gabriele Maria, attore, e Ugo Veniero). Il matrimonio finì in una separazione legale dopo pochi anni (anche se i due rimasero in buoni rapporti), per le numerose relazioni extraconiugali di D'Annunzio. Tuttavia, le esperienze per lui decisive furono quelle trasfigurate negli eleganti e ricercati resoconti giornalistici. In questo rito di iniziazione letteraria egli mise rapidamente a fuoco i propri riferimenti culturali, nei quali si immedesimò fino a trasfondervi tutte le sue energie creative ed emotive.
Ma la donna venne presto messa in disparte dallo scrittore, che dall'aprile del 1887 guardò con grande passione alla nuova amante Barbara Leoni, destinata a restare il suo più grande amore, anche al di là della loro storia durata cinque anni.
In quei primi anni giovanili utilizzava lo pseudonimo di "Duca Minimo" per gli articoli che scriveva per La Tribuna, giornale fondato dagli esponenti della Sinistra storica, Alfredo Baccarini e Giuseppe Zanardelli.
Il grande successo letterario arrivò con la pubblicazione del suo primo romanzo, Il piacere a Milano presso l'editore Treves, nel 1889. Tale romanzo, incentrato sulla figura dell'esteta decadente, inaugura una nuova prosa introspettiva e psicologica che rompe con i canoni estetici del naturalismo e del positivismo allora imperanti. Accanto a lettori ed estimatori più attenti e colti, venne presto a crearsi attorno alla figura di D'Annunzio un vasto pubblico condizionato non tanto dai contenuti, quanto dalle forme e dai risvolti divistici delle sue opere e della sua persona, un vero e proprio star system ante litteram, che lo stesso scrittore contribuì a costruire deliberatamente. Egli inventò uno stile immaginoso e appariscente di vita da "grande divo", con cui nutrì il bisogno di sogni, di misteri, di "vivere un'altra vita", di oggetti e comportamenti-culto che stava connotando in Italia la nuova cultura di massa.

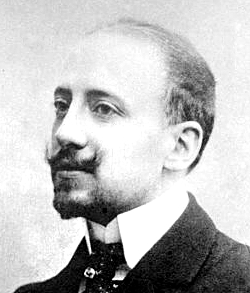
D'Annunzio nel 1890

### Il periodo napoletano (1891-1893)

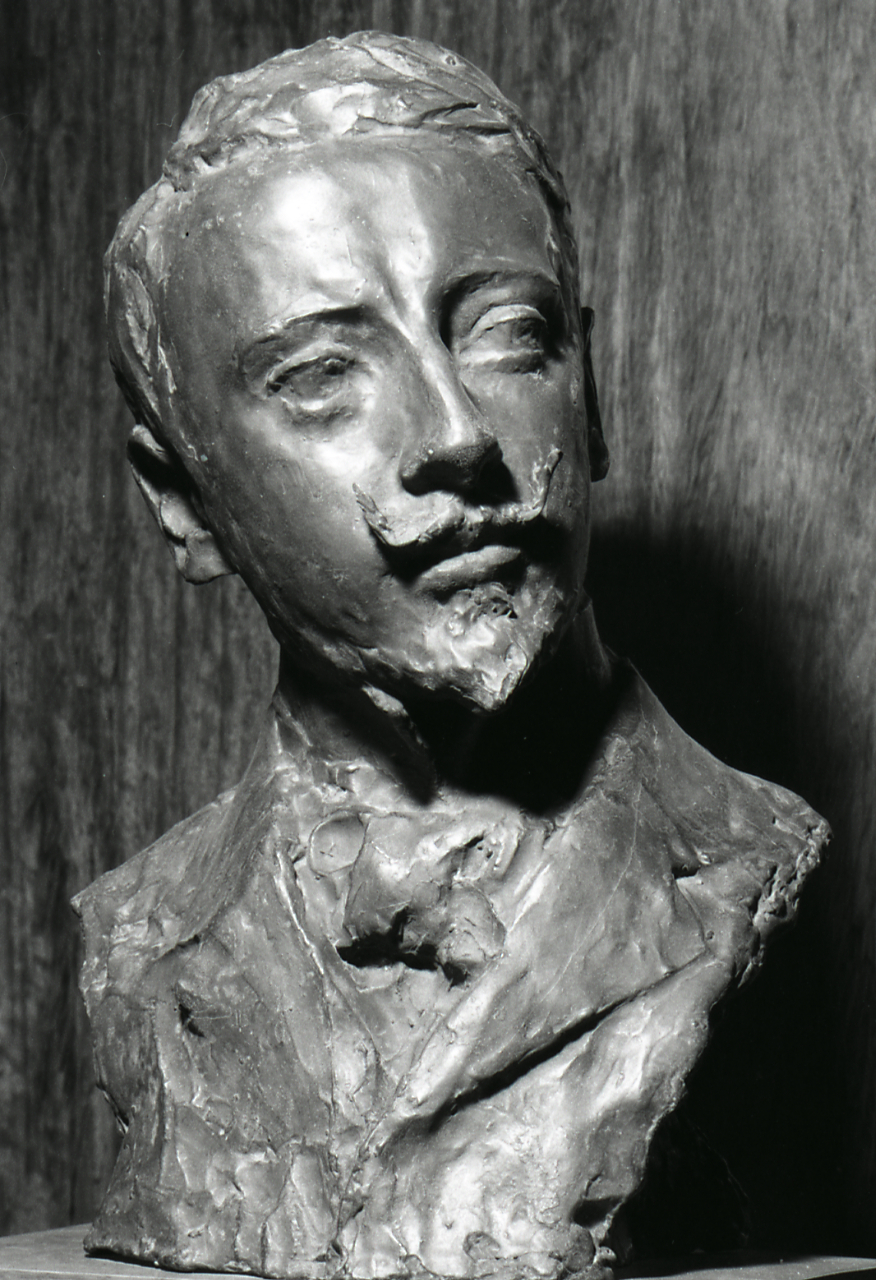
Busto di Gabriele D'Annunzio, realizzato da Paolo Troubetzkoy nel 1892. Vittoriale degli italiani, Gardone Riviera. Foto di Paolo Monti, 1969.

Tra il 1891 e il 1893 D'Annunzio visse a Napoli, dove compose Giovanni Episcopo e L'innocente, seguiti da Il trionfo della morte (scritto in Abruzzo, tra Francavilla al Mare e San Vito Chietino) e dalle liriche del Poema paradisiaco. Sempre di questo periodo è il suo primo approccio agli scritti di Friedrich Nietzsche. Le suggestioni nietzschiane, liberamente filtrate dalla sensibilità del Vate si ritroveranno anche ne Le vergini delle rocce (1895), poema in prosa dove l'arte «…si presenta come strumento di una diversa aristocrazia, elemento costitutivo del vivere inimitabile, suprema affermazione dell'individuo e criterio fondamentale di ogni atto». Nel 1892, a seguito di una gara con Ferdinando Russo sulla capacità del poeta di comporre liriche in napoletano, D'Annunzio compone il testo de 'A vucchella, romanza che verrà pubblicata nel 1907 musicata da Francesco Paolo Tosti. La canzone, eseguita da celebri tenori come Enrico Caruso e, in seguito, Luciano Pavarotti verrà incisa anche da grandi interpreti della canzone napoletana come Roberto Murolo che ne faranno un classico.

### Il periodo fiorentino (1894-1904)
Sempre nel 1892 cominciò una relazione epistolare con la celebre attrice Eleonora Duse, con la quale ebbe inizio la stagione centrale della sua vita. Si conobbero personalmente nel 1894 e subito scattò l'amore. Per vivere accanto alla sua nuova compagna, D'Annunzio si trasferì a Firenze, nella zona di Settignano, dove affittò la villa La Capponcina — dal nome della famiglia Capponi che ne era stata la proprietaria — (vicinissima alla villa La Porziuncola dell'attrice), trasformandola in un monumento del gusto estetico decadente, definita da lui "la vita del signore rinascimentale".
Frequentò anche il Chianti e conobbe una nobile di San Casciano in Val di Pesa, passò un breve periodo presso il Fedino, una nota villa del luogo. Sono in questi anni che si situa gran parte della drammaturgia dannunziana, piuttosto innovativa rispetto ai canoni del dramma borghese o del teatro, dominanti in Italia, e che non di rado ha come punto di riferimento la figura attoriale della Duse, nonché le sue migliori opere poetiche, la gran parte delle Laudi, e, tra queste, il vertice e capolavoro della poesia dannunziana, l'Alcyone. La relazione dell'artista con Eleonora Duse è stata celebrata a Firenze in un modo molto originale. Alla nascita del quartiere fiorentino di Coverciano (sorto proprio ai piedi della villa dannunziana di Settignano), due importanti arterie stradali della zona vennero inaugurate in memoria dei famosi amanti, prevedendo inoltre un incrocio tra queste vie.
Tra il 1893 e il 1897 D'Annunzio condusse un'esistenza movimentata, che lo portò dapprima nella sua terra d'origine e poi in Grecia, che visitò nel corso di un lungo viaggio.

#### Deputato al parlamento
Nel 1897 volle provare l'esperienza politica, vivendo anch'essa, come tutto il resto, in un modo bizzarro e clamoroso: eletto deputato della Destra storica, nel 1900 passò nelle file dell'Estrema sinistra storica, giustificandosi con la celebre affermazione «vado verso la vita», per protesta contro Luigi Pelloux e le "leggi liberticide"; espresse anche vivaci proteste per la sanguinosa repressione dei moti di Milano da parte del generale Fiorenzo Bava Beccaris. Dal 1900 al 1906 fu molto vicino al Partito Socialista Italiano.

### Il rapporto con la massoneria
Il 3 marzo 1901 inaugurò invece con Ettore Ferrari, Gran Maestro della massoneria del Grande Oriente d'Italia, l'Università Popolare di Milano, nella sede di via Ugo Foscolo, dove pronunciò il discorso inaugurale e dove, successivamente, svolse un'attività straordinaria di docenze e lezioni culturali. L'amicizia con Ferrari aveva avvicinato il Vate alla "libera muratoria": D'Annunzio era infatti massone e 33º grado del Rito scozzese antico ed accettato.. Più tardi fu iniziato al martinismo. Molti dei volontari fiumani erano esoteristi o massoni e tra di essi figuravano in particolare Alceste de Ambris, Sante Ceccherini, Marco Egidio Allegri. La bandiera della Reggenza del Carnaro avrebbe contenuto svariati simboli massonici e gnostici, come l'uroboro e le sette stelle dell'Orsa Maggiore.

### Visita in Istria (1902)
Nel 1902 D'Annunzio visitò l'Istria, allora sotto dominio austro-ungarico. Il tour dell'Istria fu organizzato da Teodoro Mayer, direttore di un noto giornale triestino. D'Annunzio raggiunse la città giuliana il 5 maggio 1902, un giorno prima di Eleonora Duse, che stava per esibirsi proprio a Trieste nella nuova opera dannunziana Francesca da Rimini. D'Annunzio visitava la città giuliana per la prima volta. Qui gli fu offerto un banchetto, durante il quale Attilio Hortis gli porse il saluto della città, a cui D'Annunzio rispose con un discorso in cui richiamava ai versi danteschi concernenti l'Istria e il Quarnaro. D'Annunzio varcò i confini dell'Istria per la prima volta il 15 maggio, recandosi a Pola a bordo del piroscafo Arsa. Il tour proseguì il giorno dopo nell'entroterra, direzione Pisino, ove D'Annunzio fece sosta. Egli fu accolto a Pisino da una "pioggia di fiori" lasciati cadere dalle finestre delle case affollate, e gli venne tributato un omaggio ideato dalla futura moglie di Francesco Salata, a cui D'Annunzio dedicò una copia della sua Francesca da Rimini. In una lettera indirizzata allo stesso storico dalmata, D'Annunzio loda il livello di civiltà della popolazione italiana locale. D'Annunzio fu acclamato a Trieste e in tutte le città istriane che visitò, in quello che venne descritto come un "delirio del popolo".

### Il trasferimento in Francia (1904-1915)

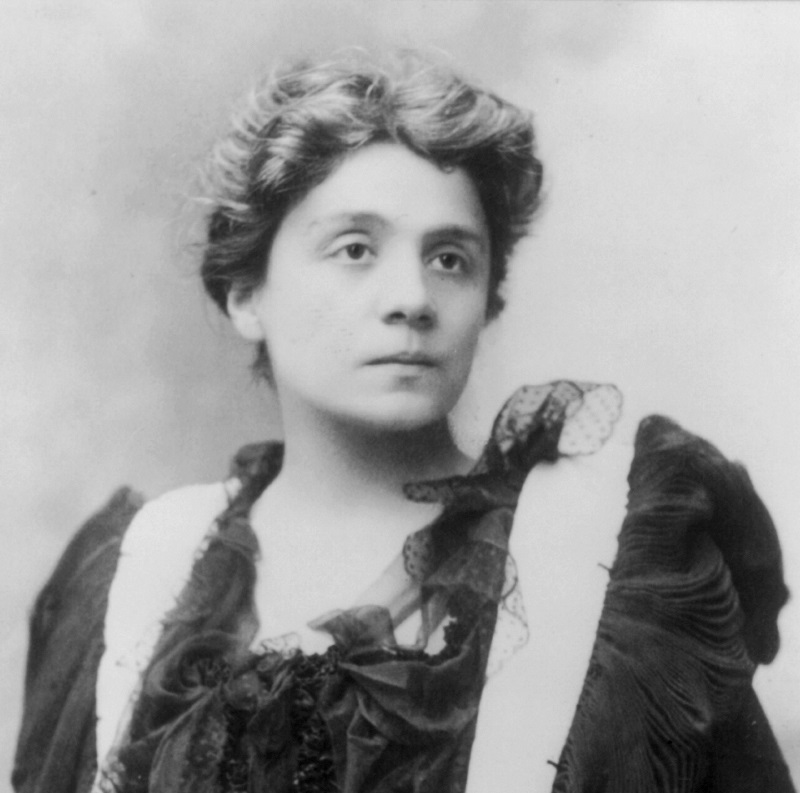
Eleonora Duse

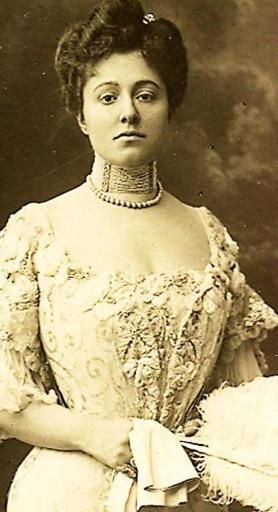
Alessandra Starabba di Rudinì

La relazione con Eleonora Duse si incrinò nel 1904, dopo la pubblicazione del romanzo Il fuoco, in cui il poeta aveva descritto impietosamente la loro relazione, e il tradimento con Alessandra di Rudiní (che in seguito si fece monaca). In quell'epoca la vita dispendiosa condotta dal Vate lo portò a sperperare le cospicue somme percepite per le proprie pubblicazioni, che divennero insufficienti a coprire le spese prodottesi. Nel 1910, convinto dalla nuova amante Nathalie de Goloubeff, D'Annunzio si trasferì in Francia: già da tempo aveva accumulato una serie di debiti e, per evitare i creditori, aveva preferito allontanarsi dal proprio Paese. L'arredamento della villa fu messo all'asta e D'Annunzio per cinque anni non rientrò in Italia. Risale a questo periodo la relazione con l'americana Romaine Beatrice Brooks.
A Parigi era un personaggio noto, era stato tradotto da Georges Hérelle e il dibattito tra decadentisti e naturalisti aveva a suo tempo suscitato un notevole interesse già con Huysmans. Ciò gli permise di mantenere inalterato il suo dissipato stile di vita fatto di debiti e frequentazioni mondane, tra cui quelle con Filippo Tommaso Marinetti e Claude Debussy. Pur lontano dall'Italia, collaborò al dibattito politico prebellico, pubblicando versi in celebrazione della guerra italo-turca, inclusi poi in Merope, o editoriali per diversi giornali nazionali (in particolare per il Corriere della Sera), che a loro volta gli concedevano altri prestiti.

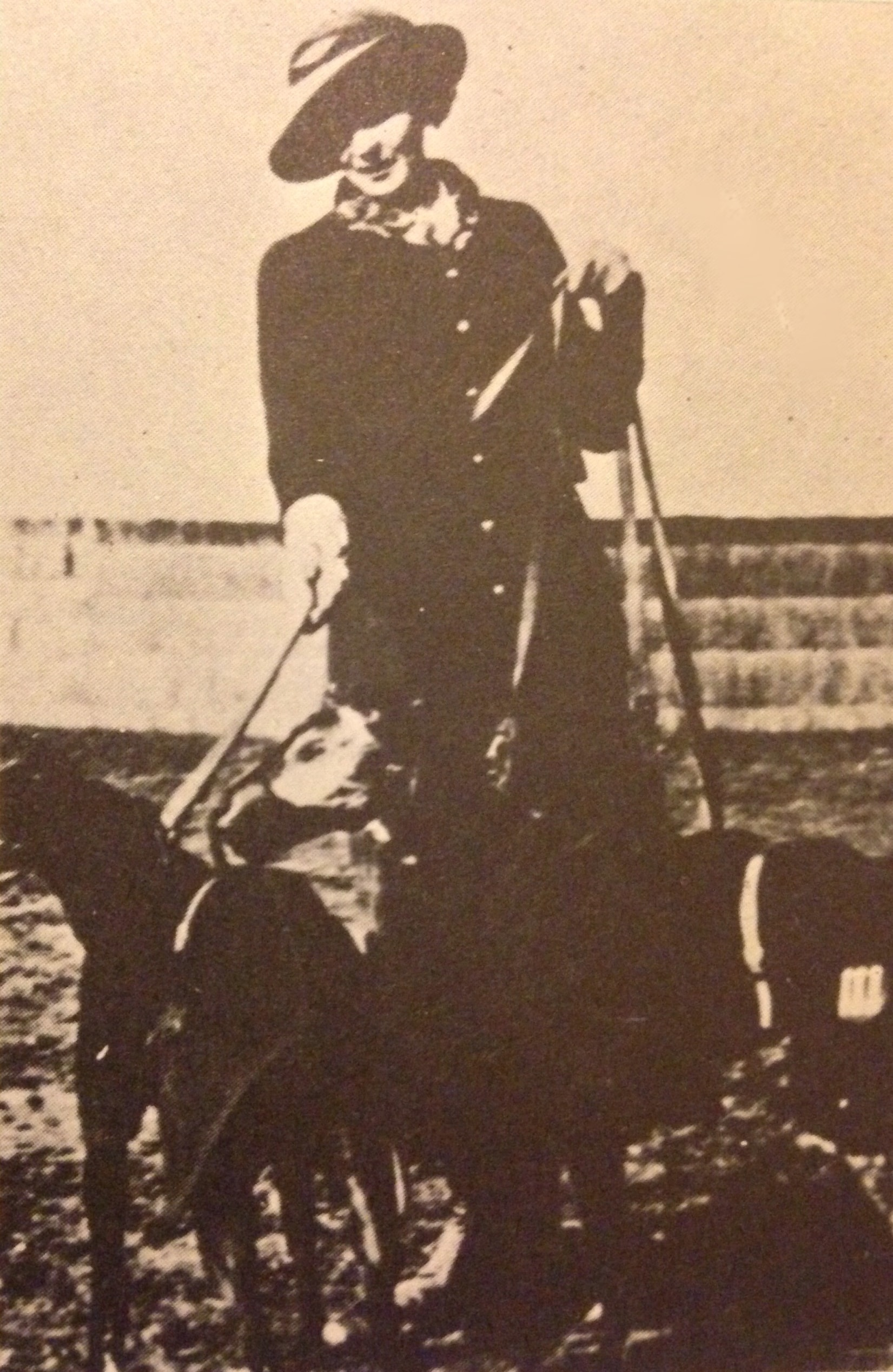
Nathalie de Goloubeff, compagna di d'Annunzio nell'esilio di Arcachon

Nel 1910 D'Annunzio aderì all'Associazione Nazionalista Italiana fondata da Corradini. Nei suoi contributi inneggiò a una politica di potenza, opponendo la sua idea di Nazione all'«Italietta meschina e pacifista». Nel 1914 Gabriele D'Annunzio rifiutò di diventare Accademico della Crusca, dichiarandosi nemico degli onori letterari e delle Università. Ai bolognesi che gli offrivano una cattedra scrisse infatti: “amo più le aperte spiagge che le chiuse scuole dalle quali vi auguro di liberarvi”. Dopo il periodo parigino si ritirò ad Arcachon, sulla costa atlantica, dove si dedicò all'attività letteraria in collaborazione con musicisti di successo (Mascagni, Debussy), e compose libretti d'opera (Le martyre de Saint Sébastien) e soggetti per film (Cabiria).

### Partecipazione alla prima guerra mondiale (1915-1918)

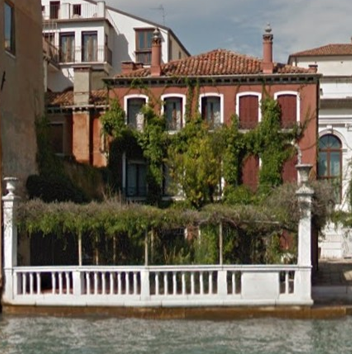
Venezia, Casa dove D'Annunzio abitò durante la guerra 1915-1918

Nel 1915 ritornò in Italia, dove rifiutò la cattedra di letteratura italiana che era stata di Pascoli; condusse immediatamente un'intensa propaganda interventista, inneggiando al mito di Roma e del Risorgimento e richiamandosi alla figura di Giuseppe Garibaldi.
Il discorso celebrativo che D'Annunzio pronunciò a Quarto il 5 maggio 1915 durante l'inaugurazione del monumento ai Mille, in seno alle imponenti manifestazioni che si svolsero a Genova in occasione delle celebrazioni del Primo maggio, segnò l'inizio di un fitto programma di manifestazioni interventiste, che culminarono con le arringhe tenute a Roma durante tutto il periodo antecedente l'entrata in guerra, durante le cosiddette "radiose giornate di maggio". Con lo scoppio del conflitto con l'Austria-Ungheria, D'Annunzio, nonostante avesse 52 anni, ottenne di arruolarsi come volontario di guerra nei Lancieri di Novara, partecipando subito ad alcune azioni dimostrative navali e aeree. Per un periodo risiedette a Cervignano del Friuli e Santa Maria la Longa, località vicine al Comando della III Armata, a capo della quale era il suo estimatore Emanuele Filiberto di Savoia, Duca d'Aosta.

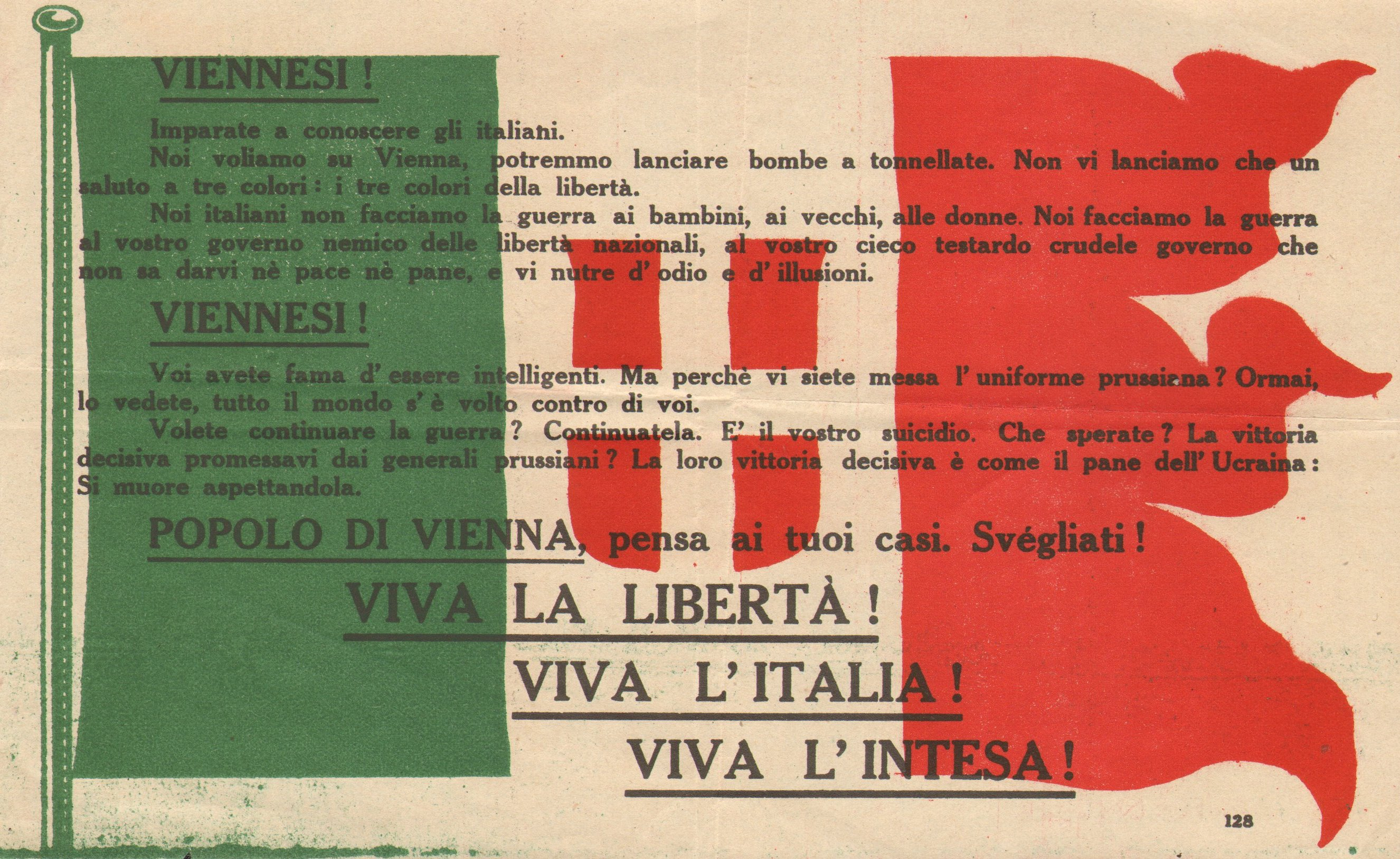
Uno dei volantini lanciati su Vienna

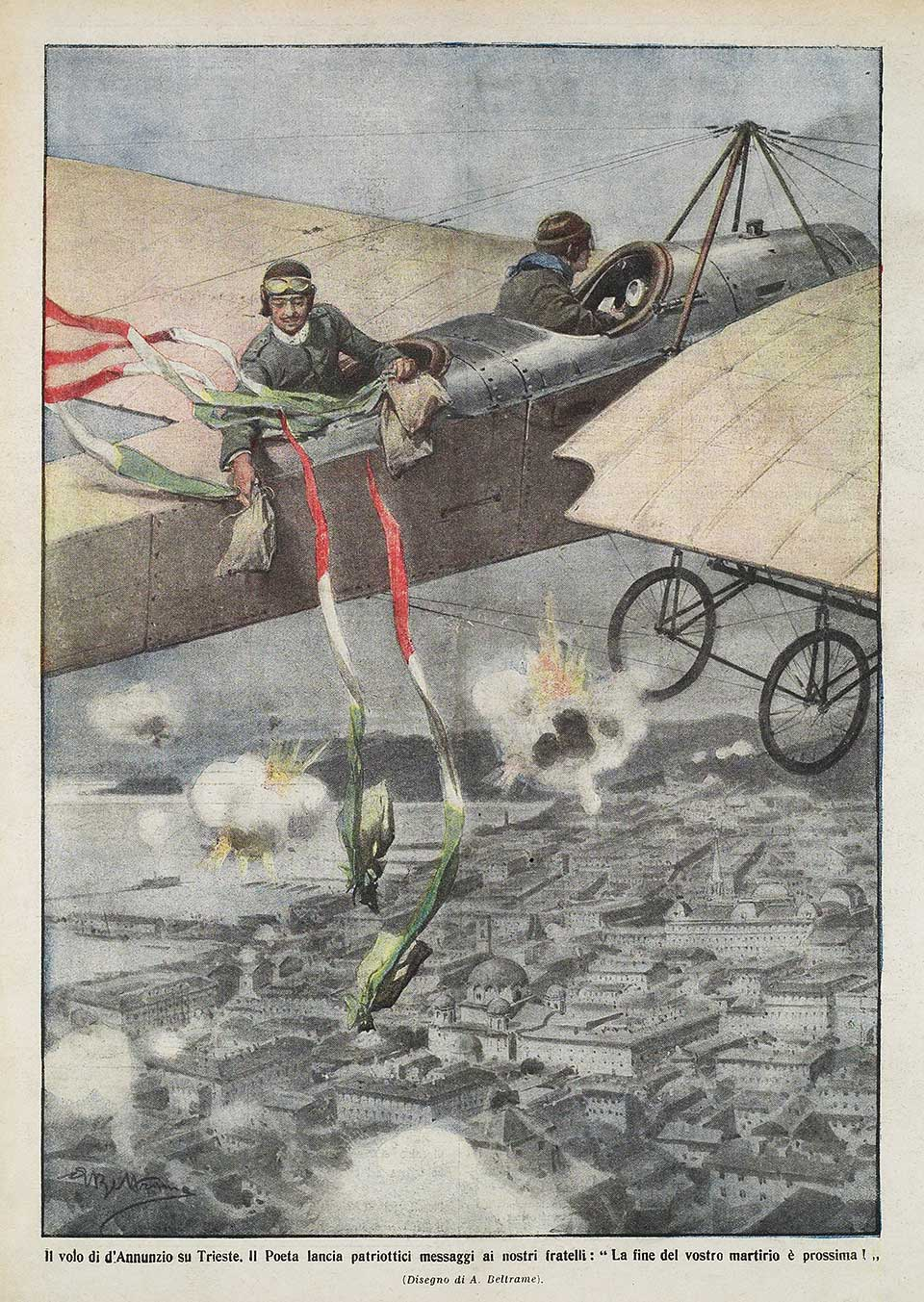
Il volo propagandistico su Trieste del 22 agosto 1915 rappresentato in una rivista dell'epoca

La sua attività in guerra fu prevalentemente propagandistica, fondata su continui spostamenti da un corpo all'altro come ufficiale di collegamento e osservatore.
Ottenuto il brevetto di Osservatore d'aereo, nell'agosto 1915 effettuò un volo sopra Trieste insieme al suo comandante e carissimo amico Giuseppe Garrassini Garbarino, lanciando manifesti propagandistici; nel settembre 1915 partecipò a un'incursione aerea su Trento e nei mesi successivi, sul fronte carsico, a un attacco lanciato sul monte San Michele nel quadro delle battaglie dell'Isonzo. Il 16 gennaio del 1916, a seguito di un atterraggio d'emergenza, nell'urto contro la mitragliatrice dell'aereo riportò una lesione all'altezza della tempia e dell'arcata sopracciliare destra. La ferita, non curata per un mese, provocò la perdita dell'occhio che tenne coperto da una benda; anche da questo episodio trasse ispirazione per autodefinirsi e autografarsi come l'Orbo veggente. Dopo l'incidente passò un periodo di convalescenza a Venezia, durante il quale, assistito dalla figlia Renata, compose il Notturno. L'opera, interamente dedicata a ricordi e riflessioni legati all'esperienza di guerra, fu pubblicata nel 1921. Dopo la degenza, contro i consigli dei medici, tornò al fronte: nel settembre 1916 partecipò a un'incursione su Parenzo e, nell'anno successivo, con la III Armata, alla conquista del Veliki e al cruento scontro presso le foci del Timavo nel corso della decima battaglia dell'Isonzo.
Il colonnello francese De Gondrecourt, incaricato dal Governo francese insignì il 12 gennaio 1917 il capitano d’Annunzio della Croix de guerre. La decorazione era arrivata insieme ad una lettera del generale Louis Hubert Gonzalve Lyautey del 7 gennaio:
“Mio capitano, sarei stato molto fiero se avessi potuto io stesso porre sul vostro petto la Croce di guerra francese. Il Governo è felice di decretarla al grande italiano, che predicò una guerra santa dall’alto del Campidoglio e che, col suo genio e col suo entusiasmo incitò l’eroica levata degli scudi latini contro il nemico della nostra civiltà e della nostra razza. L’Esercito francese è anch’esso felice di offrire la sua ricompensa suprema al soldato, al combattente, al ferito, il quale non esitò a scegliere, per l’incessante battaglia, l’arme più audace e più rischiosa. Vi dono l’abbraccio d’uso con tutta la mia cordiale simpatia.”
Nell'agosto del 1917 compì, con i piloti Maurizio Pagliano e Luigi Gori e il loro Caproni Ca.33, decorato con l'Asso di Picche, tre raid notturni su Pola (3, 5 e 8 agosto). Alla fine del mese effettuò col medesimo equipaggio attacchi a volo radente sulla dorsale dell'Hermada, riportando una ferita al polso e rientrando con il velivolo forato da 134 colpi. A settembre parve realizzarsi la possibilità di effettuare l'agognato raid su Vienna. A tal fine, con Pagliano e Gori compì un volo dimostrativo di 1 000 km in 9 ore di volo, ma all'ultimo istante il consenso al raid venne negato. Alla fine di settembre si trasferì a Gioia del Colle (BA), inquadrato sempre con Pagliano e Gori, oltre al tenente Ivo Oliveti, Casimiro Buttini, Gino Lisa, Mariano D'Ayala Godoy, Andrea Bafile e il corrispondente di guerra del Corriere della Sera Guelfo Civinini, nel Distaccamento A.R., comandato dal maggiore Armando Armani, sui Caproni Ca.33 e al comando della 1ª Squadriglia bis, per compiere una missione sulle installazioni navali del golfo di Cattaro. L'impresa venne portata a termine con successo, sempre con Pagliano e Gori, la notte del 4 ottobre, volando per oltre 500 km sul mare, senza riferimenti, orientandosi con la bussola e le stelle. Alla fine di ottobre, durante la battaglia di Caporetto, incitò i soldati, pronunciando discorsi appassionati. Nel febbraio del 1918, imbarcato sui MAS 96 della Regia Marina, partecipò al raid navale, denominato la beffa di Buccari, azione dedicata alla memoria dei suoi compagni di volo Pagliano e Gori, caduti il 30 dicembre. Cazzullo riporta un episodio in cui il poeta cercò di impegnare truppe italiane per un'operazione puramente dimostrativa volendo posizionare un enorme tricolore sul castello di Duino, situato oltre il fronte, in direzione di Trieste. Quando gli austriaci, accortisi dell'incursione, aprirono il fuoco uccidendo diversi soldati italiani, D’Annunzio forzò i fanti rimasti ad avanzare comunque, ordinando agli artiglieri di sparare su chi si fosse arreso e additando i superstiti che fuggivano come codardi.
L'11 marzo 1918, con il grado di maggiore, assunse il comando della 1ª Squadriglia navale S.A. del campo volo di San Nicolò del Lido di Venezia, primo esperimento di siluranti aeree, chiamata Squadra aerea San Marco, e ne coniò il motto: Sufficit Animus ("È sufficiente [anche solo] il coraggio").
Tale squadriglia era mista, in quanto formata da aeroplani da ricognizione-bombardamento (velivoli SIA 9B - quattro velivoli nel 1º semestre 1918 e sette velivoli nel 2º semestre 1918) e da ricognizione/caccia (10 velivoli Ansaldo S.V.A.).
Nell'agosto del 1918, alla guida della 87ª Squadriglia aeroplani "Serenissima", equipaggiata con i nuovi velivoli SVA 5, realizzò il suo sogno: il Volo su Vienna. Preso posto su uno SVA modificato, pilotato dal capitano Natale Palli, il 9 agosto raggiunse con una formazione di sette aeroplani la capitale asburgica, compiendo un volo di oltre 1 000 km, quasi tutti sorvolando il territorio in mano al nemico. L'azione, dal carattere esclusivamente psicologico e propagandistico, fu caratterizzata dal lancio di migliaia di manifestini nei cieli di Vienna, con scritte che inneggiavano alla pace e alla fine delle ostilità. L'eco e la risonanza di tale azione furono enormi e perfino il nemico dovette ammetterne il valore. Fino al termine del conflitto, D'Annunzio si prodigò in innumerevoli voli di bombardamento sui territori occupati dall'esercito austriaco, fino alla battaglia finale, ai primi di novembre 1918.
Al termine del conflitto «egli apparteneva di diritto alla generazione degli assi e dei pluridecorati…» e il coraggio dimostrato, unitamente ad alcune celebri imprese di cui era stato protagonista, ne consolidarono ulteriormente la popolarità. Si congedò con il grado di tenente colonnello, inusuale, all'epoca, per un ufficiale di complemento (ebbe tre promozioni per merito di guerra); gli verrà anche concesso nel 1925 il titolo onorario di generale di brigata aerea. Fu insignito di una medaglia d'oro al valor militare, cinque d'argento e una di bronzo.
Nell'immediato dopoguerra D'Annunzio si fece portatore di un vasto malcontento, insistendo sul mito della "vittoria mutilata" e chiedendo, in sintonia con il movimento dei combattenti, il rinnovamento della classe dirigente in Italia. Lo stesso clima di malcontento portò all'ascesa di Benito Mussolini, che di qui al 1922 avrebbe condotto il fascismo a prendere il potere in Italia.
Durante il conflitto D'Annunzio conobbe il poeta giapponese Harukichi Shimoi, arruolatosi negli Arditi dell'esercito italiano. Dall'incontro dei due poeti-soldati nacque l'idea, promossa a partire dal marzo 1919, del raid aereo Roma-Tokyo, a cui il Vate voleva inizialmente partecipare, e che fu portato a termine dall'aviatore Arturo Ferrarin.

### L'impresa di Fiume (1919-1921)
(Gabriele D'Annunzio)

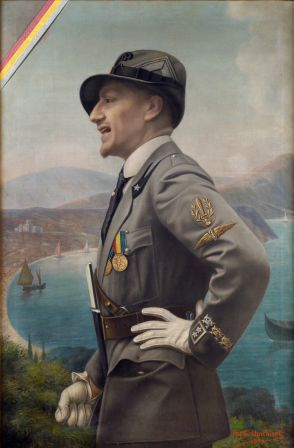
Enrico Marchiani, Ritratto di Gabriele d'Annunzio in uniforme da Ardito. Dipinto esposto al Museo D'Annunzio Eroe del Vittoriale

Nel settembre 1919 d'Annunzio, alleatosi con un gruppo paramilitare, guidò una spedizione di "legionari", partiti da Ronchi di Monfalcone (ribattezzata, nel 1925, Ronchi dei Legionari in ricordo della storica impresa), per l'occupazione della città di Fiume, che le potenze alleate vincitrici non avevano assegnato all'Italia. Con questo gesto D'Annunzio raggiunse l'apice del processo di edificazione del proprio mito personale e politico.
A Fiume, occupata dalle truppe alleate, già nell'ottobre 1918 si era costituito un Consiglio nazionale che propugnava l'annessione all'Italia, di cui fu nominato presidente Antonio Grossich. D'Annunzio con una colonna di volontari (tra i quali vi era anche Silvio Montanarella, marito della figlia Renata) occupò Fiume e vi instaurò il "Comando dell'Esercito italiano in Fiume d'Italia". Il 5 ottobre 1920 aderì al Fascio di combattimento di Fiume.
D'Annunzio, che era anche comandante delle Forze armate fiumane, e il suo governo vararono tra l'altro la Carta del Carnaro, una costituzione provvisoria, scritta dal sindacalista rivoluzionario Alceste de Ambris e modificata in parte da D'Annunzio stesso, che prevedeva, assieme alle varie leggi applicative e regolamenti varati, numerosi diritti per i lavoratori, le pensioni di invalidità, l'habeas corpus, il suffragio universale maschile e femminile, la libertà di opinione, di religione e di orientamento sessuale, la depenalizzazione dell'omosessualità, del nudismo e dell'uso di droga, la funzione sociale della proprietà privata, il corporativismo, le autonomie locali e il risarcimento degli errori giudiziari, il tutto molto tempo prima di altre carte costituzionali dell'epoca.
Alle nove corporazioni originarie ne aggiunse una decima, costituita dai cosiddetti "uomini novissimi". Gli articoli cinquecentotre e cinquecentoquattro delineano la figura di un "Comandante" (lo stesso D'Annunzio), eletto con voto palese, una sorta di dittatore romano, attivo per il tempo di guerra, che detiene "la potestà suprema senza appellazione" e "assomma tutti i poteri politici e militari, legislativi ed esecutivi. I partecipi del Potere esecutivo assumono presso di lui officio di segretarii e commissarii."
Alcuni sostengono che D'Annunzio avesse usato mezzi repressivi per il governo di Fiume, i quali precorsero quelli poi usati dai fascisti. È diffusa l'opinione che l'uso dell'olio di ricino come strumento di tortura e punizione dei dissidenti sia stato introdotto proprio dai legionari di D'Annunzio, poi fatto proprio e reso famoso dallo squadrismo fascista. Altri sostengono invece che l'esperienza non ebbe connotati solo nazionalistici, ma anche liberali e libertari piuttosto netti, e che il poeta non avesse intenzione di costituire un governo personale, ma solo un governo d'emergenza con possibilità di sperimentazione di diverse idee, aggregate in un programma politico unico grazie al suo carisma.
D'Annunzio per un certo periodo guardò con curiosità ai bolscevichi, tanto che il 27 e il 28 maggio 1922 ospitò al Vittoriale Georgij Vasil'jevič Čičerin, commissario sovietico agli affari esteri arrivato in Italia per la conferenza di Genova. Tuttavia nel 1926 esprimerà invece critiche contro il governo sovietico.
Il 12 novembre 1920 i governi italiano e jugoslavo stipularono il trattato di Rapallo, che trasformava Fiume in una città libera. D'Annunzio non accettò il trattato e rifiutò ogni mediazione, spingendo il governo a intervenire con la forza. Tra il 24 e il 27 dicembre, le truppe governative attaccarono i legionari. La breve guerra, definita Natale di sangue, causò numerosi morti e il bombardamento della città. Ai tempi di Fiume D'Annunzio soprannominò sprezzantemente Cagoja l'ex primo ministro Francesco Saverio Nitti. Lo Stato libero di Fiume non ebbe vita facile. Anche dopo la partenza di d'Annunzio, fu sconvolto dal conflitto tra autonomisti e annessionisti, fino a quando nel 1924 la città fu annessa dall'Italia fascista.
L’impresa fiumana sarà evocata a breve distanza dalla presa della città da Marcel Proust in una pagina di Alla ricerca del tempo perduto, apparsa in anteprima l’11 dicembre 1919 sul quotidiano parigino Le Matin, ma espunta dall’edizione definitiva del capolavoro proustiano.

### L'esilioa Gardone Riviera e morte (1921-1938)

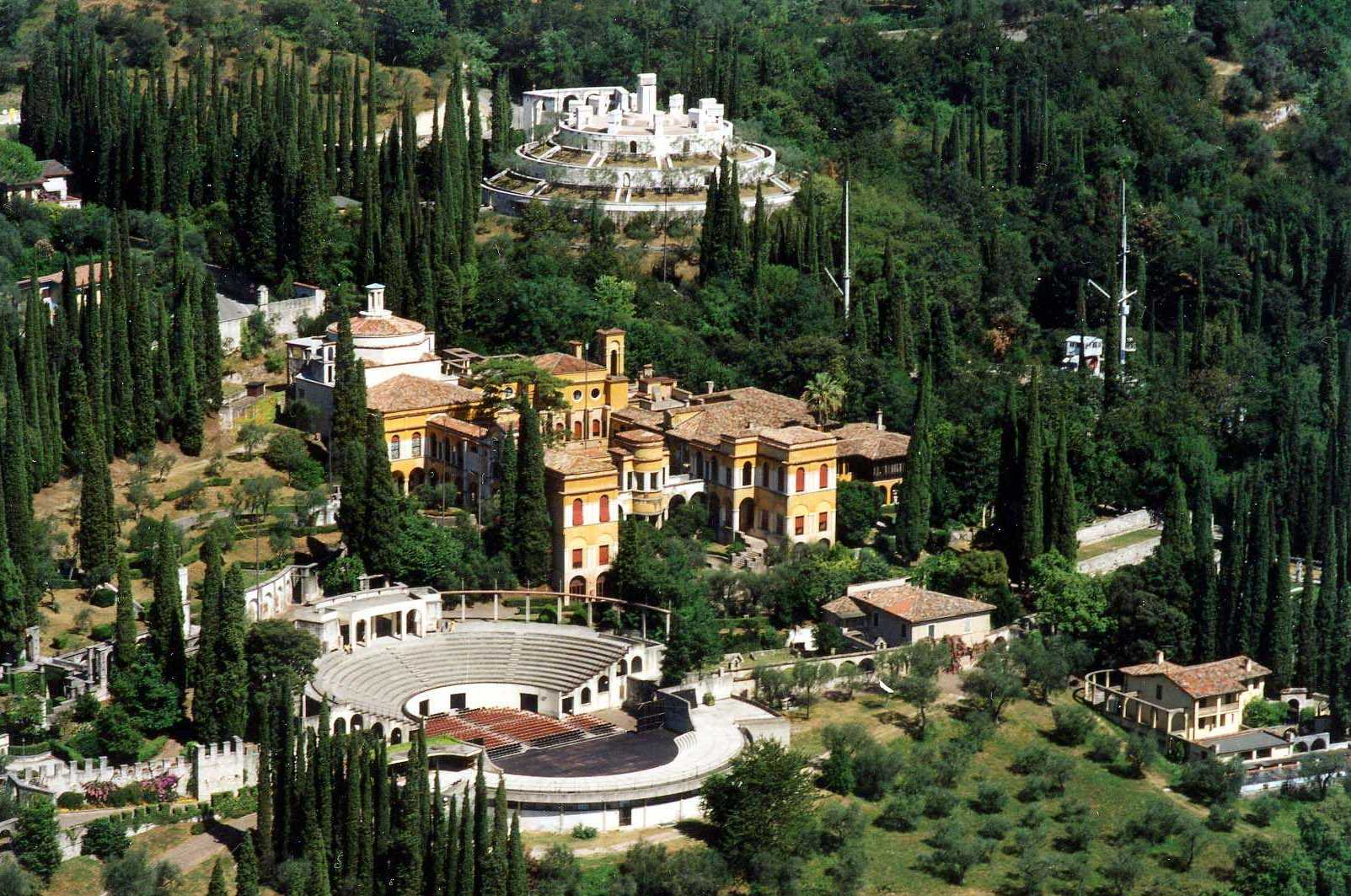
La villa di D'Annunzio, nel complesso monumentale del "Vittoriale degli Italiani"

Deluso dall'epilogo dell'esperienza di Fiume, nel febbraio 1921 si ritirò in un'esistenza solitaria nella villa di Cargnacco (comune di Gardone Riviera), che pochi mesi più tardi acquistò. Ribattezzata il Vittoriale degli Italiani, fu ampliata e successivamente aperta al pubblico. Qui lavorò e visse fino alla morte, curando con gusto teatrale un mausoleo di ricordi e di simboli mitologici di cui la sua stessa persona costituiva il momento di attrazione centrale.
D'Annunzio si impegnò inoltre per la crescita e il miglioramento della zona: la costruzione della strada litoranea Gargnano-Riva del Garda (1929-1931) fu fortemente voluta da lui, che se ne interessò personalmente, facendo valere il suo prestigio personale con le autorità. La strada, progettata e realizzata dall'ing. Riccardo Cozzaglio, segnò il termine del secolare isolamento di alcuni paesi del lago di Garda e fu poi classificata di interesse nazionale con il nome di Strada statale 45 bis Gardesana Occidentale. Lo stesso D'Annunzio, presente all'inaugurazione della strada, la battezzò con il nome di Meandro, per via della sua tortuosità e dell'alternarsi delle buie gallerie e del lago azzurro.
Promosse attività sportive tra cui la motonautica e gare idro-aviatorie: tra queste la Coppa del Benaco lanciata da Gabriele D'Annunzio con l'appello da lui composto, il poema Per la coppa del Benaco, del 21 agosto e disputata il 24 settembre 1921 a Gardone Riviera. Per l'occasione il poeta donò una coppa d'argento, opera dello scultore Renato Brozzi, dedicata alla memoria dei compagni volatori caduti.
Altro evento motonautico patrocinato da d'Annunzio fu, nel giugno 1931, il Meeting Internazionale di  Motonautica (PDF). (chiamato anche Adunata Internazionale Motonautica o Seconda Riunione Internazionale.. «Miss England II», il "racer" guidato da Kaye Don in un tentativo sul miglio lanciato raggiungeva i 160 km/h. Il Garda divenne, soprattutto per l'affascinante richiamo dannunziano, la palestra dei più grandi campioni del mondo, fra i quali l'inglese Henry Segrave, questi perito durante una gara motonautica nelle acque del lago di Windermere e il cui ricordo ispirò a D'Annunzio la «Coppa dell'Oltranza» oltreché considerare come sacro il volante del racer di Segrave che è esposto al Vittoriale, nella Stanza delle Reliquie.

#### Il Vate e il fascismo
Il rapporto con il fascismo è oggetto di un dibattito complesso tra gli storici. Il fascismo celebrò sempre D'Annunzio come un suo precursore politico e letterario. Lo scrittore, dopo un'adesione iniziale ai Fasci italiani di combattimento, non prese mai la tessera del Partito Nazionale Fascista, probabilmente per mantenere la sua autonomia.
Nel 1919 Mussolini avviò tramite il suo quotidiano Il Popolo d'Italia una sottoscrizione pubblica per finanziare l'Impresa di Fiume, con la quale raccolse quasi tre milioni di lire. Una prima tranche di denaro, ammontante a 857 842 lire, fu consegnata a D'Annunzio ai primi di ottobre, mentre altro denaro gli giunse in seguito. Una parte cospicua del denaro raccolto, però, non fu consegnata a D'Annunzio e Mussolini fu accusato da due redattori di averla dirottata per finanziare lo squadrismo e il proprio partito in vista delle vicine elezioni politiche italiane del 1919.
Per controbattere alle accuse, D'Annunzio inviò una lettera a Mussolini in cui ne attestò pubblicamente l'autorizzazione. Il poeta certificò che parte della somma raccolta era stata utilizzata per finanziare lo squadrismo a Milano.

Incontro tra Mussolini e D'Annunzio

Fiume d'Italia, 15 febbraio 1920
Gabriele D'Annunzio.»

Lettera originale inviata da D'Annunzio a Mussolini
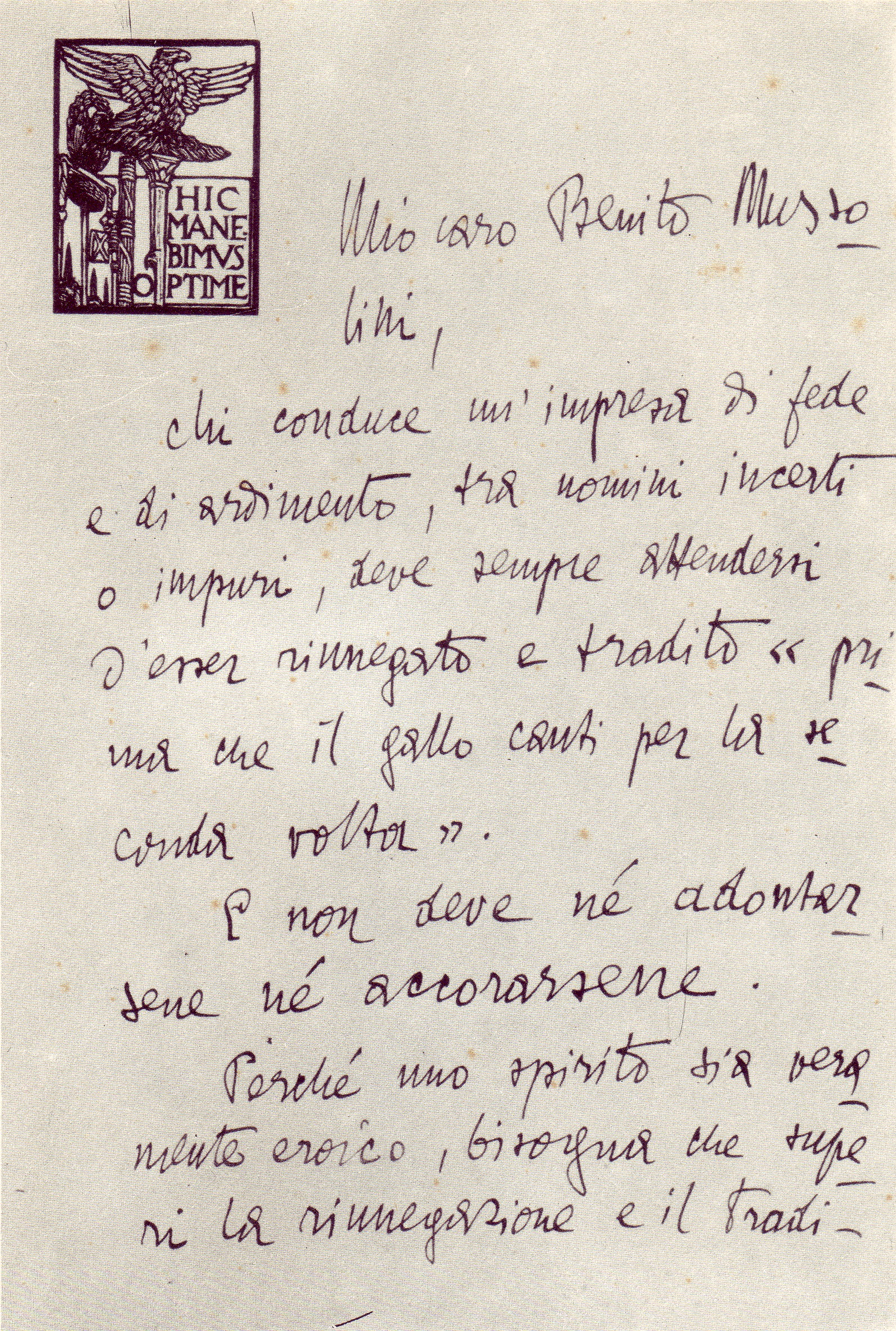
Pagina 1
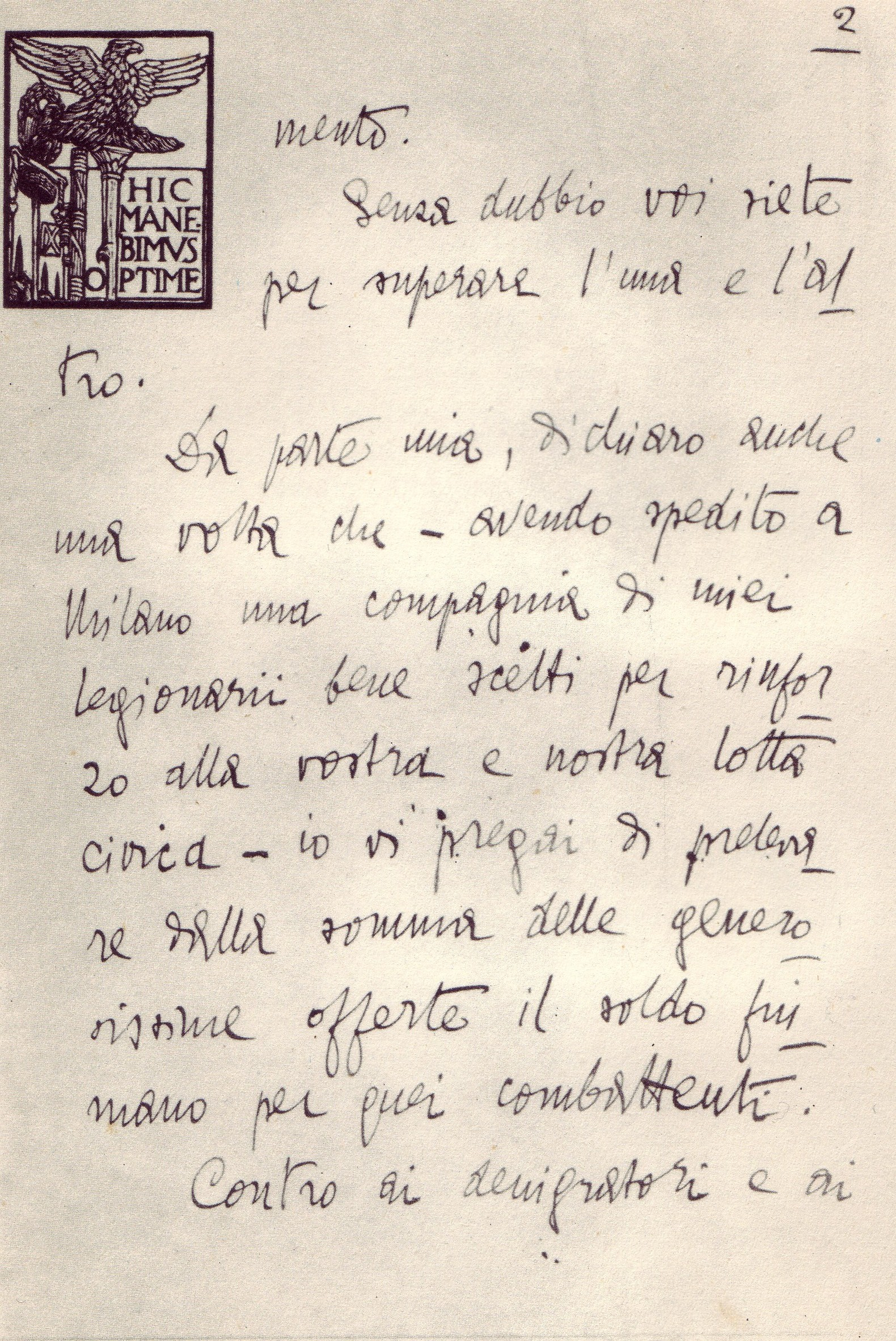
Pagina 2
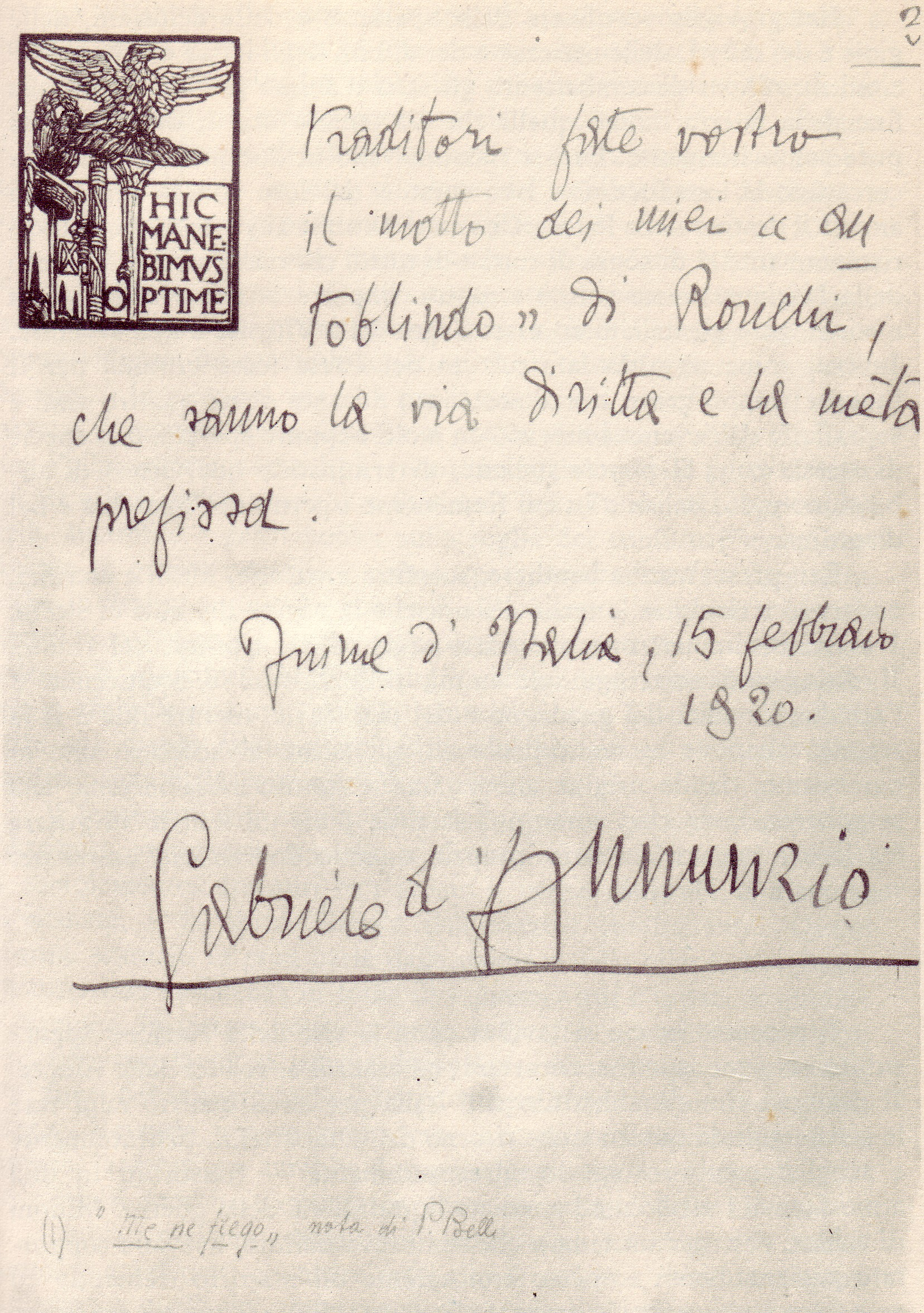
Pagina 3

D'Annunzio, assieme a Filippo Tommaso Marinetti, fu uno dei primi firmatari del Manifesto degli intellettuali fascisti, pubblicato il 21 aprile 1925. Il deputato socialista Tito Zaniboni, più tardi noto per aver organizzato un attentato contro Mussolini il 4 novembre 1925, comunicò al giornale Il Mondo la notizia che D'Annunzio, in una lettera indirizzata a un legionario fiumano, avrebbe scritto in maniera critica sulla questione:
(Gabriele D'Annunzio secondo Tito Zaniboni)
All'indiscrezione D'Annunzio rispose il 5 novembre su La Provincia di Brescia:
(Gabriele D'Annunzio)

Il Vittoriale: è segnata con la X la finestra dalla quale D'Annunzio cadde nel 1922

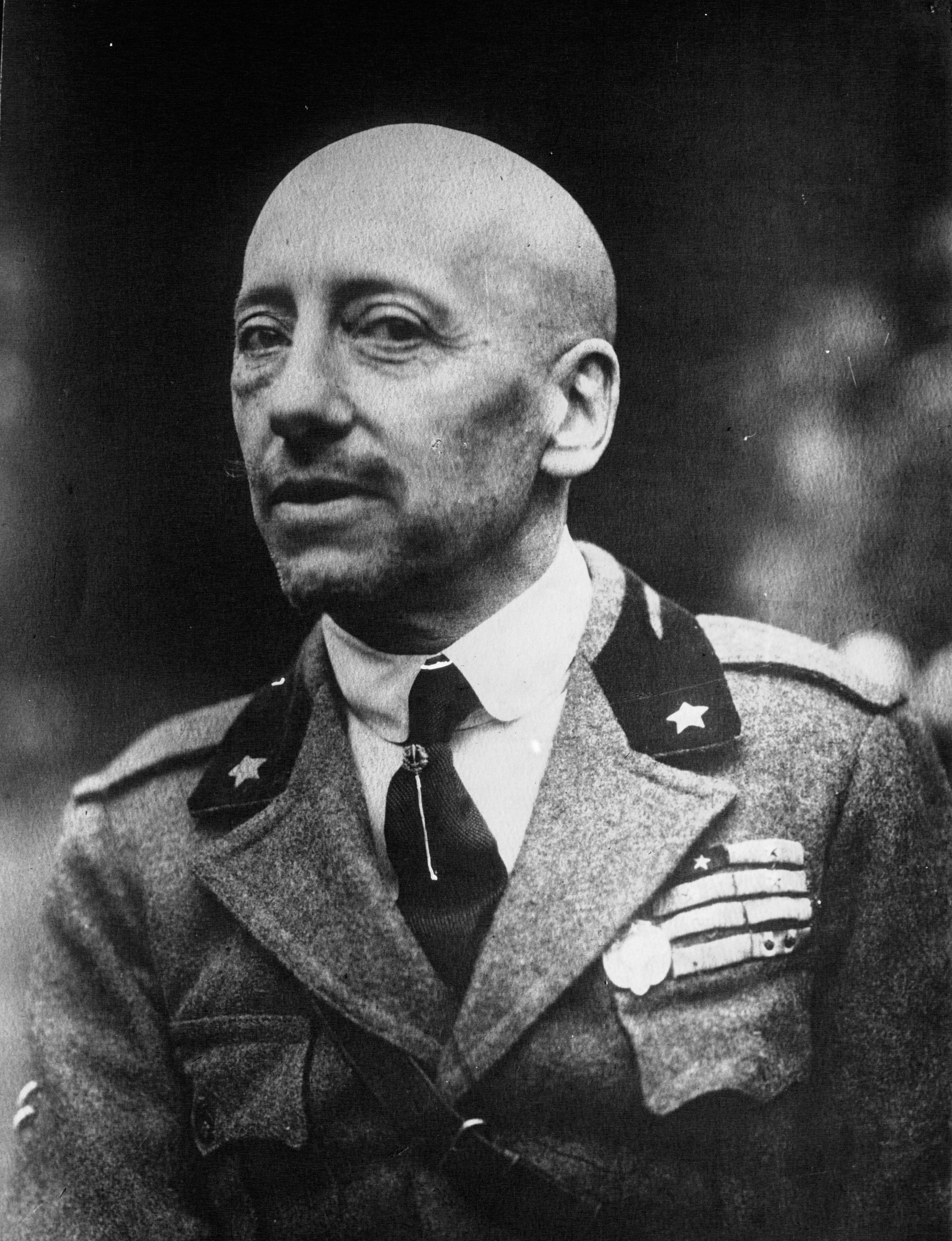
D'Annunzio nel 1922, in uniforme da ufficiale del Regio Esercito

Nel 1937 fu eletto Presidente dell'Accademia d'Italia, ma non andò mai a presiedere alcuna riunione (la nomina fu quasi imposta da Benito Mussolini, con la contrarietà di D'Annunzio). D'Annunzio fu anche Presidente onorario della SIAE dal 1920 al 1938. Per molti il Duce, temendo la popolarità e la personalità indipendente del poeta, tentò di metterlo risolutamente da parte, ricoprendolo di onori. Mussolini arrivò a finanziarlo con un assegno statale regolare, che gli permise di far fronte ai numerosi debiti; in cambio D'Annunzio evitò di esternare troppo il disprezzo che provava per la trasformazione del fascismo-movimento, che aveva ammirato, in un regime dittatoriale.

Di certo vi era la scomodità del personaggio: già nel 1922, tre mesi prima della Marcia su Roma, quando D'Annunzio cadde dalla finestra della sua villa rischiando la vita (vicenda soprannominata "il volo dell'arcangelo"), qualcuno parlò di un attentato ordito dal primo ministro Francesco Saverio Nitti o addirittura dai fascisti; il funzionario Giuseppe Dosi indagò sulla caduta "accidentale" di D'Annunzio, che quasi ne provocò la morte, e scrisse: 
Renzo De Felice afferma che D'Annunzio fu posto poi sotto il controllo di agenti fascisti, visti anche i buoni rapporti del Vate con esponenti del mondo libertario, socialista e rivoluzionario, tra cui l'ex legionario fiumano e poi socialista Alceste de Ambris (che avvicinò il nazionalista D'Annunzio al sindacalismo rivoluzionario) e il politico Aldo Finzi, fascista di sinistra (poi partigiano antifascista) che prese parte con il poeta al volo su Vienna. Gli antifascisti Giovanni Bassanesi e Lauro De Bosis (D'Annunzio fu un frequentatore del circolo letterario del padre) vollero invece emulare proprio il volo su Vienna nelle loro imprese propagandistiche su Milano e Roma. Antonio Gramsci aveva tentato di incontrare il poeta ad aprile del 1921 per proporre un accordo politico coi legionari dannunziani, che in un suo articolo di pochi mesi prima aveva cercato di distinguere dai fascisti, caratterizzando questi ultimi come «giovani benestanti, studenti fannulloni, professionisti, ex ufficiali viventi di ripieghi, ecc. ecc.», mentre fra i legionari sarebbero stati numerosi «coloro che sentono invece le strettezze della crisi economica generale». D'Annunzio però non gli concesse udienza e dopo aver atteso invano tre giorni in un albergo di Gardone, Gramsci se ne andò.
Nel 1937-38 D'Annunzio si oppose all'avvicinamento dell'Italia fascista al regime nazista, bollando Adolf Hitler, già nel giugno 1934, come "pagliaccio feroce", "marrano dall'ignobile faccia offuscata sotto gli indelebili schizzi della tinta di calce di colla", "ridicolo Nibelungo truccato alla Charlot", "Attila imbianchino".
A partire da questo periodo, D'Annunzio cominciò a propagandare la necessità di completare l'irredentismo con una nuova "impresa fiumana" sulla Dalmazia. Mussolini e Starace lo fecero mettere segretamente sotto stretta sorveglianza, non fidandosi di lui e delle sue iniziative.

Nel 1937 D'Annunzio si recò alla stazione di Verona per incontrarsi con Mussolini

La sua influenza sulla cultura italiana ed europea nei primi decenni del Novecento fu indiscutibile. Sempre attento ai movimenti dei giovani, fu tra i massimi ispiratori del Fondaco di baldanza, della Federazione Italiana Universitaria e di La Fionda, associazione goliardica e casa editrice.
La sua salute cominciava ormai a declinare; D'Annunzio riceveva sempre le sue numerose amanti, ma nonostante il carisma intatto e il fascino che esercitava il suo mito, egli le aspettava in camicia da notte o nella penombra, per nascondere il fisico invecchiato. D'Annunzio, fotofobico in seguito all'incidente all'occhio del 1916, stava comunque spesso nella penombra, coprendo con tende (visibili tuttora al Vittoriale) le finestre esposte alla luce solare diretta. Faceva spesso uso di stimolanti (come la cocaina), medicinali vari e antidolorifici, visibili tuttora negli armadietti del Vittoriale.
Il 1º marzo 1938, alle ore 20:05, Gabriele D'Annunzio morì nella sua villa per un'emorragia cerebrale, mentre era al suo tavolo da lavoro; sullo scrittoio era aperto il Lunario Barbanera, con una frase da lui sottolineata di rosso, che annunciava la morte di una personalità. Il ricercatore Attilio Mazza ha sostenuto che il poeta possa essere morto per overdose di farmaci, accidentale o volontaria, dopo un periodo di depressione; all'amica Ines Pradella aveva scritto pochi mesi prima: "Fiammetta, oggi patisco uno di quegli accessi di malinconia mortali, che mi fanno temere di me; poiché è predestinato che io mi uccida. Se puoi, vieni a sorvegliarmi". Nel Libro segreto (1935), D'Annunzio fa intendere anche la caduta accidentale del 1922 come un tentativo di suicidio.
Il certificato medico di morte, scritto dal dottor Alberto Cesari, primario dell'ospedale di Salò, e dal dottor Antonio Duse, medico curante del poeta, ufficializzò comunque la morte per cause naturali.
Alla notizia della morte del poeta, Mussolini, secondo quanto riportato da Galeazzo Ciano nei suoi Diari, avrebbe detto di avvertire un senso di "vuoto" e che il Vate "aveva rappresentato molto nella sua vita"; parole che rientrano nel complesso rapporto Duce-Vate con il primo che faceva sorvegliare e definiva in privato il secondo "il vecchio bardo decrepito".
Ai funerali di Stato, voluti in suo onore dal regime fascista, la partecipazione popolare fu imponente. Il feretro, avvolto dalla bandiera del Timavo era seguito da «…la folla innumerevole degli ex legionari, degli ammiratori, dei devoti alla sua gloria e alla sua fama…». È sepolto nel mausoleo del Vittoriale.

## Luoghi dannunziani
Molti sono i luoghi visitati da Gabriele D'Annunzio, tra i quali Ortona, San Vito Chietino, la Toscana, Firenze, Settignano, Roma, Napoli, Venezia e altri posti all'estero. Alcuni di essi sono descritti dal poeta nelle sue opere Il piacere, Primo vere, Canto novo, Il fuoco, Le novelle della Pescara, e Il trionfo della morte, nelle tragedie La figlia di Jorio e La fiaccola sotto il moggio, e nella raccolta a più volumi delle Laudi del cielo, del mare, della terra e degli eroi.

### Abruzzo
- Pescara: Gabriele D'Annunzio nacque in corso Manthoné, la parte più antica della città. Nelle prime prose di Terra vergine - San Pantaleone, poi confluite nella raccolta Le novelle della Pescara (1902), d'Annunzio narra storie di stampo verista ambientate sia a Pescara che nell'entroterra. La città è descritta come un luogo povero e malsano, con gente semplice e rude. La zona nuova di Pescara invece, Castellammare Adriatico, è il rione dei ricchi e degli altolocati, i quali spesso vengono a lite con Pescara, come narrato in "La guerra del ponte".
- Francavilla al Mare: Intorno al 1899 il pittore Francesco Paolo Michetti comprò un convento in disuso, poi noto come convento Michetti, e divenne presto ritrovo di artisti e letterati abruzzesi. Spesso d'Annunzio si rifugiò nel convento per evitare distrazioni varie, spesso amorose. D'Annunzio tuttavia già dal 1882 frequentava la riviera francavillese, come dimostrò nella raccolta poetica Canto novo, narrando gli amori con Elda Zucconi. La "Villa Schifanoia" è un luogo immaginario francavillese, dove d'Annunzio ambienta una parte de Il piacere, nel libro II.
- Guardiagrele: Nel romanzo Trionfo della morte D'Annunzio si sofferma nella descrizione suggestiva della città che si affaccia verso la montagna, domandandosi come una così bella città possa divenire vittima della corruzione delle decadenti classi nobiliari e della superstizione popolare. Da un lato d'Annunzio magnifica l'architettura abruzzese, specialmente la simbolica cattedrale di pietra, dall'altro non tollera il comportamento ancestrale e quasi animalesco della popolazione.
- Costa dei Trabocchi: Sempre nel Trionfo della morte, D'Annunzio si sofferma sulla bellezza selvaggia della costa teatina, scrivendo del suo soggiorno a San Vito Chietino e traendo ispirazione da un'avventura amorosa con Barbara Leoni nel 1899. L'abbazia di Fossacesia è descritta nel romanzo durante un pellegrinaggio religioso verso la vicina Casalbordino, al santuario della Madonna dei Miracoli, dove D'Annunzio ancora una volta mescola il giudizio sulla suggestione naturale e il terrore per il comportamento brutale e animalesco dei pellegrini. Infatti anche il pellegrinaggio a Casalbordino è stato intrapreso da D'Annunzio, descritto nel carteggio con la Leoni, soffermandosi sulla disastrosa condizione fisica e mentale dei pellegrini infermi che andavano a chiedere la grazia alla Madonna.
- Ortona: Nei primi anni del '900 d'Annunzio visitò la città, e si soffermò nel descrivere la suggestione della città affacciata sul mare, considerata da lui stesso la "Perla dell'Adriatico".

### Altrove
- 1882 - Villacidro (CA) visita la cascata de Sa Spendula e compone una poesia pubblicata il 21 maggio 1882 ne Il Capitan Fracassa.
- Atene, Corinto, Micene nella crociera in Grecia del 1895. D'Annunzio fu affascinato dalle scoperte archeologiche di Schliemann e trasse ispirazione per la tragedia La città morta (1896).
- Firenze: centro, visitato con la Duse.
- Settignano: Villa La Capponcina, dove visse con la Duse. D'Annunzio vi scrisse intorno al 1900 il romanzo Il fuoco e il terzo libro delle Laudi dell'Alcyone. Intorno a Firenze, nel centro Italia sostanzialmente, nello stesso periodo il poeta viaggiò per scrivere le parti delle "Città del Silenzio" in Elettra (1903).
- Roma: Palazzo Zuccari, Piazza di Spagna, Pincio, dove visse con la Leoni. Il palazzo Zuccari specialmente è la sede abitativa del protagonista Andrea Sperelli de Il piacere (1889).
- Venezia: Piazza San Marco, descritta nel Fuoco. D'Annunzio vi viaggiò intorno al 1900.
- Venezia: Casetta Rossa sul Canal Grande. In quella casa il Vate preparò la beffa di Buccari, il volo su Vienna e l'impresa di Fiume, fu inquilino di lusso e custode degli arredi del principe austriaco Fritz von Hohenlohe.
- Lido di Venezia: Aeroporto di Venezia-Lido e la spiaggia.

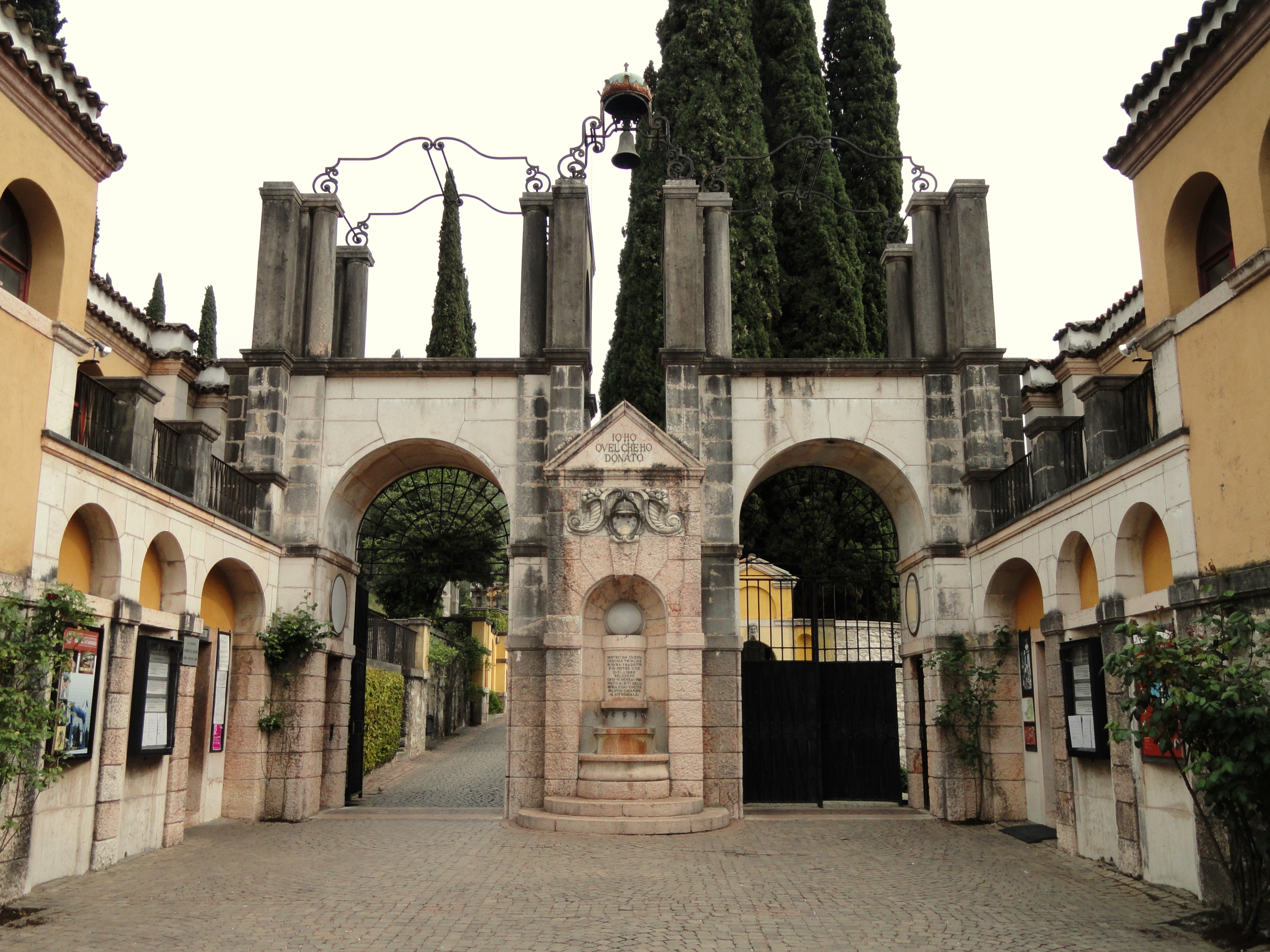
Vittoriale degli Italiani

- Vittoriale degli ItalianiNapoli: centro, visitato con Masciantonio. Vi pubblicò L'innocente nel 1892.
- Parigi: centro, dove visse in esilio nel 1912-1914.
- Arcachon in Gironda (Francia).
- Buccari, dove compì la “beffa” nel 1918.
- Quarto dei Mille.
- Ronchi dei Legionari.
- Fiume (Croazia), dove il poeta occupò la città nel 1920.
- Gardone Riviera: Vittoriale degli italiani, dove visse gli ultimi anni dal 1922 al 1938.

## Opere principali

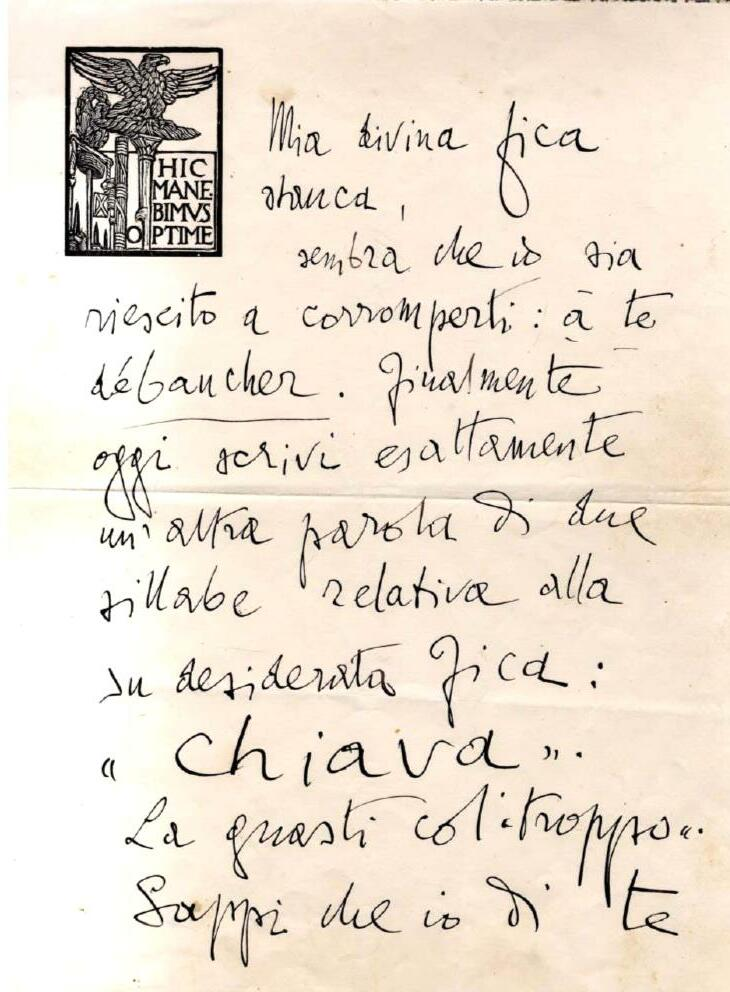
Corrispondenza erotica con Evelina Morasso

La produzione letteraria di D'Annunzio fu stampata integralmente fra il 1927 e il 1936 da un Istituto nazionale creato appositamente sotto l'egida dello Stato italiano per la pubblicazione della sua Opera Omnia. Il Vate collaborò attivamente alla realizzazione dell'ambizioso progetto, come collaborò alla pubblicazione di un'edizione economica (L'Oleandro) che ricalcava la precedente, realizzata anch'essa quando egli era ancora in vita, fra il 1931 e il 1937. Subito dopo la sua morte e cioè fra il 1939 e il 1942 la Fondazione del Vittoriale degli Italiani provvide a ristampare quasi integralmente la produzione dannunziana: 42 volumi su un totale di 46 (gli ultimi quattro non uscirono per le note vicende belliche che desolarono l'Italia nel 1943). Nel secondo dopoguerra merita una particolare menzione la pregevole edizione dell'Opera Omnia apparsa, a partire dal 1950, nei Classici Contemporanei Italiani di Arnoldo Mondadori Editore.
Fra le opere più significative di Gabriele D'Annunzio segnaliamo queste.

### Primo vere(1879)
La prima opera dannunziana fu pubblicata a Chieti, e successivamente a Lanciano dalla Casa editrice Rocco Carabba, con un intelligente espediente: ossia facendosi auto-pubblicità con una presunta morte cadendo da cavallo.
L'opera è una raccolta poetica ispirata alle odi di Giosuè Carducci, basata su pezzi di bravura, come traduzioni in metrica barbara di odi di Catullo e Orazio, e celebrazioni paniche della propria terra abruzzese, ancora vergine e selvaggia, mischiando la descrizione a effimere visioni mitiche della mitologia classica. A differenza di Carducci, D'Annunzio già dimostra uno slancio vitale più esteso, nonché sensuale, tipico dello scrittore giovanile, anche se tale slancio sarà presente in quasi tutte le opere dannunziane.

### Canto novo(1882)
La seconda raccolta poetica ha due versioni, la prima dell'82, e la seconda, più ridotta, del 1896, epurata da sbavature troppo classicheggianti e carducciane. Le 63 liriche sono ugualmente sonetti ispirati a Carducci, divisi in 4 libri, in cui si racconta l'amore di D'Annunzio per Elda Zucconi, vissuto sulla spiaggia di Francavilla al Mare. Gabriele D'Annunzio esprime già col titolo una nuova forma di poetica, nata come ibrido dall'ode classica italiana (barbara) usata da Giosuè Carducci e dal desiderio irrefrenabile della gaiezza giovanile. Mentre Carducci nelle odi tenta il recupero della potenza letteraria italiana con riecheggi ai classici, d'Annunzio aggiunge la sua esperienza personale di giovane innamorato, inserendo il suo rapporto amoroso con Lalla in un bozzetto abruzzese, ambientato sulla spiaggia selvaggia di Francavilla al Mare.
Questa volta i prestiti, o "calchi", non sono più dagli autori latini, ma dai lirici greci, come Alceo, Pindaro e Anacreonte.

### Intermezzo di rime(1883)
Pubblicate queste poesie a Roma da Sommaruga editore nel 1883, l'opera poetica segna un distacco dalla vita giovanile abruzzese. D'Annunzio abbandona la metrica barbara carducciana per rifarsi alla sperimentazione di un sistema proprio, che già preclude l'uso di uno stile "decadentista", che gli viene ispirato dalla frequentazione dei salotti romani. Anche l'ingenua sensualità giovanile è abbandonata per passare alla pittura di scene di amori più nitide e spinte.

### Il libro delle vergini - San Pantaleone(1884-86)
Le due raccolte di novelle furono pubblicate a Roma da Sommaruga Editore, e riguardano l'approccio dannunziano al naturalismo e al verismo di Giovanni Verga, dalla sua raccolta di Vita dei campi. Tuttavia D'Annunzio non seppe abbracciare completamente la corrente siciliana, poiché trasgredì alle regole della forme inerente al soggetto alla descrizione mediante la narrazione indiretta, intervenendo spesso con commenti personali, adottando uno stile medio-alto, e facendo parlare i protagonisti nel dialetto abruzzese. Le storie della prima raccolta delle vergini, in tutto quattro, rispondono al modello di una conciliazione tra stile elevato della nobiltà romana nel periodo decadentista e le vicende amorose di nobildonne e semplici contadine dalla campagna pescarese dell'Abruzzo.
La seconda raccolta, più variegata, è un insieme di bozzetti di stampo verghiano, in cui D'Annunzio tratteggia le brutture e le sventure di poveri individui del villaggio marinaro di Portanuova (la vecchia Pescara), in lotta con Castellammare Adriatico. La natura dominante abruzzese, incolta e sovrana, sembra decidere, con carestie, mareggiate e nevicate, le sorti dei protagonisti, votati alla sofferenza e all'autodistruzione non solo per catastrofi naturali, ma anche per la loro natura barbara, come ad esempio la superstizione religiosa e l'ignoranza bestiale con gli istinti animaleschi del sesso e della fame.

### Il piacere(1889)
Primo romanzo dannunziano, e primo capitolo della trilogia dei Romanzi della Rosa, l'opera ha una trama molto semplice. La vicenda, suddivisa in quattro libri, si svolge nel 1886 a Roma, ed inizia con un flashback dell'abbandono tra il conte Andrea Sperelli ed Elena Muti. Ripercorre poi la storia di Andrea, nobile abruzzese, dandy dell'alta società romana, che ad una cena a casa di sua cugina incontra la nobildonna Elena Muti, e se ne innamora perdutamente. Dopo un serrato corteggiamento, i due iniziano una relazione che si protrae per vari mesi. Una sera, Elena annuncia la sua imminente partenza, e il loro inevitabile distacco. Dopo la separazione Andrea seduce varie nobildonne, tra cui Ippolita. L'amante di lei, geloso, sfida in un duello di scherma Andrea, che rimane ferito, e viene portato in convalescenza a Francavilla al Mare. Qui, ospite nella "villa Schifanoia" della cugina Francesca di Ateleta, redige un diario personale, vivendo in armonia con la natura e con l'arte. Conosce inoltre Maria Ferres, moglie del ministro plenipotenziario del Guatemala, di cui si innamora. Nonostante le sue resistenze, iniziano una tormentata relazione. Rientrato a Roma, Andrea rincontra Elena, che risveglia i suoi antichi sentimenti sopiti. Il suo tentativo di avere sia Maria sia Elena lo porterà infine alla perdita di entrambe.
Il romanzo è il capostipite della prosa italiana decadentista; D'Annunzio per la composizione si ispirò a vari autori stranieri, come Charles Baudelaire, Théophile Gautier, l'estetica preraffaellita elaborata dai critici del giornale Cronaca bizantina, e Goethe; a queste influenze si aggiunsero quelle provenienti dalla nuova fonte di ispirazione francese, come Gustave Flaubert, Guy de Maupassant, Émile Zola, ma anche Percy Bysshe Shelley, Oscar Wilde e forse la lettura di À rebours di Joris Karl Huysmans.
La particolarità dello stile consiste nel riempire la narrazione, di per sé semplice, di citazioni dotte da autori classici, greci e latini, di musica classica, soprattutto nei suoi massimi rappresentanti, come Mozart e Beethoven, e nell'alternanza di prosa e poesia (il cosiddetto prosimetro).

### L'innocente(1892)
Secondo romanzo della Trilogia della Rosa, si discosta abbastanza dalla prosa decadentista fluente del Piacere. Il protagonista è il principe Tullio Hermil, sposato con Giuliana e affiliato. Apparentemente sembra che la tranquilla vita familiare abbia il suo regolare corso. Tuttavia la donna lo tradisce con lo scrittore Filippo Arborio, di cui rimane incinta, e partorisce un maschio. Dato che Filippo si ritira, Tullio è costretto a vivere con il terzo figlio "non suo", verso cui matura un odio incontrollabile, lasciandolo morire di freddo, fuori dalla finestra, la notte di Natale.
L'opera, più che essere ispirata al decadentismo, è tratta da uno studio dannunziano del tema dell'"evangelismo russo" presente in Tolstoj e Dostoevskij, convertendolo tuttavia nello slancio vitale della coprotagonista Giuliana, e nella caratterizzazione negativa tipica della femme fatale.

### Poema paradisiaco(1893)
Si tratta di una composizione in cui D'Annunzio inizia a mescolare decadentismo e crepuscolarismo, distaccandosi dallo slancio vitale iniziale della corrente intellettuale. Il poema dannunziano è anche una parabola di conversione verso uno stile di vita casto e frugale, quasi francescano. Il protagonista infatti è un uomo soggetto alla prigione dei sensi, sedotto da figure insidiose e enigmatiche: le larve. Soltanto il ritorno del protagonista nel rassicurante orticello di casa, mantenuto con modestia e lavoro sarà la sua ancora di salvezza, proprio qui infatti avverrà la sua purificazione. Il protagonista riesce quindi a raggiungere un traguardo di salvezza adottando uno stile di vita in perfetta antitesi rispetto allo stesso D'Annunzio.

### Il trionfo della morte(1894)
(Gabriele D'Annunzio dal Trionfo della morte)

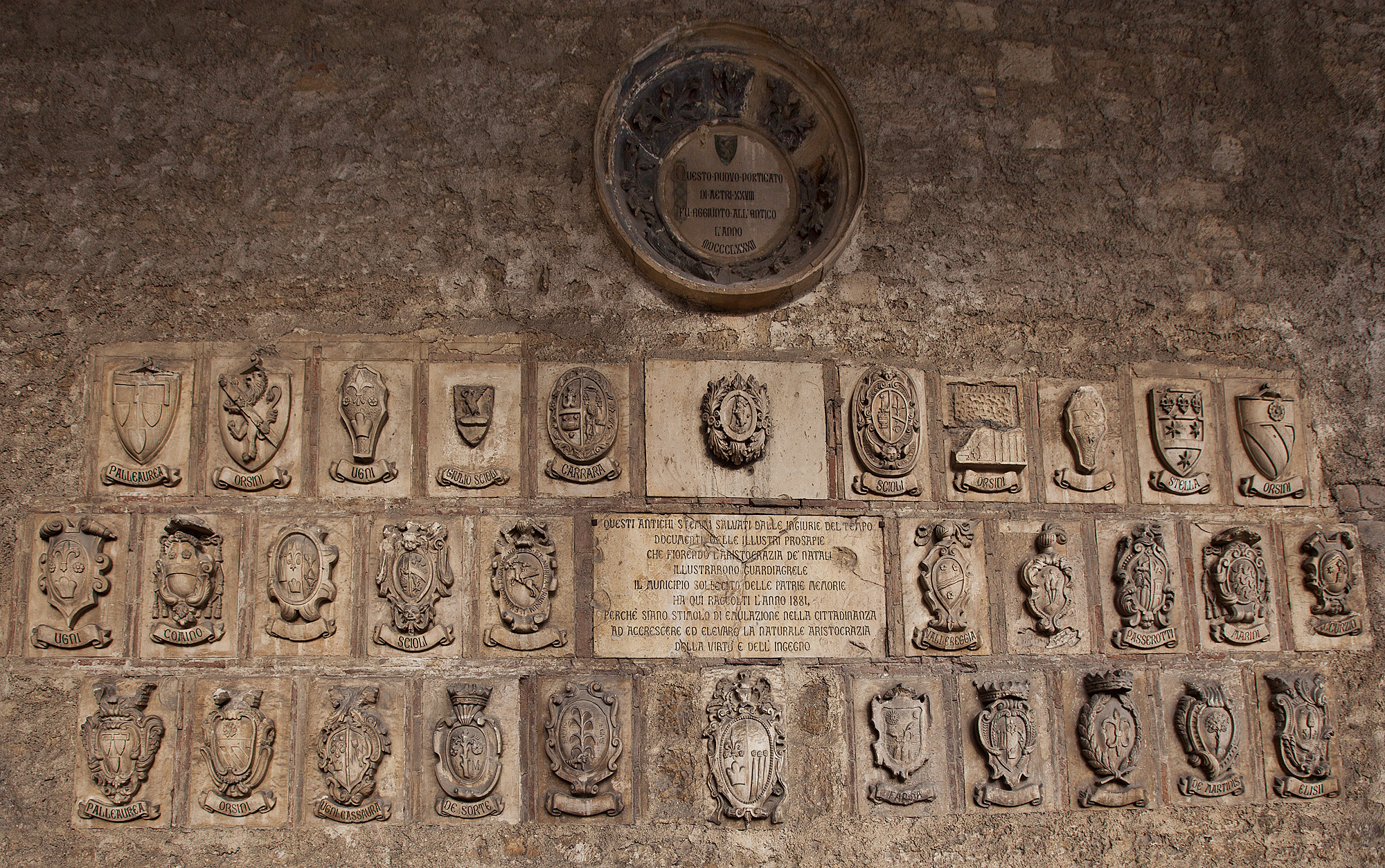
Araldica degli stemmi nobili di Guardiagrele, sul lato della Cattedrale. Lo stemma degli Aurispa è di pura fantasia di D'Annunzio

Il terzo romanzo della Trilogia della Rosa fu iniziato nel 1889 col titolo L'invincibile, e poi abbandonato per la stesura del Giovanni Episcopo (1892), sempre ispirato all'evangelismo russo dostoevskiano. Sempre nell'89 D'Annunzio, soggiornando a Francavilla al Mare, nel Convento Michetti dell'amico Francesco Paolo Michetti, compì un viaggio a San Vito Chietino, sulla costa dei Trabocchi, con l'amante Barbara Leoni, scoprendo nella lettura del Così parlò Zarathustra il fenomeno del superuomo. Affascinato dallo slancio vitale della "volontà di potenza" nietzschiana, D'Annunzio approfondì la sua ricerca dell'Abruzzo selvaggio, molto più approfondita rispetto ai bozzetti pescaresi, e si diresse a un pellegrinaggio religioso al santuario di Casalbordino, rimanendo profondamente colpito e scandalizzato dall'estrema disperazione dei pellegrini, che si sottoponevano a ogni forma di umiliazione, nelle loro condizioni già disastrate pur di ottenere una grazia.
La storia è quella del principe Giorgio Aurispa, nobile di Guardiagrele, il cui blasone è fieramente posto nell'araldica della Cattedrale della città. Dopo aver assistito al suicidio di uno sconosciuto a Roma, è richiamato in Abruzzo dalla famiglia, in forte dissesto economico, per la morte dello zio Demetrio. Giorgio ha perso l'unico punto di riferimento della famiglia, poiché tutti i membri sono descritti come gente infida e crudele, specialmente il padre di Giorgio, che ha abbandonato tutti per vivere in dissolutezza con una prostituta. Giorgio si rende conto che non c'è più niente per lui lì, e si ritira in una villa sulla costa di San Vito, chiamando l'amante Ippolita Sanzio per avere più conforto. Mentre Giorgio rimane schivo e disgustato dalla vita povera e semplice degli abruzzesi, dominati dalla natura, Ippolita rimane molto affascinata dalle usanze locali, anche se barbare, come ad esempio il tentativo di una madre di scacciare il demonio dal figlio neonato ammalato, credendo fosse posseduto. Intanto Giorgio scopre Nietzsche nella lettura dello Zaratustra e crede di aver conquistato il metodo per fronteggiare l'ostilità della natura, ma dopo un pellegrinaggio con Ippolita al santuario di Casalbordino, vedendo la sofferenza inguaribile dei pellegrini e la miseria più totale, decide di distruggere tutti i suoi sogni con Ippolita, anche perché la vede come una "nemica", poiché affascinata anche da quella visione terribile.

### Le vergini delle rocce(1895)
Il romanzo avrebbe dovuto far parte di una trilogia del Giglio, che non fu mai ultimata. La storia è molto semplice: Claudio Cantelmo, uno degli ultimi esponenti del casato abruzzese della Maiella, vorrebbe avere un erede, poiché lui, avendo raggiunto il perfetto equilibrio con l'ideale del "superuomo", potrà avere un degno erede che potrà dominare sia al livello politico sia intellettuale su Roma. Il tentativo però fallisce quando Claudio tenta l'approccio con tre sorelle aristocratiche, che sembrano essere l'incarnazione di un'opposizione divina al suo progetto: la seconda di esse è in procinto di prendere i voti, mentre la terza, che lo rifiuta per occuparsi dei propri familiari, lo indirizza verso la prima. Il romanzo però si conclude senza rivelare la decisione del protagonista.

### La città morta(1898)

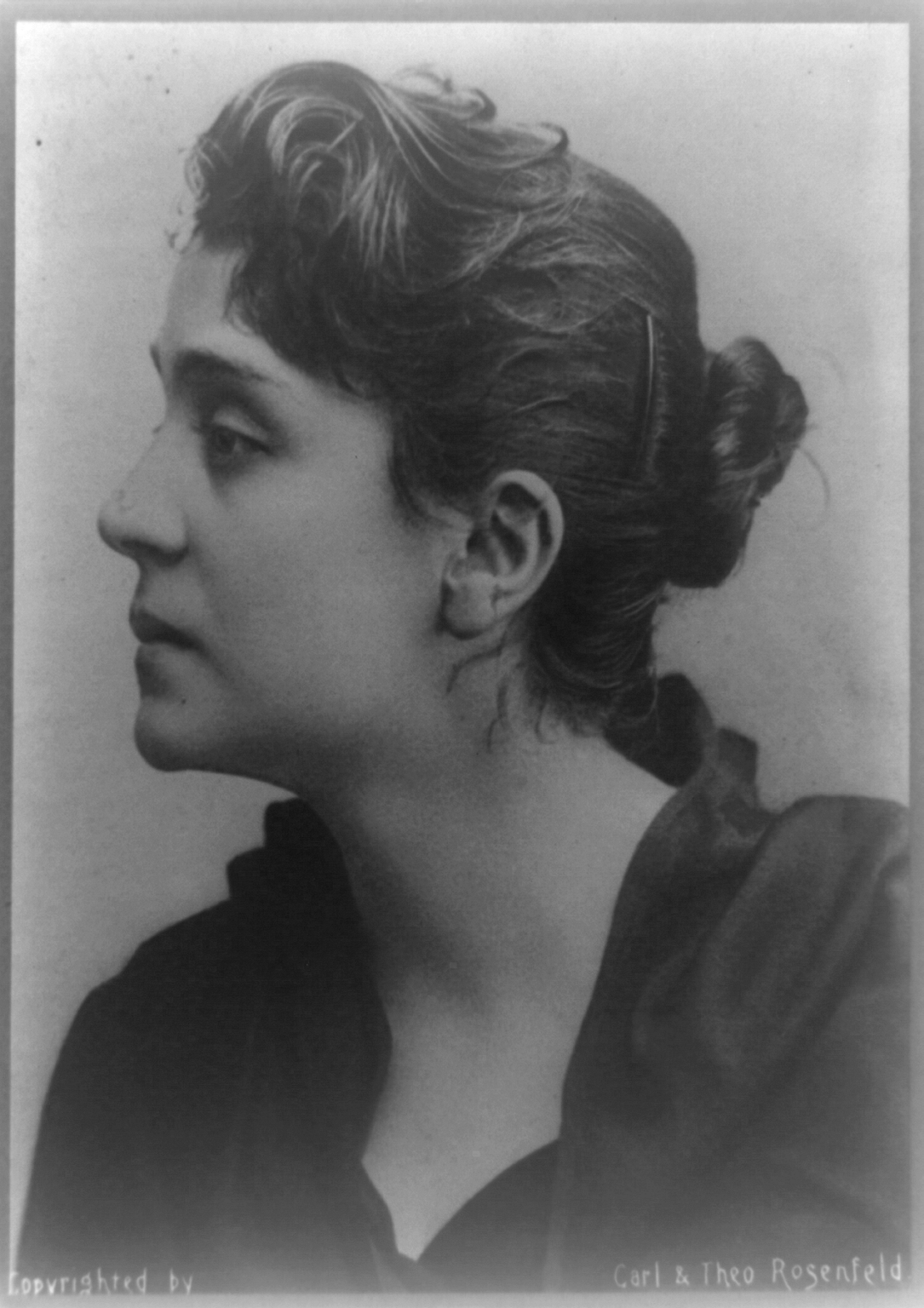
Eleonora Duse, principale attrice nelle tragedie dannunziane

Si tratta di una delle prime tragedie dannunziane, composta assieme al Sogno di un mattino di primavera nel 1896 e al Sogno di un tramonto d'autunno del 1897. La storia fu ispirata agli scavi archeologici in Grecia di Heinrich Schliemann, effettuati una ventina d'anni prima; è molto semplice, e tratta le vicende di un gruppo italiano di archeologi che stanno effettuando degli scavi a Micene, con la speranza di scoprire il palazzo della corte di Agamennone. Su questa possibile speranza, mescolata a passioni e riecheggi della cultura classica, con la lettura dell'Antigone di Sofocle ad esempio, i protagonisti attendono l'avvento finale. Le due donne protagoniste Anna e Bianca Maria attendono le scoperte di Alessandro archeologo, anche se però Anna, rimasta cieca da un trauma, ha una relazione clandestina con Leonardo, migliore amico di Alessandro, e nel rimorso si suicida nelle gole dello scavo archeologico.

### La Gioconda(1898)
La tragedia è un compendio dei due Sogni dannunziani, realizzata come giustificazione della pratica del piacere da parte del superuomo dannunziano. Nella storia, molto vaga, la vicenda è altalenante tra tragedia vera e propria e dramma borghese. Lo scultore Lucio Settala è in grave crisi esistenziale, e preferirebbe inscenare il suicidio piuttosto che abbandonarsi a disprezzare la perdita della vena artistica. Dopo un tentativo di suicidio, in cui però perisce la moglie Silvia Settala, interviene l'amante di Lucio, Gioconda Dianti, che nel suo monologo dimostra la superiorità del Bene e del Male, ispirati all'opera nietzschiana, ergendosi a guida del disperato Lucio.

### Il fuoco(1900)

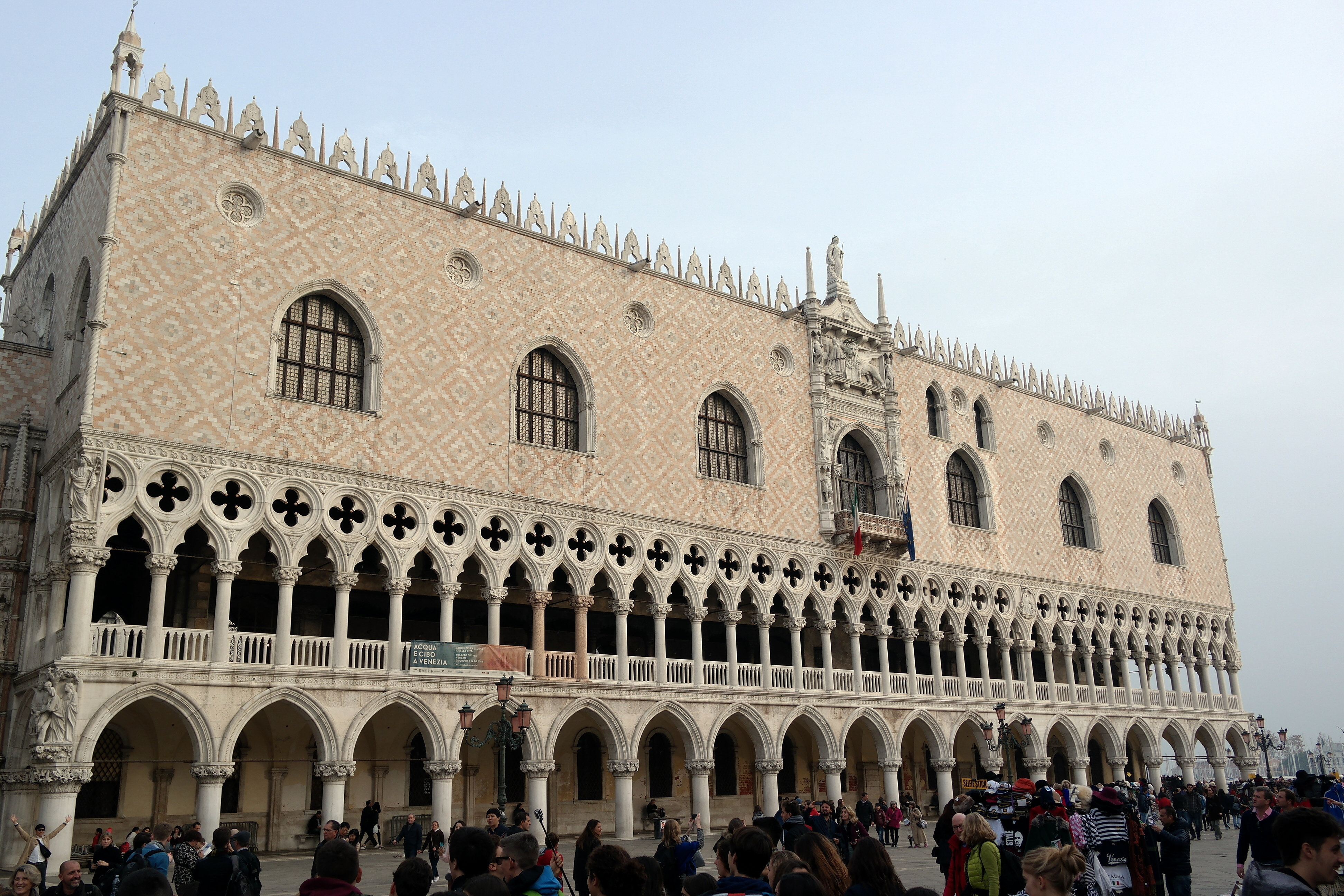
Palazzo ducale di Venezia, dove è ambientata la prima parte

Concepito come primo capitolo della Trilogia del Melograno, mai compiuta, il romanzo ha una storia molto semplice, divisa in due sezioni. Il protagonista è l'artista nobile Stelio Effrena che, con la sua amante la Foscarina, definita Perdita con un'accezione da comportamento da padrone, passeggia per i canali di Venezia, la Città del Silenzio, conversando d'arte con i suoi amici intellettuali e nobili. Stelio, tenendo un discorso nel Palazzo dei Dogi in Piazza San Marco, dichiara il suo amore per il passato, sperando in un ritorno dell'antica nobiltà veneziana e un nuovo splendore culturale. Dopo aver fatto l'amore con la Foscarina, Stelio capisce che grazie a lei, attrice di teatro, è riuscito a scoprire la passione per il teatro, e ad avere lo stimolo giusto per tentare l'approccio al genere teatrale, rinnovandolo profondamente e radicalmente con la sua tecnica del superuomo, attingendo agli spiriti guida nietzschiani de La nascita della tragedia. Dunque, non appena muore il compositore Richard Wagner, in vacanza a Venezia, profondamente amato da Stelio perché giudicato il simbolo della rinascita musicale classica, il protagonista abbandona la sua amante, e partecipa al funerale della celebrità.
Il protagonista è proiettato verso un'esperienza onirica di chiaroveggenza, con richiami ai tragici classici, soprattutto a Dante Alighieri e al suo rapporto con Beatrice. Riguardo allo stile, l'accrescimento della passione è descritto con equilibrio nella prima parte del libro, fino a raggiungere l'apogeo della passione, per poi svanire completamente nella seconda parte. Il desiderio simbolico di affermazione nella società letteraria per il protagonista, consiste nel creare una tragedia nuova che sappia contenere la vitalità dei classici, e ciò Stelio tenta di capirlo dall'esperienza teatrale della Foscarina. In seguito alla morte di Richard Wagner tale assimilazione sarà completata, e il rapporto di sopraffazione vedrà l'abbandono dell'amata da parte del protagonista.

### Le novelle della Pescara(1902)
La raccolta fu edita da Mondadori Editore nel 1902, frutto di una rielaborazione di D'Annunzio di altre tre raccolte pubblicate in precedenza, ossia:
- Terra vergine (1882): composta da una decina di bozzetti in prosa di stampo verista, che stanno a descrivere la semplice vita rurale abruzzese della cittadina provinciale di Pescara Portanuova, in rivalità con il comune alla foce di Castellammare Adriatico, e dei luoghi attorno di Spoltore, Francavilla al Mare e Ortona. La tempra con cui i personaggi di bassa estrazione sociale sono descritti è vigorosa, selvaggia, e piena di elementi quasi animaleschi, sulla scia del naturalismo di Giovanni Verga in Vita dei campi. Le varie vicende riguardano poveri pazzi, pescatori senza futuro o bambini ammalati, che in ciascun quadretto tentano come possono di cambiare la loro vita, non riuscendoci perché fortemente legati ai loro istinti di brutalità, sesso e fame; tali istinti li porteranno quasi sempre a una fine indecorosa.
- Il libro delle vergini (1884): la raccolta comprende 4 novelle di stampo decadentista, molto diverse dalla Terra vergine. Le storie sono più raccolte, ambientate ugualmente in Abruzzo, descritto come selvaggio e primitivo, ma in perfetto equilibrio con le proprie peculiarità ancestrali. L'esperimento dannunziano consiste nella caratterizzazione di tali personaggi sull'impronta degli amori clandestini e sofferti nella Roma decadente di fine '800, con relazioni impossibili, effimere, e distruttrici, mescolate alle credenze e alle regole legate alla fede cristiana della popolazione abruzzese.

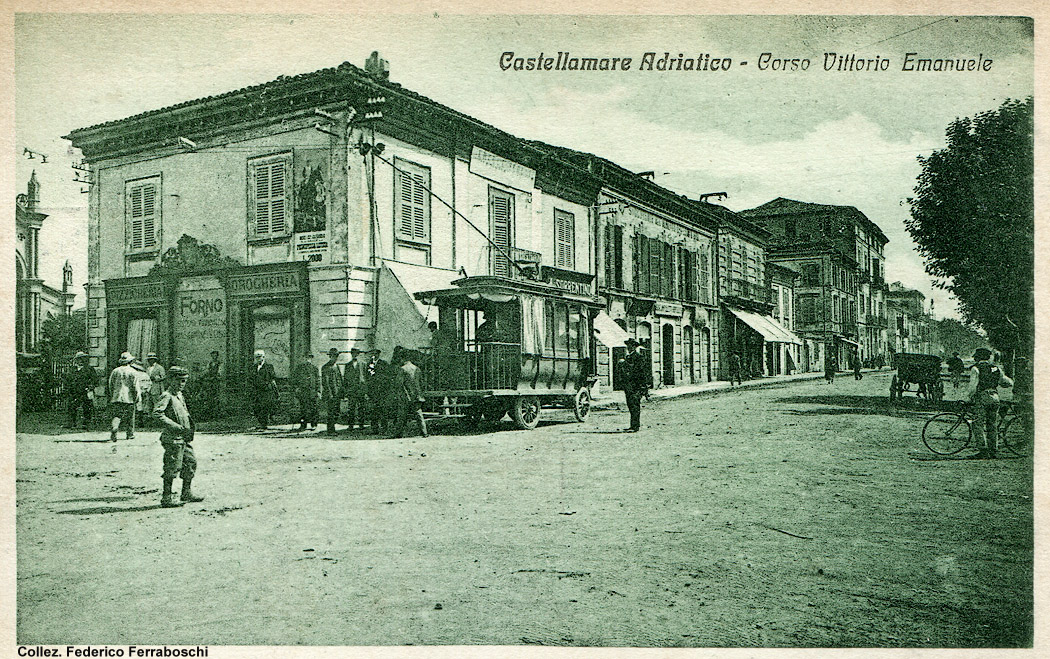
La vecchia Castellammare Adriatico (oggi corso Umberto I), in una cartolina raffigurante il corso Vittorio Emanuele (1910 ca.)

- San Pantaleone (1886): questa raccolta di 17 novelle è la più variegata, dove D'Annunzio riprende lo stile del naturalismo, epurandolo tuttavia da sbavature classicheggianti e descrizioni futili, concentrandosi principalmente sull'introspezione dei personaggi, e sulla descrizione per particolari della materia sia fisica dell'uomo, sia dell'ambiente che lo circonda. Vari esempi sono l'insistenza sulle piaghe e le malattie dei protagonisti, con la descrizione quasi analitica da un punto di vista medico delle pustole e bubboni, dall'altra della vegetazione che ricopre i manti d'erba, le acque dei fiumi e le montagne del territorio abruzzese. I vari bozzetti sono più concentrati sulle credenze popolari dei poveri abruzzesi, che li portano a gesti estremi e folli, pur di ricevere la salvezza e la grazia. Un esempio è la novella di San Pantaleone, in cui D'Annunzio descrive una furibonda lotta tra due opposte fazioni, veneranti due santi patroni nel comune di Miglianico (CH). Dalla colluttazione escono dei morti, e il giorno della festa patronale del santo, nella chiesa parrocchiale, un povero folle di taglia una mano per offrirla in sacrificio alla statua, pur di ottenere una grazia.

D'Annunzio fu fortemente influenzato, pur componendo episodi di fantasia, dalla reale situazione della città di Pescara, durante l'800. La città di Pescara nel 1863 circa risultava divisa in due tronconi, il rione Portanuova dove nacque D'Annunzio, legato al controllo del bagno penale, rimasuglio dell'imponente fortino del Pescara (XVI sec), e il comune dall'altra parte del fiume di Castellammare Adriatico, presso la foce del Porto Canale. La rivalità tra i due centri ebbe l'acume nel 1807, con la separazione dei comuni, e la successiva guerra per il passaggio delle merci sul ponte di ferro, descritto da D'Annunzio nella novella La guerra del ponte.
Varie altre storie legate alla seppur mondana vita pescarese di baroni in decadenza, e poveracci pescatori, sono ugualmente ispirate alla vita locale, prima della riforma di Benito Mussolini del piano regolatore nel 1927, dopo la fusione dei due comuni e l'istituzione della provincia. Come detto, il poeta si ispirò al naturalismo verghiano, anche se non riuscì mai a raggiungere i canoni della "forma inerente al soggetto", dell'insistenza nella narrazione di un particolare "vinto" a simbolo di tutto il mondo abruzzese, come per Verga con la Sicilia; e inoltre D'Annunzio non assunse mai la tecnica impersonale della narrazione, adottando inoltre l'uso del dialetto, cosa non accettata da Verga.

### Laudi del cielo, del mare, della terra e degli eroi(1903)

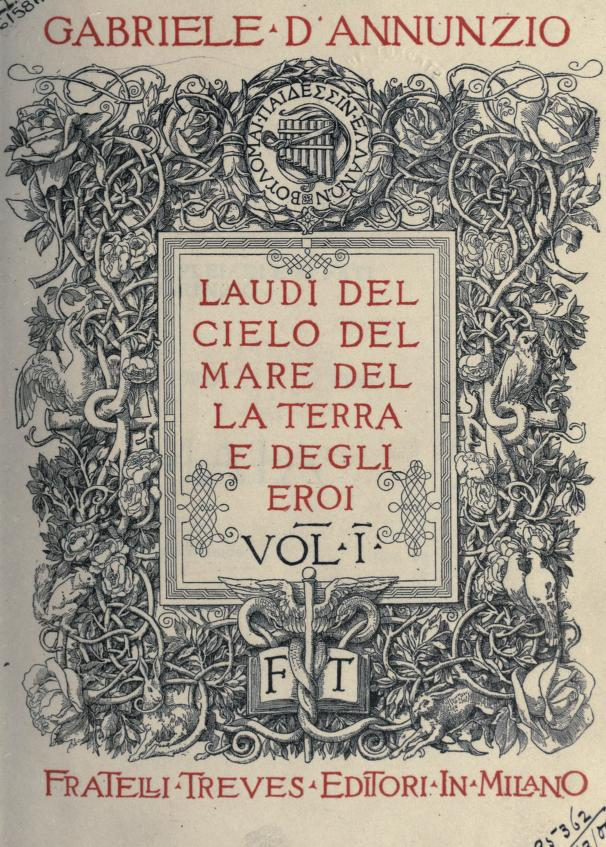
Frontespizio del primo libro, illustrato da Giuseppe Cellini, nella prima edizione del 1903

Il progetto dannunziano della riforma dello stile e della poesia italiana, sotto l'aspetto del decadentismo e del superomismo, fu quello delle Laudi, concepite come un gruppo di sette libri ispirati ai nomi delle Pleiadi: Maia, Elettra, Alcyone, Merope, Asterope, Taigete e Celeno. La critica è concorde che il primo blocco poetico del 1903 sia il migliore dal punto di vista stilistico, composto dalla triade Maia-Elettra-Alcyone, mentre le altre due raccolte di Merope (1915) e Asterope (1933, col titolo Canti della guerra latina) mostrano una vena poetica più bassa e scarsa.
- Maia - Laus vitae: il primo libro è una sorta di poema in cui il protagonista D'Annunzio, come un moderno "ulisside", si avvia alla scoperta dello stile ideale e perfetto, ispirato sia agli antichi classici della Grecia, sia all'ispirazione stessa da parte divina. D'Annunzio ripercorre una sorta di viaggio a ritroso per trovare lo stile ideale, narrando con slancio la potenza e la bellezza della vita, e di godere delle sue gioie attraverso i sensi. Il motivo di contorno del personaggio "ulissiaco" fu ispirato al poeta dal viaggio in Grecia nel 1895 sulla nave di Edoardo Scarfoglio[90].
- Elettra: il libro si suddivide in due sezioni, la prima in cui D'Annunzio auspica un ritorno dell'Italia ai grandi fasti, mediante la guerra e il colonialismo, come stava accadendo nell'epoca dell'imperialismo europeo. Dopo le celebrazioni a Dante Alighieri come maestro della lingua e a Giuseppe Garibaldi come unificatore del Regno, D'Annunzio passa al secondo blocco della raccolta, elencando varie città simboliche italiane da lui visitate, con un grande passato storico, e un presente da riscattare.
- Alcyone: la terza raccolta è considerata la migliore dal punto di vista stilistico. D'Annunzio narra le sue esperienze in Toscana con Eleonora Duse, nella villa di Settignano, durante l'estate e l'autunno del 1902. Le varie liriche sono divise secondo un ordine, separate da 4 ditirambi poetici, dedicati a una divinità. Nel libro D'Annunzio si confronta nuovamente con il suo bagaglio culturale di stampo prettamente classico, dalla lirica greca di Saffo, Alceo, Anacreonte a quella latina di Virgilio, Orazio e Catullo, esprimendo il proprio slancio vitale durante la calura estiva, unendosi panicamente e simbolicamente con la natura e ciò che lo circonda. Un esempio è il componimento de La pioggia nel pineto, scritta con il ritmo di una canzone a ritornelli. Della sezione autunnale invece è famosa I pastori, in cui D'Annunzio ricorda la sua gioventù abruzzese, quando si praticava la tradizione della transumanza, in cui i pastori partono dalle montagne, lungo il tratturo, per giungere in Puglia.

### La figlia di Iorio(1904)

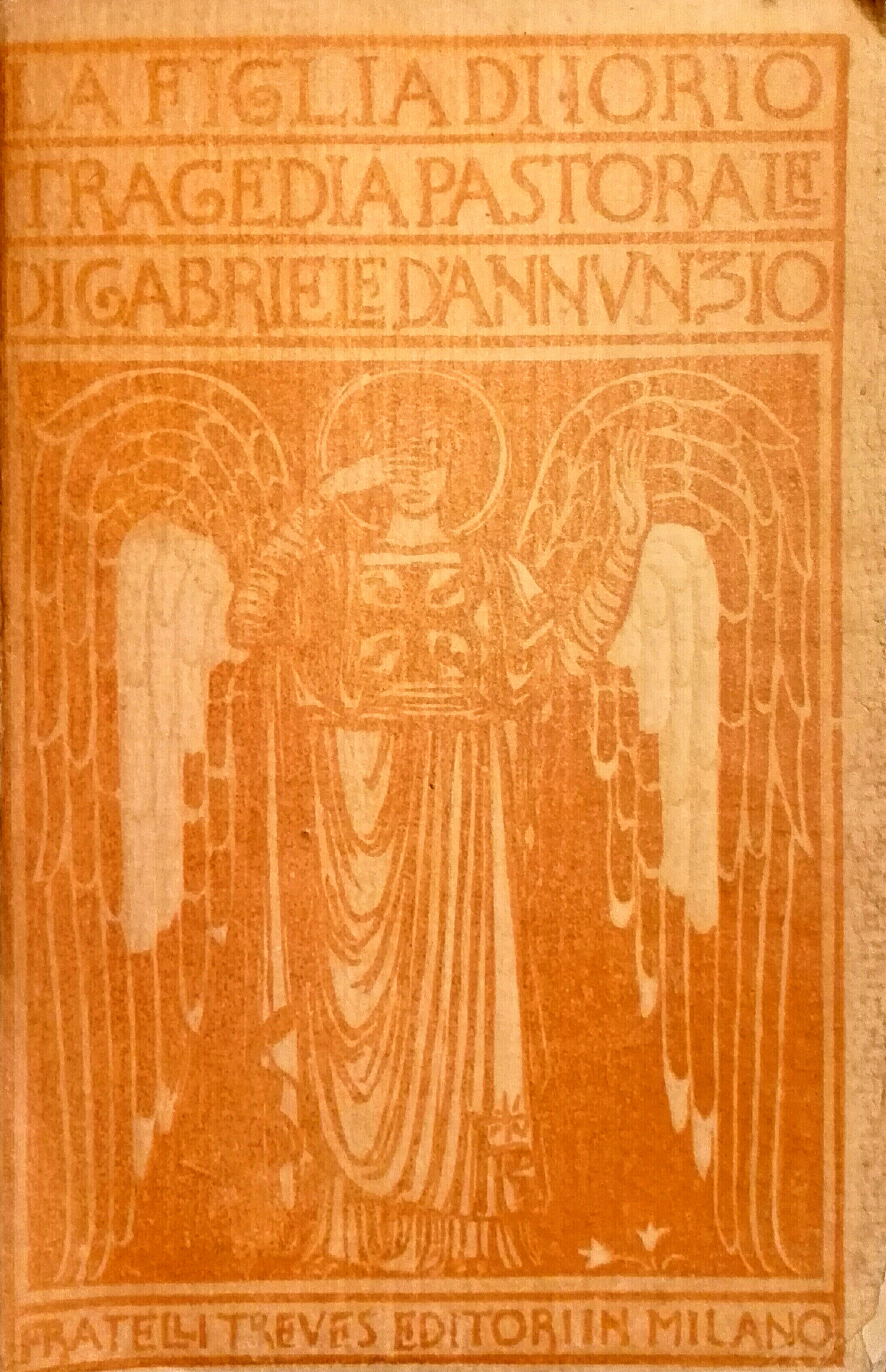
Copertina de La figlia di Iorio, realizzata da Aldolfo De Carolis

La tragedia fu un punto d'approdo della produzione teatrale dannunziana, poiché motivata dalla terza riscoperta del poeta, dell'Abruzzo pastorale selvaggio, con cui fondere simbolicamente una storia di matrice sia decadente sia superomista, con il protagonista tipo della fèmme fatale. Nella storia, ambientata nella montagna della Maiella, la giovane Mila di Codra è accusata ingiustamente di stregoneria, irrompendo nella casa dove si stanno per celebrare le nozze di Aligi e di una fanciulla, che ha scelto per lui il padre Lazaro di Roio del Sangro. Aligi rimane incantato da Mila, e decide di rinunciare al matrimonio, e di nascondersi nella Grotta del Cavallone. Il padre Lazaro ha un accesso d'ira, anche perché pure lui rimane stregato dalla bellezza di Mila, e in una colluttazione rimane ucciso dal figlio, che parte per Roma, per chiedere l'indulgenza papale. Nel frattempo però Mila viene catturata dai paesani e bruciata.
Si tratta di una creazione, insomma, votata al legame divenuto ora saldo tra Abruzzo e lo spirito dannunziano, le cui caratteristiche base della tragedia classica si fondono perfettamente con le vicende di estremismo vitale della popolazione montana locale, poiché votate all'unione contraddittoria e ancestrale tra passione dionisiaca pagana del culto della natura, e ai dogmi indissolubili della fede cattolica.

### La fiaccola sotto il moggio(1905)
Seconda principale tragedia abruzzese del poeta, fu ispirata da un viaggio ad Anversa degli Abruzzi con il filologo sulmonese Antonio De Nino, il quale compiva ricerche sulla storia del Castello Normanno, appartenuto alla nobile storica famiglia De Sangro. D'Annunzio la definì come la "più perfetta tra le sue tragedie".
La vicenda riguarda ancora una volta la presenza di una protagonista "superfemmina" dannunziana, ossia la principessa Gigliola, una delle ultime eredi della disgraziata famiglia Sangro, che vive nel castello del borgo medievale, semi-diroccato. La madre è morta, e il padre preferisce sollazzarsi con una strega di Luco dei Marsi, chiamata "Angizia", in riferimento alla dea pagana dei Marsi venerata con i serpenti. Ogni membro della famiglia sembra non poter aiutare Gigliola, o per malattia mentale, o per disinteresse, finché una notte, Gigliola, andando alla tomba della madre, non ha un sogno in cui è spinta e vendicare l'affronto del padre alla famiglia. Tuttavia tale vendetta comporterà anche il sacrificio fisico di Gigliola, e nella perpetuazione dell'atto, il castello antico con un ultimo sussulto crolla su sé stesso, come a simboleggiare la rovina totale della famiglia nobile, e catarsi finale dei protagonisti.

### La nave(1908)

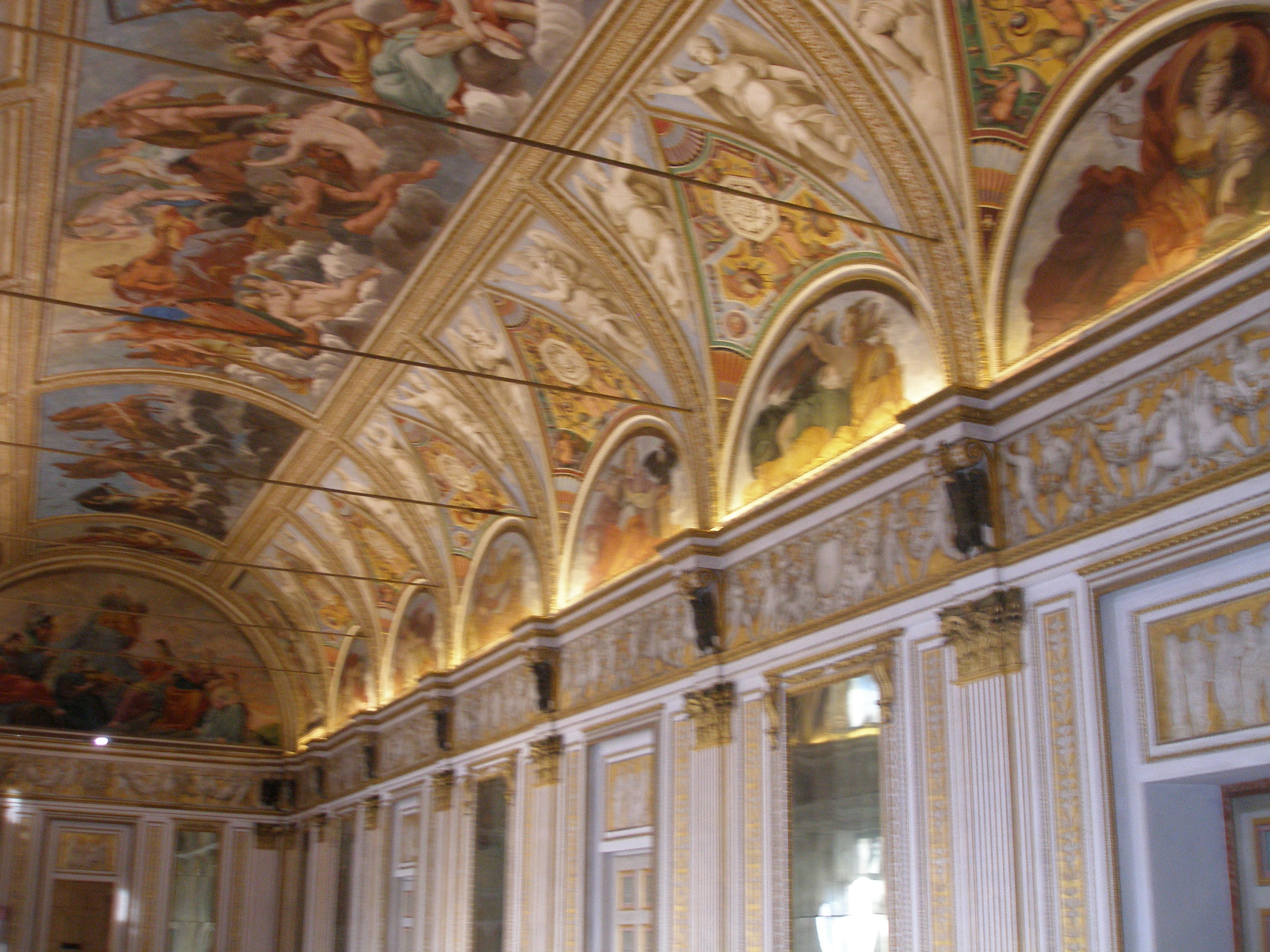
Interno del Palazzo Gonzaga di Mantova, la "Sala degli Specchi", ambientazione del Forse che sì, forse che no

La tragedia è considerata l'ultima famosa del poeta, incentrata sul tema chiave dell'imperialismo europeo in Africa e in India. Il protagonista è l'ammiraglio Marco di Venezia, che viene avvicinato da una donna, Basiliola, che vuole vendicarsi dei torti subito alle sue sorelle dall'uomo, che ha le caratteristiche di una sorta di barbablù dannunziano. Basiliola all'inizio sembra riuscire nel suo piano, e lo tradisce anche con il fratello di Marco, risoluta a portare l'uomo alla pazzia, ma costui è votato alla navigazione e al viaggio verso l'ignoto, e decide di intraprendere una spedizione navale di conquista, tutta italiana, nelle terre selvagge. Basiliola, vedendo distrutto il proprio piano, si suicida.

### Forse che sì, forse che no(1910)

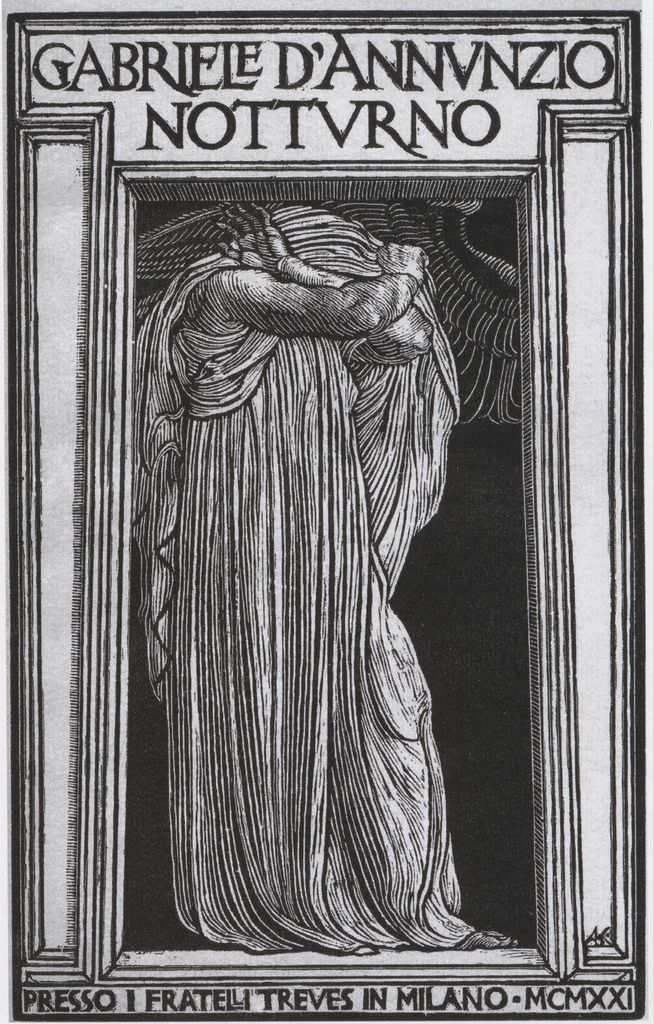
Copertina del Notturno di De Carolis

Ultimo romanzo dannunziano, è ambientato a Mantova, nel Palazzo Gonzaga, la cui iscrizione forse che sì forse che no, ha dato ispirazione al titolo. Il protagonista è il nobile Paolo Tarsis che vive una relazione amorosa di passione con Isabella. Egli, a differenza degli altri superuomini dannunziani, ha compreso il cambiamento del tempo, e anziché rifugiarsi nella corrente del decadentismo, cavalca la nuova moda delle macchine, delle automobili e degli aeroplani, abbracciando in parte la corrente del futurismo. Tuttavia la felicità non dura, perché Isabella lo tradisce, in segreto, con il proprio fratello maggiore, rinfacciando a Paolo i suoi tradimenti con la giovane Vannina. Quando i nodi vengono al pettine, Vannina per la disperazione si suicida, e anche Paolo tenta un suicidio con un'azione disperata, arrivare con il proprio aereo in Sardegna e tornare in Italia. L'impresa riesce, e Paolo viene acclamato come un eroe.

### Notturno(1921)
Il componimento poetico, diviso in tre parti, fu pubblicato una prima volta nel 1916, e successivamente in versione definitiva nel 1921. L'opera trae ispirazione dalla partecipazione dannunziana nella Grande guerra, evocata per ricordi e annotazioni frettolose, in uno stile crepuscolare, privo delle divagazioni intellettuali decadentiste, scarno e secco. Il poeta infatti, nel 1916, rimase ferito a un occhio, costretto all'immobilità bendato, e volle registrare l'esperienza bellica narrando le sue vicende da poeta-soldato protagonista nel conflitto mondiale. Uno dei momenti più lirici e intensi dell'opera è la descrizione della visita al cadavere dell'amico Giuseppe Garrassini Garbarino, morto in guerra.

### Il libro segreto di Gabriele D'Annunzio(1935)
Noto anche come Cento e cento e cento e cento pagine del Libro segreto di Gabriele d'Annunzio tentato di morire, è l'ultimo pezzo di bravura dello scrittore, composto come una sorta di diario memoriale, alternando lo stile da prosimetro al puramente lirico. Il titolo allude al preciso numero del 400 delle pagine della composizione, mentre l'allusione alla morte riguarda sia il misterioso fatto accaduto nel Vittoriale degli italiani nel 1922, quando D'Annunzio cadde dalla finestra, rischiando la vita (presentato nell'opera come un tentativo di suicidio), sia invece il terrore del poeta della presenza della vecchiaia invincibile, e l'avvicinarsi costante della fine della sua vita. In due sezioni, D'Annunzio rievoca i tempi della gioventù abruzzese e toscana, quando, a suo dire, sembrava che fosse votato per natura e volere divino a una vita avventurosa e mondana, benché avrebbe potuto anche evitare la sua fama, e trascorrere un'esistenza semplice e comune. La seconda parte invece riguarda più riflessioni sulla morte e il tempo che passa, dimostrando di esser stato valente anche nella primitiva vecchiaia durante la Grande guerra, nell'impresa di Fiume nel 1920, e nella beffa di Buccari nel 1918, sconfiggendo dunque la morte mediante il ricordo come poeta vate.

## Estetismo e pensiero dannunziano

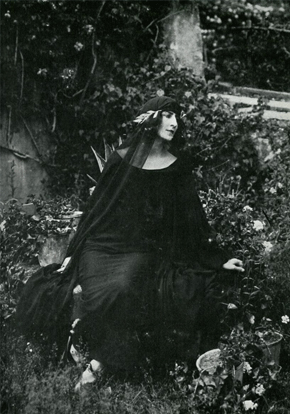
Luisa Baccara, una delle sue amanti

(Gabriele D'Annunzio, massima del padre di Andrea Sperelli ne Il Piacere)

### Le fonti dell'immaginario dannunziano

#### Il mondo letterario francese
Alcune volte la fortuna di cui un autore gode è il frutto di scelte consapevoli, di una capacità strategica di collocarsi nel centro di un sistema culturale che possa garantirgli le migliori opportunità che il suo tempo ha da offrirgli. D'Annunzio aveva cominciato a "immaginarsi" poeta leggendo Giosuè Carducci negli anni del liceo; ma la sua sensibilità per la trasgressione e il successo dal 1885 lo portò ad abbandonare un modello come quello carducciano, già provinciale e superato in confronto a quanto si scriveva e si dibatteva in Francia, culla delle più avanzate correnti di avanguardia - Decadentismo e Simbolismo. Il suo giornale gli assicurava l'arrivo di tutte le riviste letterarie parigine, e attraverso i dibattiti e le recensioni in esse contenuti, D'Annunzio poté programmare le proprie letture cogliendo i momenti culminanti dell'evoluzione letteraria del tempo.
Fu così che conobbe Théophile Gautier, Guy de Maupassant, Max Nordau e soprattutto Joris Karl Huysmans, il cui romanzo À rebours costituì il manifesto europeo dell'estetismo decadente. In un senso più generale, le scelte di D'Annunzio furono condizionate da un utilitarismo che lo spinse non verso ciò che poteva rappresentare un modello di valore "alto", ideale, assoluto, ma verso ciò che si prestava a un riuso immediato e spregiudicato, alla luce di quelli che erano i suoi obiettivi di successo economico e mondano.

#### La filosofia tedesca e il vitalismo
D'Annunzio non esitava a "saccheggiare" ciò che colpiva la sua immaginazione e che conteneva quegli elementi utili a soddisfare il gusto borghese e insieme elitario del "suo pubblico". D'altronde, a dimostrazione del carattere unitario del "mondo dannunziano", è significativo il fatto che egli usò nello stesso modo anche il pensiero filosofico, soprattutto tedesco.
Fra i filosofi contemporanei più letti in Europa negli anni 1880 e 1890 furono senza dubbio Schopenhauer e Nietzsche. Da quest'ultimo soprattutto lo scrittore trasse alcuni importanti spunti e motivi per nutrire un universo di sentimenti e valori che appartenevano già a lui da sempre, e continente agitato da venti di crisi nazionalistiche, preannunzio della Grande guerra.

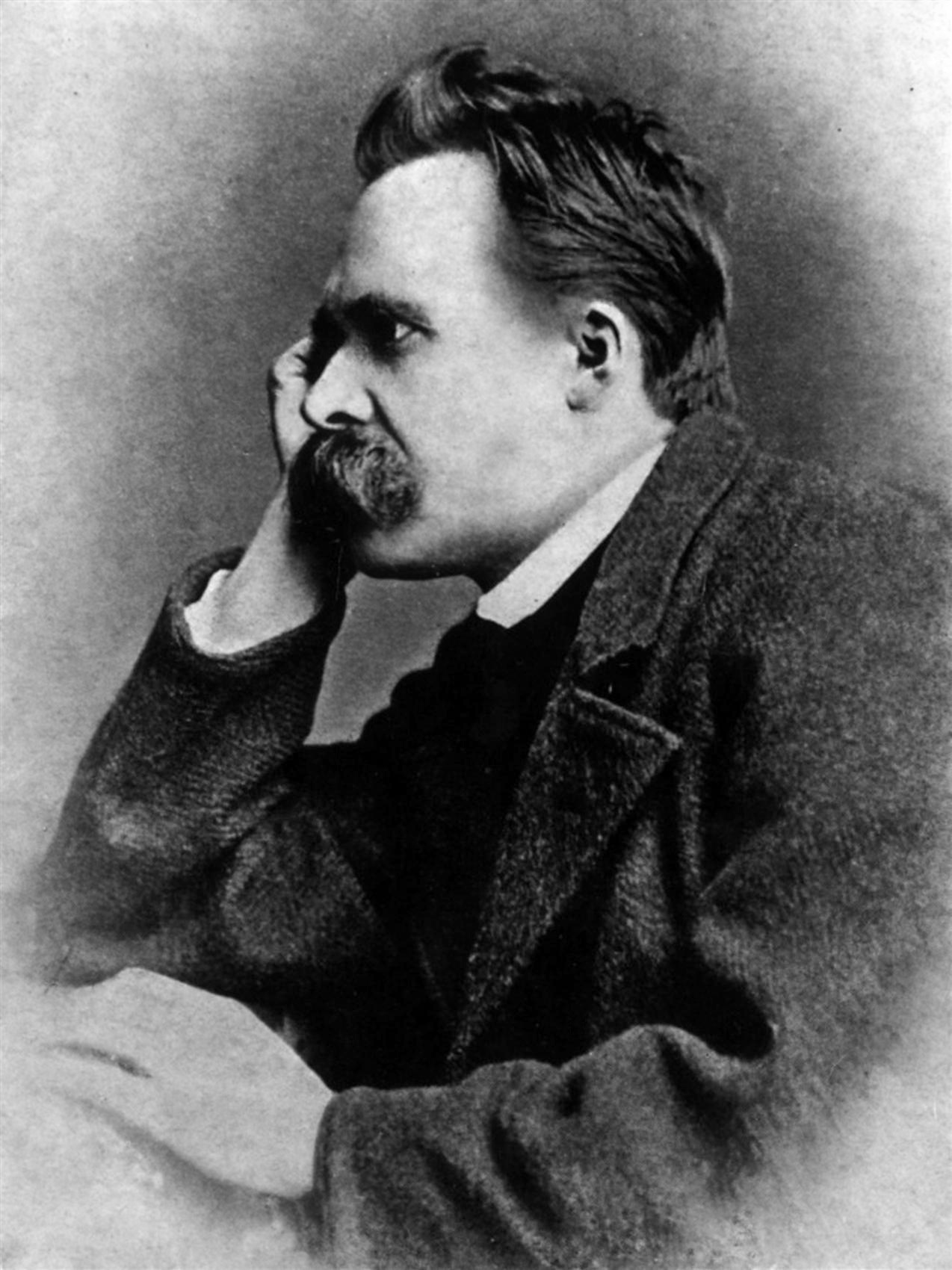
Friedrich Nietzsche

Molto si è discusso su un preteso stravolgimento della filosofia nietzschiana da parte di D'Annunzio, ma tali elucubrazioni in realtà non hanno ragione di essere. La scoperta di Nietzsche da parte del poeta abruzzese non avviene infatti sul piano ideologico, ma si configura come una suggestione letteraria. Le preoccupazioni del Vate erano infatti di indole artistica, non filosofica. D'altra parte il pensiero di Nietzsche, pur essendo stato talvolta oggetto di una generica adesione da parte di D'Annunzio, non fu mai sviluppato organicamente nelle creazioni del Vate che oltretutto non ebbe mai la pretesa di interpretarlo.
In particolare, la rielaborazione della figura del superuomo da parte di D'Annunzio avviene secondo una visione personale e una sensibilità che non sono quelle del filosofo tedesco. I raffinati esteti che popolano i romanzi dannunziani sono ben lontani dall'oltreuomo nietzschiano che raggiunge una conoscenza superiore perseguendo un cammino personale e una dura disciplina di vita. D'Annunzio, nonostante si fosse dichiarato ateo in gioventù, era affascinato dalle varie culture religiose, sia dal paganesimo sia dal cristianesimo (in particolare dal francescanesimo) fino all'occultismo e al panteismo, interpretate in un modo personalissimo, e non mutuò quindi da Nietzsche gli aspetti di nichilismo derivati dal concetto della morte di Dio, proclamata dal tedesco; adottata una visione agnostica in campo religioso, come quella del collega Pascoli, probabilmente si riavvicinò alla fede negli ultimi anni di vita. Da ciò il suo panismo e il suo vitalismo, che permea tutta la sua opera: la pulsione vitale e sensuale che spinge l'esteta-superuomo alla conoscenza piena e alla fusione nel mondo e nella natura.

#### I nuovi modelli narrativi
La scelta di nuovi modelli narrativi e soprattutto linguistici - elemento questo fondamentale nella produzione dannunziana - comportò anche, e forse soprattutto, l'attenzione verso nuove ideologie. Ciò favorì lo spostamento del significato educativo e formativo che la cultura positivista aveva attribuito alla figura dello scienziato verso quella dell'artista, diventato il vero "uomo rappresentativo" di fine Ottocento - primo Novecento: "è più l'artista che fonde i termini che sembrano escludersi: sintetizzare il suo tempo, non fermarsi alla formula, ma creare la vita".

#### L'amore per la Duse
Spregiudicatezza e narcisismo, slanci sentimentali e atteggiamenti dettati da puro calcolo furono alla base anche dei rapporti di D'Annunzio con le numerose donne della sua vita. Quella che sicuramente più di ogni altra rappresentò per lo scrittore un nodo intricato di affetti, pulsioni e di artificiose opportunità fu Eleonora Duse, l'attrice di fama internazionale con cui egli si legò dal 1898 al 1901. Non c'è dubbio infatti che a questo nuovo legame debba essere fatto risalire il suo nuovo interesse verso il teatro e la produzione drammaturgica in prosa (Sogno di un mattino di primavera, La città morta, Sogno di un tramonto D'Autunno, La Gioconda, La gloria) e in versi (Francesca da Rimini, La figlia di Iorio, La fiaccola sotto il moggio, La nave e Fedra). In quegli stessi anni, la terra toscana ispirò al poeta la vita del "signore del Rinascimento fra cani, cavalli e belli arredi", e una produzione letteraria che rappresenta il punto più alto raggiunto da D'Annunzio nel repertorio poetico.

### Poetica
Il percorso poetico di D'Annunzio, cominciato precocemente con Primo vere (1879), raccolta non priva di interesse e che si ispira all'opera carducciana, trova una sua prima autonomia espressiva in Canto novo, dove già si iniziano chiaramente a delineare alcune componenti essenziali della sua arte: la capacità di assimilare e rielaborare in forme del tutto personali le suggestioni e gli stimoli più svariati, provenienti sia dalla storia e dalla mitologia sia dalle correnti letterarie e filosofiche contemporanee; una visione vitalistica e sensuale della realtà di matrice classica o classicheggiante; l'elaborazione di un linguaggio il cui splendore e preziosità suggestiona e seduce ed è esso stesso parte integrante di un mondo poetico espresso da una sensibilità squisita e raffinata. Tali componenti saranno ulteriormente sviluppate e approfondite nelle raccolte poetiche successive e in particolare nelle Elegie romane (1892), caratterizzate da un gusto eclettico di matrice decadentista in cui traspaiono gli echi più eterogenei, da Ovidio a Dante e Petrarca, da Goethe (che qui costituisce il modello per D'Annunzio sotto il profilo metrico) a Algernon Swinburne.

Gabriele D'Annunzio mentre legge nel suo studio alla Capponcina. Archivio Fondazione Vittoriale degli Italiani

Nel 1903 vennero pubblicati i primi tre libri delle Laudi, che secondo molti critici costituiscono il momento più alto dell'arte dannunziana e forse l'opera in versi più celebre e celebrata di D'Annunzio. In particolare nell'Alcyone, si riflettono i momenti più felici della sua panica immersione nelle atmosfere dell'antichità classica (Ditirambi, L'oleandro), in quelle della sua terra di origine, l'Abruzzo (I Pastori) e, soprattutto, nei paesaggi toscani del Valdarno (Bocca d'Arno), del Pisano e della Versilia (La pioggia nel pineto). Ai consueti stimoli letterari (Ovidio, Dante, Carducci, i simbolisti, ecc.) e filosofici (in primo luogo Nietzsche) si aggiungono nell'Alcyone i sussidi derivanti da letture più tecniche (dal dizionario botanico di Caruel ai trattati di agricoltura del Palladio) che fanno della raccolta un unicum nel panorama poetico del Novecento europeo. Per taluni critici l'Alcyone comincia ad aprire la strada a un altro capolavoro assoluto del D'Annunzio maturo: il Notturno. Fondamentale nell'Alcyone è la musicalità della lirica dannunziana, con l'ampio uso di parole onomatopeiche, come ne La pioggia nel pineto: 
parole più nuove / che parlano gocciole e foglie / lontane.»
D'Annunzio e Giovanni Pascoli, l'altro grande poeta del Decadentismo italiano, si conoscevano personalmente, e, benché caratterialmente e artisticamente molto diversi, il Vate stimava il collega e recensì positivamente le liriche pascoliane; Pascoli, dal canto suo, considerava D'Annunzio come il suo fratello minore e maggiore. Alla morte del Pascoli (1912) D'Annunzio gli dedicò l'opera Contemplazione della morte.

### La narrativa dannunziana
Le giovanili Novelle della Pescara si ispirano al Verga pur presentando la propria gente abruzzese in uno stile barbaramente violento.
D'Annunzio raggruppò i suoi romanzi in tre cicli:
- i "romanzi della rosa" (Il Piacere, L'innocente, Il trionfo della morte), che rappresentano lo sforzo per vincere la sensualità di fronte alla quale però cedono i protagonisti (rispettivamente Andrea Sperelli, artista raffinato vinto dall'amore per Elena Muti; Tullio Hermil che, nonostante la pietà umana, farà morire l'innocente nato da una relazione con la moglie; Giorgio Aurispa dominato dalla lussuria);
- i "romanzi del giglio", che rappresentano la purificazione dalla passione: scrisse solo Le vergini delle rocce, il cui protagonista, Claudio Cantelmo, è incerto fra tre fanciulle, quale sarà degna di generare il superuomo futuro rigeneratore della stirpe latina;
- i "romanzi del melograno", simbolo della rinata volontà: scrisse solo Il fuoco, in cui il protagonista Stelio Effrena riceve dalla giovane Foscarina l'ispirazione per la sua opera teatrale.

La struttura "ciclica" dei romanzi fu ideata anche da altri scrittori ottocenteschi, per esempio Honoré de Balzac (i "cicli" de La Commedia umana); Verga (Ciclo dei Vinti); Fogazzaro (tetralogia: Piccolo mondo antico, Piccolo mondo moderno, Il santo, Leila); Émile Zola (I Rougon-Macquart; Tre città; I quattro evangeli).
Estranei ai tre cicli sono il romanzo Giovanni Episcopo, che risente dello psicologismo della narrativa russa (in particolare Fëdor Dostoevskij), e Forse che sì forse che no, che esalta il mito eroico dell'aviazione.

### Motti e oratoria politica
(Canto augurale per la nazione eletta)
Negli anni immediatamente precedenti il Primo conflitto mondiale, nella mentalità collettiva e negli ambienti culturali di tutta l'Europa si affermò un diffuso atteggiamento ottimistico e di esaltazione, non di rado accompagnato da contenuti politico-ideologici. Questo stato d'animo generale, legato al clima culturale della Belle Époque d'inizio secolo, fu poi ribattezzato Superomismo, sulla base di una lettura personale dei testi di Nietzsche; tutt'oggi il dibattito su quest'argomento non è ancora concluso. D'Annunzio intuì lo smisurato potere che si può trarre dai mezzi di comunicazione di massa e compartecipò a questo fenomeno fino a divenirne uno dei maggiori propugnatori.
Il piacere fisico e gestuale della parola ricercata, della sonorità fine a sé stessa, della materialità del suono proposta come aspetto della sensualità, aveva già caratterizzato la poetica delle Laudi; ma con le opere teatrali egli aveva maturato uno stile il cui scopo era conquistare fisicamente il pubblico in un rapporto sempre più diretto e meno letterario. Facendo leva sul mito di Roma e su una vasta mitologia nazionale post-risorgimentale, creò un modulo retorico dall'aspetto al contempo combattivo ed elitario: l'abbandono della prosa letteraria e l'immersione nel rito collettivo della guerra si presentò come un tentativo di conquistare la folla, da un lato per dominarla dall'altro per annullarsi in essa, nell'ideale comunione totale tra capo e popolo. E in queste orazioni il popolo prendeva le forme impressionistiche dell'«umanità agglomerata e palpitante», mentre il capo era un re-filosofo, ora riproposto come profeta della patria.
La retorica bellica di D'Annunzio trovò un largo consenso nella popolazione, affascinata dal suo carisma e dall'aura di misticità che lo circondava. Egli elaborò in questo modo un immaginario per la propaganda interventista, la quale sarà la premessa e il prototipo della propaganda fascista nel primo dopoguerra.

## D'Annunzio e la musica

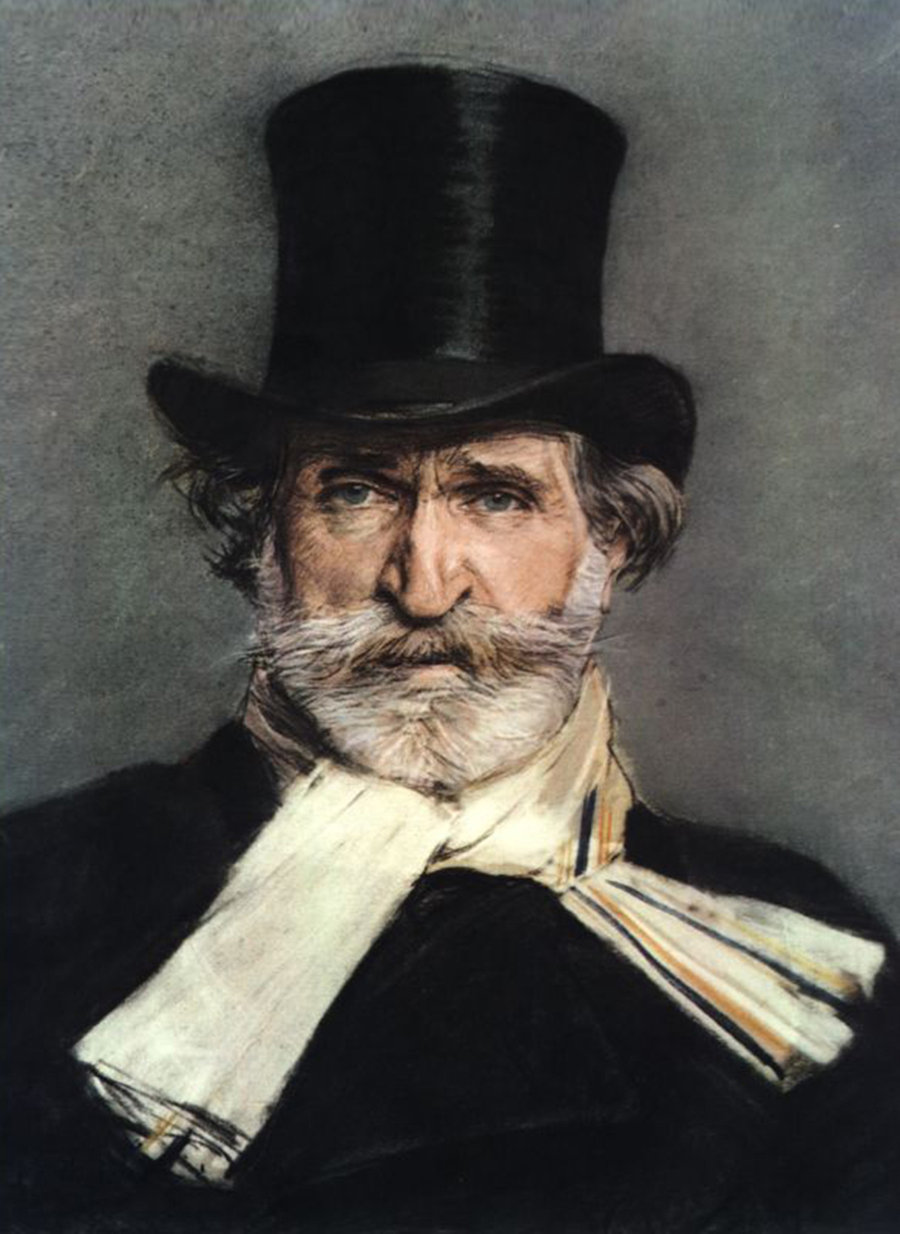
Giuseppe Verdi, spesso celebrato da D'Annunzio

Sin dall'infanzia, Gabriele D'Annunzio ebbe un rapporto strettissimo con la musica, tanto da prendere lezioni di pianoforte e contemporaneamente di violino dietro suggerimento del padre. D'Annunzio possedeva un violino prodotto probabilmente da Jacobus Stainer (1619 - 1683), uno dei più illustri liutai del Tirolo. Il Vate era più legato a Gasparo da Salò che al sommo Antonio Stradivari. L'amore per Gasparo da Salò e per il violino è rintracciabile anche nelle stanze e nei giardini del Vittoriale. Nella villa di Gardone Riviera c'è una parte del giardino che ha la forma di un violino ed è chiamata giardino delle danze. La stanza della musica, quella che ospitava le esecuzioni intime di Luisa Baccara al pianoforte, recava inizialmente il nome di Camerata di Gasparo, proprio in onore al padre del violino moderno.
D'Annunzio sapeva suonare anche la chitarra e spesso trascorreva il pomeriggio con essa. Era un finissimo conoscitore dell'opera musicale: privilegiava il sinfonismo di Ludwig van Beethoven, la poesia pianistica di Fryderyk Chopin e di Robert Schumann, il lirismo di Giuseppe Verdi e non dimenticava mai di prestare attenzione anche ai capolavori e alle innovazioni della sua epoca. Disdegnava la banda di Pescara, da lui definita brigantesca, e frequentava i concerti dei quintetti sgambatiani che Giovanni Sgambati, discepolo di Franz Liszt, teneva a Roma nella Sala Dante, alla presenza della Regina Margherita.

### Amicizie, collaborazioni e inimicizie
Era intimo amico di Francesco Paolo Tosti, il cosiddetto Re della romanza. D'Annunzio fornì a Tosti numerosi testi da musicare. Il più famoso è uno dei capolavori della canzone napoletana: 'A vucchella. Scritta da D'Annunzio nel 1892, in seguito ad una scommessa con Ferdinando Russo al tavolino del Caffè Gambrinus di Napoli, divenne un successo internazionale quando fu cantata da Enrico Caruso. Russo diede il testo a Tosti, che lo musicò, e la celeberrima canzone fu pubblicata da Ricordi nel 1904 con la sua data di composizione. Tra le altre romanze di Tosti, con i versi di D'Annunzio, merita d'esser ricordata anche L'alba separa dalla luce l'ombra, famosissima lirica tratta dalle Quattro canzoni dell'Amaranta. D'Annunzio intuì il valore dell'opera verista, ma fu sempre riluttante nei suoi confronti. Definì Pietro Mascagni il capobanda e scrisse un pamphlet dallo stesso titolo che apparve su Il Mattino di Napoli il 3 settembre 1892. D'Annunzio reclamava un ritorno all'antica musicalità d'origine classica.
Divenne amico di Giacomo Puccini e col grande compositore si tentò la collaborazione per comporre due drammi storici: Rosa di Cipro e La crociata dei fanciulli. Il carteggio tra i due, di recente pubblicazione, mostra proprio queste due forze culturali, tutte tese a entrare in contatto per creare un assoluto capolavoro.
D'Annunzio legò anche con Arturo Toscanini e memorabile è il concerto che Toscanini tenne con l'orchestra del Teatro alla Scala nel 1920 a Fiume. D'Annunzio scrisse a Toscanini nel giugno di quell'anno: «… Venga a Fiume d'Italia, se può. È qui oggi la più risonante aria del mondo. E l'anima del popolo è sinfoniale come la sua orchestra. I Legionari attendono il Combattente che un giorno condusse il coro guerriero».
Toscanini fu accompagnato nella città dannunziana da Leone Sinigaglia e Italo Montemezzi. La città di Fiume era una sorta di città musicale. La musica era la più intima compagna dei cittadini e nello statuto della città v'era scritto: «Excitat auroram», eccita l'alba.
D'Annunzio disse ai suoi legionari dopo l'esercitazione del mattino: «Guardatelo, guardategli la mano che tiene lo scettro. Il suo scettro è una bacchetta, leggera come una verga di sambuco; e solleva i grandi flutti dell'orchestra, sprigiona i grandi torrenti dell'armonia, apre le cateratte della grande fiumana, scava le forze dal profondo e le rapisce al sommo, frena i tumulti e li riduce in sussurri, fa la luce e l'ombra, fa il sereno e la tempesta, fa il lutto e il giubilo». Quella stessa sera vi fu il concerto che prevedeva musiche di Beethoven, Giuseppe Verdi (I vespri siciliani), Wagner, Sinigaglia (Suite Piemonte) e di Respighi (Le fontane di Roma). Il legame con Toscanini non terminò dopo l'esperienza di Fiume. Il Vate invitava spesso Toscanini e sua figlia al Vittoriale.
D'Annunzio prestò numerosi suoi testi alla scena musicale. La figlia di Iorio fu musicata da Alberto Franchetti, famoso per aver concesso ad Umberto Giordano il testo dell'Andrea Chenier; Francesca da Rimini da Riccardo Zandonai che ne trasse un'opera dal valore autentico, Parisina da Pietro Mascagni, La Pisanella e La Nave ad Ildebrando Pizzetti, il più grande compositore influenzato dal dannunzianesimo assieme a Gian Francesco Malipiero e autore della Sinfonia del Fuoco per Cabiria, il kolossal cui aveva collaborato anche D'Annunzio. Non solo agli italiani finirono i grandi capolavori scenici del Vate: le musiche di scena per Fedra vennero composte da Arthur Honegger, mentre Claude Debussy scrisse le musiche di scena per Le martyre de Saint Sébastien, tragedia pagana mista a simboli cristiani.
Profonda amicizia lo legò anche al pittore Adolfo De Carolis, marchigiano, suo illustratore preferito, cui affidò l'illustrazione di molte opere letterarie, tra cui La figlia di Iorio, le Laudi, la Francesca da Rimini, la Fedra e il Notturno. D'Annunzio per l'illustrazione delle sue edizioni era molto esigente e controllava lo stile e ogni particolare dell'opera, al fine di dar loro un aspetto ricercato e prezioso, sull'esempio delle opere più celebri del Rinascimento.

### Composizioni da camera su testi dannunziani
- I sonetti delle fate - (Gian Francesco Malipiero)
- La sera fiesolana - (Alfredo Casella)
- La sera - (Ottorino Respighi)
- La najade - (Ottorino Respighi)
- Mattinata (Spandono le campane) - (Ottorino Respighi)
- Sopra un'aria antica - (Ottorino Respighi)
- O falce di luna calante - (Ottorino Respighi)
- Un sogno (Ottorino Respighi)
- Van li effluvi de le rose da i verzieri - (Ottorino Respighi)
- 'A vucchella (Sì, comm'a nu sciorillo) - (Francesco Paolo Tosti)
- Ancóra qualche rose è ne' rosai (Francesco Paolo Tosti)
- Arcano! (Io credo udir tra li alberi un susurro) - (Francesco Paolo Tosti)
- Buon Capo d'Anno (O dame che le Folgori degli occhi) - (Francesco Paolo Tosti)
- Che dici, o parola del Saggio - (Francesco Paolo Tosti)
- Chi sei tu che mi parli ove non s'ode - (Francesco Paolo Tosti)
- Dorme la selva, e tra l'ombrose fronde - (Francesco Paolo Tosti)
- E quale cosa eguaglia ne la vita - (Francesco Paolo Tosti)
- En hamac (J'entends tomber des branches) - (Francesco Paolo Tosti)
- Visione (Il sole ride: le nubi serene) - (Francesco Paolo Tosti)
- In amaca (Mi cantano i rami) - (Francesco Paolo Tosti)
- In van preghi, in vano aneli - (Francesco Paolo Tosti)
- Arcano! (Io credo udir tra li alberi un susurro) - (Francesco Paolo Tosti)
- Notte bianca (La mia lunga romanza in mi minore) - (Francesco Paolo Tosti)
- L'alba separa dalla luce l'ombra - (Francesco Paolo Tosti)
- Lasciami! Lascia ch'io respiri, lascia - (Francesco Paolo Tosti)
- L'ora è tarda; deserto il mar si frange - (Francesco Paolo Tosti)
- Ma chi vide più larghi e più profondi - (Francesco Paolo Tosti)
- Mentre che fra le tende scolorate - (Francesco Paolo Tosti)
- Mi cantano i rami (In amaca) - (Francesco Paolo Tosti)
- Ninna nanna - (Francesco Paolo Tosti)
- Non pianger più. Torna il diletto figlio - (Francesco Paolo Tosti)
- Or dunque addio! Con le pupille ardenti - (Francesco Paolo Tosti)
- Perché ti neghi con lo sguardo stanco - (Francesco Paolo Tosti)
- Piangi, tu che hai nei grandi occhi la mia - (Francesco Paolo Tosti)
- Quanto ha dormito, il cembalo! Mancava - (Francesco Paolo Tosti)
- Se ancora col più dolce tuo sorriso (Por morire) - (Francesco Paolo Tosti)
- Settembre di': l'anima tua m'ascolta - (Francesco Paolo Tosti)
- Sogna, sogna, mia cara anima! Tutto - (Francesco Paolo Tosti)
- Tanto accadrà, ben che non sia d'aprile - (Francesco Paolo Tosti)
- Vorrei (Vorrei, allor che tu pallido e muto) - (Francesco Paolo Tosti)
- Vuol note o banconote? - (Francesco Paolo Tosti)
- Wenn lichter Mondenschein - (Max Reger)
- Canto dell'ospite (Si frangono l'acque odorose) - (Leone Sinigaglia)
- Sommerfahrt - (Leone Sinigaglia)

### Opere teatrali e musiche di scena su soggetti dannunziani
- La figlia di Iorio, tragedia pastorale in 3 atti - (Alberto Franchetti)
- Francesca da Rimini, opera drammatica - (Riccardo Zandonai)
- Parisina, tragedia lirica in 4 atti - (Pietro Mascagni)
- Fedra - (Ildebrando Pizzetti)
- La figlia di Iorio - (Ildebrando Pizzetti)
- La Pisanella, musiche di scena - (Ildebrando Pizzetti)
- La nave, musiche di scena - (Ildebrando Pizzetti)
- Phaedre, musiche di scena - (Arthur Honegger)
- Il martirio di San Sebastiano, musiche di scena - (Claude Debussy)

### La musica nelle opere di D'Annunzio
La maggior parte delle opere scritte da D'Annunzio contiene riferimenti espliciti alla musica. Il piacere divenne ben presto il testo sacro dell'estetismo, assieme al Dorian Gray di Wilde e A rebours di Huysmans. Il suo protagonista, l'esteta e raffinato Andrea Sperelli, conosce ad un concerto Elena Muti, la donna che amerà. La cornice dell'innamoramento è Beethoven. La Sonata al chiaro di luna diventa il simbolo ed emblema di un amore che sta scoccando. D'Annunzio immortala il momento magico, fatato, attraverso le note dell'andante sostenuto. Il romanzo contiene altri riferimenti a brani celebri e non. Maria Ferres, la seconda amata di Sperelli, è un'abile pianista che esegue preludi di Bach e pezzi sognanti di Schumann. D'Annunzio sembra quasi farsi beffe dei lettori poco esperti dell'arte: in un passo, si parla di una Gavotta delle dame gialle composta da Jean-Philippe Rameau, ma il francese non ha mai composto nessun pezzo con questo titolo.
Ne Il trionfo della morte, Giorgio Aurispa, il protagonista, si imbatte in una stanza del suo palazzo, colma di memorie d'arte musicali:
«Nella terza stanza, severa e semplice, le memorie erano musicali, venivano dai muti strumenti. Sopra un lungo cembalo levigato, di palissandro, ove le cose si riflettevano come in una sfera, riposava un violino nella sua custodia. Sopra un leggio una pagina di musica si sollevava e si abbassava ai soffli dell'aria, quasi in ritmo con le tende.

Giorgio si avvicinò. Era una pagina di un Mottetto di Felix Mendelssohn: Dominica II post Pascha…

Giorgio aprì la custodia, guardò il delicato strumento che dormiva in un velluto color d'oliva, con le sue quattro corde intatte. Preso come da una curiosità di svegliarlo, egli toccò il cantino che diede un gemito acuto facendo vibrare tutta la cassa. Era un violino di Andrea Guarneri, con la data del 1680.

La figura di Demetrio, alta, smilza, un po' curva, con un collo lungo e pallido, con i capelli rigettati indietro, con la ciocca bianca sul mezzo della fronte, riapparve».
Un'altra memoria musicale del romanzo è, senza dubbio, il ricordo del Tristano e Isotta, in cui il protagonista si getta nella memoria profonda cercando di godere ancora della scena passionale e magica.
Le vergini delle rocce è il suo unico romanzo in cui non compare nessun riferimento preciso alle composizioni, ma la musica qui è data dalla glorificazione della bellezza sonora scaturita dall'acqua:
Le buccine dei tritoni soffiavano, dice Claudio, le fauci dei delfini gorgogliavano. Dalla sommità uno zampillo eruppe sibilando, lucido e rapido come un colpo di stocco vibrato contro l'azzurro; si franse, si ritrasse, esitò, risorse più diritto e più forte; si mantenne alto nell'aria, si fece adamantino, divenne uno stelo, parve fiorire. Uno strepito breve e netto come lo schiocco di una frusta echeggiò da prima nel chiuso; poi fu come uno scroscio di risa poderose, fu come un rovescio di pioggia... - Senti, esclamò Antonello che guardava quel trionfo con occhi di nemico - ti sembra tollerabile a lungo questo frastuono ? - «Ah, io starei ore e giorni ad ascoltarlo - parvemi dicesse Violante mettendo su la sua voce un velo più grave - nessuna musica vale questa per me».»
(G. D'Annunzio, Le vergini delle rocce)
Nei Taccuini e ne Le faville del maglio sono numerose le citazioni da compositori antichi poco noti, come i due madrigalisti ferraresi Filippo Nicoletti e Giovanni Maroni. Queste citazioni hanno il carattere di un gioco di erudizione e di ricerca del “testo raro”, come spiegato da Gian Francesco Malipiero nel suo saggio Ariel Musicale.
L'opera poetica, infine, è tutta permeata da una musicalità eccezionale, riscontrabile in maniera molto chiara anche nella prosa dannunziana. Le liriche dell'Elettra, invece, contengono alcuni omaggi ai grandi ingegni musicali dell'Italia (Giuseppe Verdi e Bellini). L'Alcyone, però, è il capolavoro della musicalità lirica di D'Annunzio: basti pensare alla grandezza de La pioggia nel pineto, il più grande esempio di partitura musicale dannunziana.

### D'Annunzio e Wagner
(Il trionfo della morte)
(Il trionfo della morte)

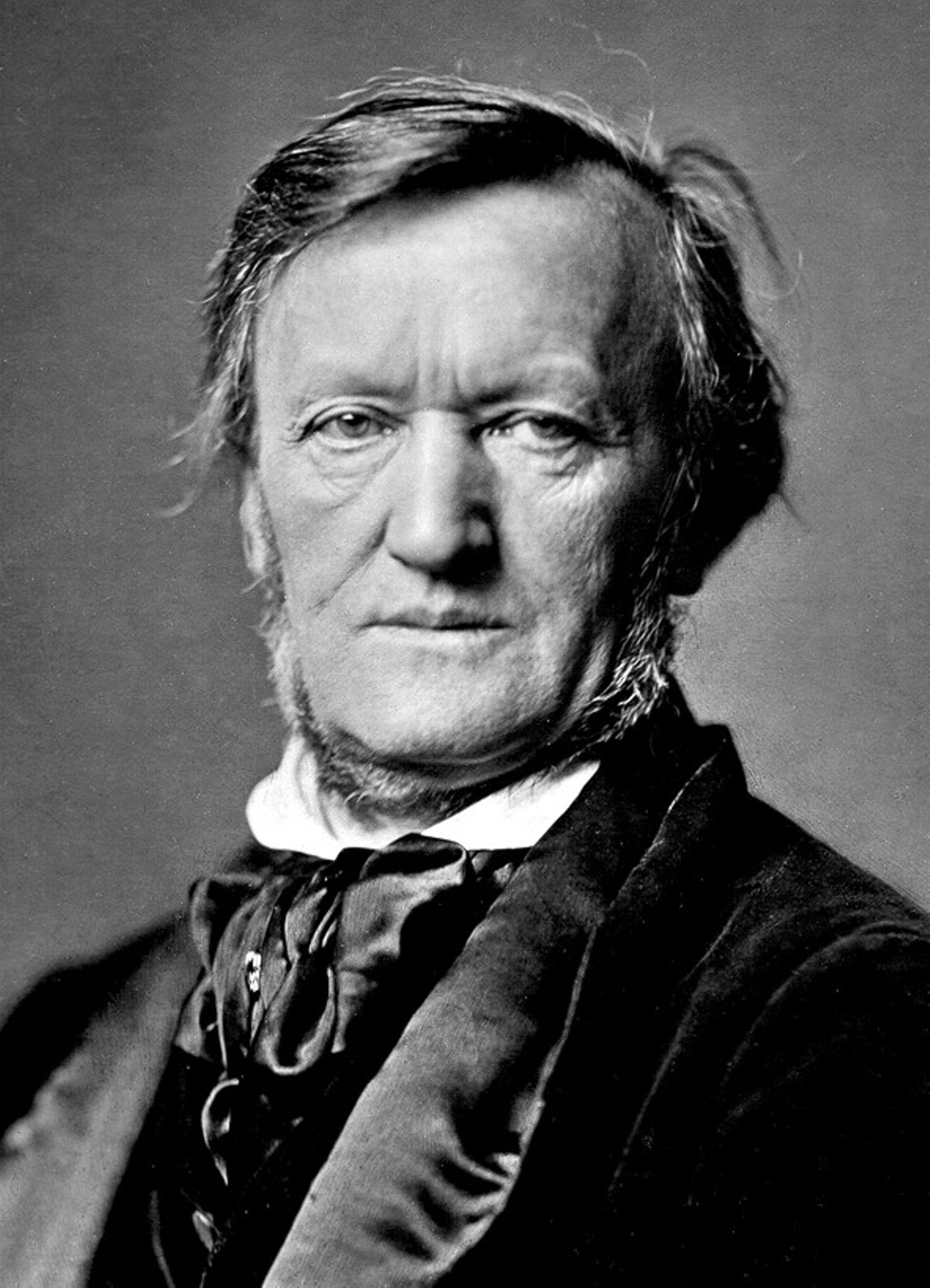
Richard Wagner

D'Annunzio pubblicò tre articoli nel 1893: gli articoli apparsi su La Tribuna, il 23 luglio, il 3 e il 9 agosto, erano dedicati a Il caso Wagner. In questi articoli D'Annunzio prende ufficialmente le difese del compositore e va contro Friedrich Nietzsche, uno dei suoi filosofi d'elezione. D'Annunzio difende il lavoro moderno di Wagner e dice: «Il filosofo si mette fuori del suo tempo, mentre l'artefice rientra nel suo tempo. Ma l'uno, pur glorificando la vita, spazia in un dominio puramente speculativo; mentre l'altro realizza le sue astrazioni nella forma concreta dell'opera d'arte… Per Nietzsche, quindi, l'autore del Parsifal non è un artefice di musica… egli concede che in questo il Wagner possa a buon diritto apparirci come un creatore e un novatore di primo ordine, avendo infinitamente aumentato la potenza espressiva della musica. Ma la concezione è subordinata all'ipotesi che la musica possa talora non essere musica, sì bene un linguaggio, una specie di ancilla dramaturgica. Togliete la musica wagneriana dalla protezione dell'ottica teatrale — egli dice — e avrete semplicemente della cattiva musica, la peggior musica che sia mai esistita. Qui è il grossolano errore, o la vana ingiustizia. Per me, e per i miei pari, la superiorità di Riccardo Wagner sta appunto in questo: che la sua musica è, in gran parte, bellissima ed ha un alto e puro valore di arte indipendentemente dalla faticosa macchinazione teatrale e dalla significazione simbolica sovrapposta».

La musica di Wagner è riccamente citata nel Trionfo tanto che il Tristano diventa fonte di ispirazione per l'opera ma anche follia per il protagonista.
Il fuoco è il romanzo in cui la musica troneggia. Uno dei personaggi è addirittura Richard Wagner stesso, vecchio, prossimo alla morte (nel romanzo si fanno anche riferimenti a Claudio Monteverdi, a Caccini, alla sinfonia dell'Arianna di Benedetto Marcello, ma è il compositore tedesco il vero protagonista musicale). D'Annunzio si identifica col protagonista, Stelio Effrena, come uno dei portatori della bara di Wagner, dopo la sua morte avvenuta a Venezia, fatto che in realtà non avvenne, poiché lo scrittore non era nella città lagunare nel febbraio 1883.

## D'Annunzio e la cucina
(Inno alla vita, in Laudi, Maia)
Si racconta come, poco più che adolescente al Collegio Cicognini, D'Annunzio abbia capitanato una rivolta contro la polpetta. Sin dall'inizio il poeta era noto come intenditore di cucina. Al Vittoriale, se doveva prender parte ad un pasto, si isolava nella Stanza della cheli, la sala da pranzo dal pesante decoro in cui troneggia ancora oggi la tartaruga di bronzo, ricavata dal guscio della vera Cheli, la tartaruga del Vate che morì per indigestione di tuberose, monito all'ingordigia. Il Vate amava regalare alle sue amanti dolci, cioccolatini e marrons glacés, di cui era particolarmente ghiotto; non apprezzava molto il vino, preferendo la semplice acqua, da sempre lodata nelle sue composizioni. Ottima è l'acqua: il verso di Pindaro faceva mostra di sé sulle pareti del bagno al Vittoriale. Tuttavia durante il periodo francese bevve il vino (vini di Bordeaux e tra gli champagne il Mumm Cordon Rouge).

Per il poeta il cibo è una raffinata e stimolante metafora della seduzione; esso anticipa, richiama o sublima l'incontro d'amore ("La finezza dei cibi aiuta l'armonia mentale", scrisse):
(Di me a me stesso, appendice al Libro segreto)
Durante gli anni del Vittoriale, i pranzi venivano prodotti da Albina, governante veneta chiamata Suor Intingola, Suor Albina e Santa Cuciniera, mentre chiamava sé stesso il Priore. Albina ha il compito di esaudire i desideri culinari del Vate, mentre Amélie Mazoyer, detta "Aélis", è la governante delle donne di servizio, dette "Clarisse". Ogni tanto arrivavano anche delle “badesse” di passaggio, ossia ammiratrici e donne di compagnia, che dovevano soddisfare i gusti sessuali del Comandante.
D'Annunzio fu anche cuoco: sappiamo di una speciale salsa:
(da alcune lettere a Barbara Leoni)
Il culatello Brozzi
Il poeta rimase così stupito dalla bontà ineguagliabile del parmense culatello prodotto dall'amico Renato Brozzi (arte tuttora fieramente portata avanti dal nipote, architetto e artista Fausto Brozzi), che non poté fare a meno di comunicargli le sensazioni che gli provocava assaporare "un così bello e potente raggio di arte vera":
Dalla lettera di Gabriele D'Annunzio a Renato Brozzi, 30 giugno 1931:
Mentre gridavo, non senza ferocia : “Subito, subito tre fette di culatello!”, la donna appariva co' tuoi pacchi preziosi. Il più grande aveva la forma conica della compatta cosa di fibra rossa e salata.

Oh, fratello, l'allucinazione della fame m'ha strappato un grido di riconoscenza e di felicità: “Brozzi, un culatello! E come ci ha pensato?”

Pongo le mani sul pacco e sento il becco eroico dell'Aquila… Ti confesso che per un così bello e potente raggio di arte vera, ho dimenticato la delizia golosa.

La donna di servizio, la Milla, potrà testimoniarti l'esattezza del mio racconto. Interrogala!

Fin d'ora ti son grato del profondo pasto che porti al mio spirito...

Perdona al delirio del famelico in bellezza.
Gabriele D'Annunzio, 30 giugno 1931»

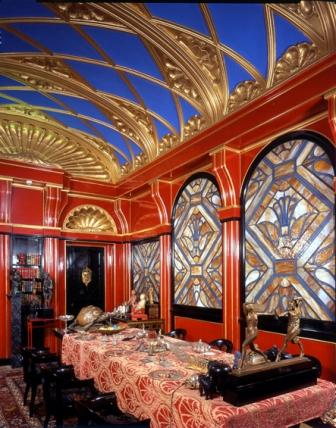
La stanza della cheli, nella Prioria del Vittoriale, era la sala da pranzo per gli ospiti di D'Annunzio

D'Annunzio amava circondarsi di bicchieri di vetro soffiato, laccato, bordato, finemente decorato, di argenti singolari: tartarughe e pavoni segnaposto, tempestati di gemme, passerotti per stecchini, spremilimoni da piatto, pulcini portauovo.
Amava il riso, la carne alla griglia quasi cruda, tutti i pesci, pernici e cacciagione e tartufi. Tra i formaggi gustava il cacio e tra i salumi amava il salamino pepato. Mangiava giornalmente 4-5 uova e fu un cultore della bistecca. Divorava la frutta, cotta o cruda, ad ogni pasto e fuori dai pasti. Preferiva le pesche-noci, l'uva, i mandarini, le banane ma soprattutto le fragole. Gli piaceva una macedonia composta di fette d'arancio e qualche goccia di liquore. Quando non era osservato, amava divorare una dozzina di gelati di seguito; il preferito era il sorbetto al limone. Cioccolatini erano sempre alla sua portata in una coppa sulla scrivania e apprezzò a tal punto il parrozzo (tipico dolce abruzzese) da dedicargli dei versi.
Il pomeriggio era solito prendere il tè o un caffè e latte (tè e caffè sempre con moderazione). Negli ultimi anni si ritirava nello studio verso mezzanotte e si faceva portare biscotti inglesi, mele cotte e il latte. Alle tre di notte capitava che il poeta mandasse agli amici cioccolatini, fiori e inviti a pranzo per il giorno dopo.
Ai grandi ristoranti preferiva le trattorie, sempre lodandone la familiarità con cui venivano preparate le pietanze.

## Citazioni erroneamente attribuitegli
- Quando nel 1923, con il governo Mussolini, venne creato il comune ligure di Imperia dall'accorpamento amministrativo di Oneglia e Porto Maurizio, rispettivamente a sinistra e a destra del torrente Impero, molti pensarono che il nome imperiale fosse stato suggerito da Gabriele d'Annunzio, secondo alcuni anche maliziosamente compiaciuto dal medesimo nome di una celebre cortigiana romana del Rinascimento.[113]
- Una voce, chiaramente priva di fondamento, attribuì al giovane D'Annunzio il Coro delle Vergini del poemetto goliardico Ifigonia in Culide (composto nel 1928), equivocando scherzosamente con i titoli di due delle sue opere, Il libro delle vergini del 1884 e Le vergini delle rocce del 1895.
- Nando Martellini, celebre telecronista sportivo e giornalista, lodando il lungomare principale di Reggio Calabria quello che sarà poi chiamato lungomare Falcomatà (in onore del sindaco della città calabrese Italo Falcomatà), il quale rappresenta una "passeggiata" dove arte e natura si fondono, attribuì a Gabriele D'Annunzio la definizione dello stesso come il più bel chilometro d'Italia, anche per via del miraggio della fata morgana, un raro fenomeno ottico che permette di vedere immagini della Sicilia riflesse sul mare tanto nitide da sembrare vere. In realtà la citazione è apocrifa e D'Annunzio non visitò mai Reggio Calabria.[114]

## Omaggi
- Gabriela Mistral, poetessa cilena, assunse questo pseudonimo in onore dei suoi due poeti preferiti, Frédéric Mistral e Gabriele D'Annunzio.[115]
- Dal 21 al 23 giugno 2013 si è tenuto a Gardone Riviera, in occasione del 150º Anniversario dalla nascita del Vate, una manifestazione sportiva e culturale con automobili d'epoca (grande passione che il poeta D'Annunzio manifestò durante il suo soggiorno proprio a Gardone Riviera dove tuttora rimangono custodite due delle sue numerose automobili). La manifestazione, denominata Coppa Gabriele D'Annunzio, prevede anche la sosta presso la dimora del Vate e il pranzo all'interno del Parco del Vittoriale.
- Il portale web dell'Aeronautica Militare ha proposto una pagina, intitolata I grandi aviatori, dove vengono citate le maggiori personalità storiche dell'aviazione italiana, ponendo D'Annunzio tra di esse.[116]
- Lo scrittore e paramilitare giapponese Yukio Mishima tradusse nella sua lingua Il martirio di San Sebastiano e venne soprannominato il "D'Annunzio giapponese".[117]
- A Gabriele D'Annunzio fu intitolato il circolo universitario dei goliardi di Perugia, nato nel 1947, che in seguito aderì al Fronte Universitario di Azione Nazionale (FUAN). Nel 1963, su iniziativa dei goliardi perugini, venne celebrato anche il centenario della nascita del poeta abruzzese.

## Contributi alla lingua italiana
Fu lui a stabilire in Italia, tra le tante varianti che allora si usavano, che la parola "automobile" fosse di genere femminile: lo fece in una lettera inviata a Giovanni Agnelli che gli aveva posto l'annosa questione ("L'Automobile è femminile. Questa ha la grazia, la snellezza, la vivacità di una seduttrice; ha inoltre una virtù ignota alle donne: la perfetta obbedienza").
Fu D'Annunzio che italianizzò il sandwich chiamandolo tramezzino.
Fusoliera, velivolo, folla oceanica, scudetto, vigili del fuoco e beni culturali sono espressioni che introdusse lo stesso Vate.
Arzente, italianizzazione del termine cognac, per Gabriele D'Annunzio avrebbe dovuto essere derivato da "arzillo" e da ardens (ardente) a indicare lo stato di euforia indotto dall'ebbrezza, o il calore che derivava dal bere l'alcolico.
Inventò il nome proprio Cabiria per l'eroina dell'omonimo film muto del 1914 del quale firmò la sceneggiatura, il nome proprio Ornella e lo pseudonimo della scrittrice di romanzi rosa Amalia Liana Negretti Odescalchi, in arte Liala: il suo nome d'arte si deve proprio a un suggerimento di D'Annunzio: "Ti chiamerò Liala perché ci sia sempre un'ala nel tuo nome". Fu D'Annunzio a coniare il termine Milite ignoto (dal latino miles ignotus, cioè "soldato sconosciuto") e, verso la fine della Grande guerra, vista la vittoria italiana sul Piave, il poeta decise che il sacro fiume d'Italia doveva cambiare l'articolo: se in passato il fiume era conosciuto come la Piave, fu dopo l'intervento di D'Annunzio che il fiume si chiamerà il Piave. D'Annunzio ebbe questa idea per celebrare la potenza maschia del fiume che resistette al nemico e il Piave fu elevato a fiume sacro della Patria.
Nel 1917 ribattezzò la Rinascente dopo la ricostruzione seguita all'incendio che l'aveva completamente distrutta. Negli anni venti coniò infine il termine Perdonanza per il giubileo celestiniano aquilano.

## L'attività pubblicitaria di D'Annunzio
Gabriele d'Annunzio fu anche tra i primi "testimonial" pubblicitari e creatore di slogan o marchi, per lo più di prodotti gastronomici, alcuni dei quali legati alla sua regione d'origine.
Nel 1920 l'industriale abruzzese Luigi D'Amico fece assaggiare per primo il "suo" parrozzo, dolce tradizionale della regione da lui prodotto a livello industriale, al poeta pescarese che, estasiato, scrisse un madrigale in dialetto, La Canzone del parrozzo, il cui testo è tuttora presente nelle confezioni in vendita del dolce:
(Gabriele D' Annunzio)
Ai primi del Novecento il poeta suggerì il nome del liquore "Aurum", a base di brandy e infuso di arance, tipico di Pescara, al fondatore della fabbrica Amedeo Pomilio, in riferimento alle origini romane attribuite alla ricetta. La parola deriva dal gioco delle parole latine aurum, che significa oro, e aurantium, l'arancio.
Anche il nome de La Rinascente, per gli omonimi attuali grandi magazzini di Milano e Roma, fu suggerito da Gabriele D'Annunzio a Senatore Borletti quando quest'ultimo rilevò l'attività commerciale ivi presente, i magazzini "Aux Villes d'Italie". (Il nome si rivelò poi particolarmente indovinato quando la Rinascente di Milano fu completamente distrutta da un incendio e quindi ricostruita).
Fu testimonial dell'Amaro Montenegro che definì «liquore delle virtudi» e dell'Amaretto di Saronno.
D'Annunzio lanciò una propria linea di profumi, l'Acqua Nunzia.
Coniò il nome Saiwa per l'omonima azienda di biscotti.
D'Annunzio coniò inoltre il termine "fraglia", unione dei termini "fratellanza" e "famiglia", che indica oggi molte associazioni veliche, tra cui la Fraglia della Vela di Riva del Garda.
Per il nuovo stemma nobiliare della famiglia dell'industriale trentino Caproni, pioniere dell'aviazione italiana, al quale il re Vittorio Emanuele III aveva conferito il titolo di Conte di Taliedo (in riconoscimento dei meriti industriali e di supporto all'industria bellica durante la prima guerra mondiale), coniò il motto, scritto sopra l'effigie di un caprone rampante: "Senza cozzar dirocco".

## Cinema

### I primi contatti

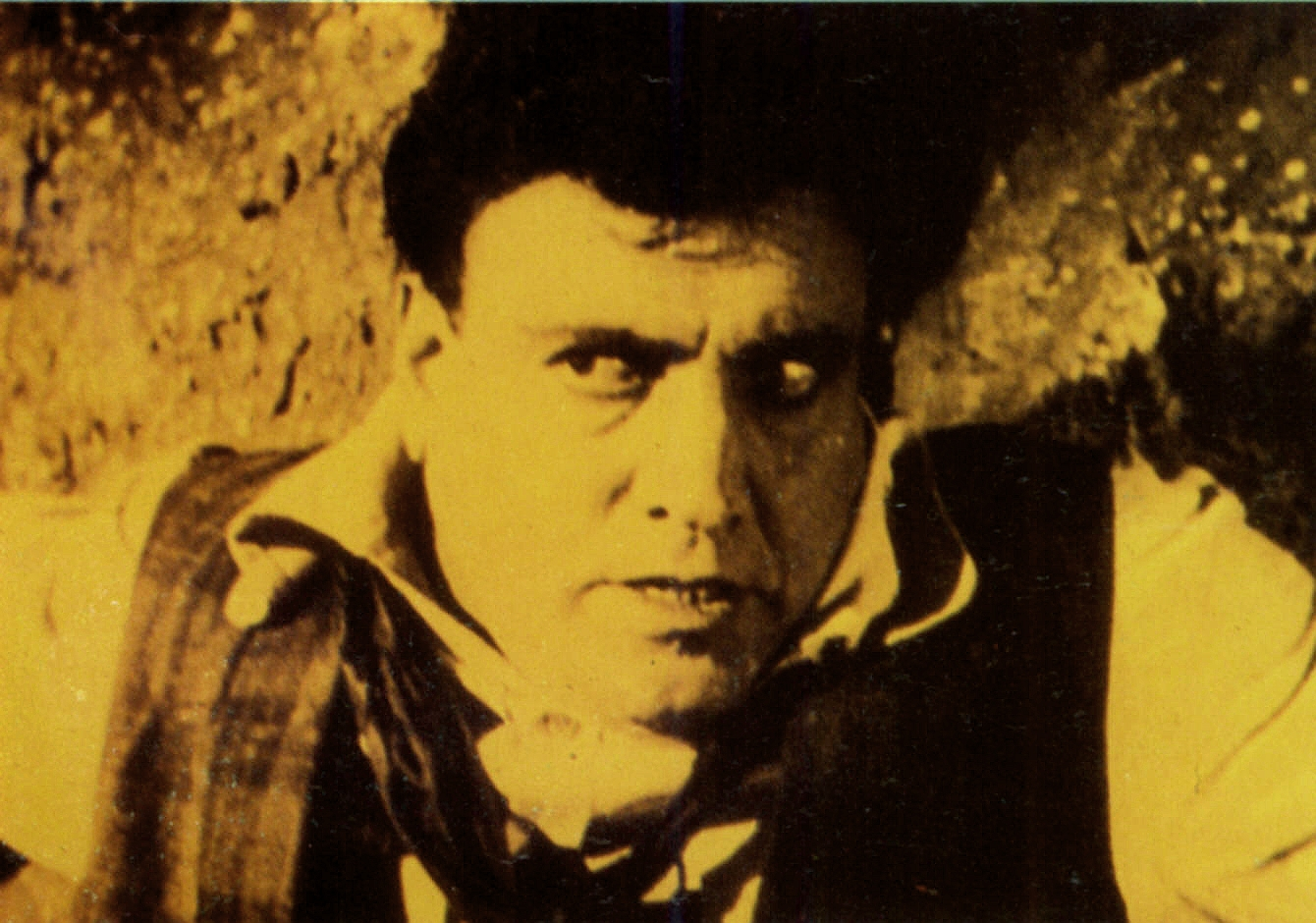
Bartolomeo Pagano in una scena del primo Maciste (1915)

I primi contatti tra D'Annunzio con il cinema avvennero nel 1909 quando egli siglò un contratto che lo impegnava a fornire alla "S.A.F.F.I.-Comerio", poi "Milano Films", 6 soggetti originali all'anno dietro compenso di 2 000 lire ciascuno più una quota dei guadagni. Ma egli si rese inadempiente e nel 1910 fu condannato dal Tribunale di Milano a restituire l'anticipo ricevuto, cosa che riuscì a non fare scappando in Francia per sottrarsi a questo e ad altri debiti.
Maggiori risultati ebbe invece il rapporto con il produttore torinese Arturo Ambrosio con il quale nel 1911 lo scrittore sottoscrisse a Parigi un accordo che prevedeva, dietro compenso di 4 000 lire per ogni film, l'esclusiva per la riduzione di 6 delle sue opere già edite, tra le quali La figlia di Jorio, La nave, L'innocente e La fiaccola sotto il moggio, che saranno tutti realizzati negli anni 1911 e 1912 (alcuni di essi verranno ripresi in edizioni successive), ma anche in questo caso egli fu in parte inadempiente perché non fornì le sceneggiature che furono poi scritte da Arrigo Frusta.

### Maciste, il nuovo eroe di D'Annunzio
Successivamente D'Annunzio creò anche un celebre eroe cinematografico: Maciste. Tra il 1913 e il 1914 D'Annunzio firma un contratto cinematografico con il regista Giovanni Pastrone e l'attore Bartolomeo Pagano per la creazione di un kolossal italiano che faccia testa alle grandi opere dell'americano David W. Griffith. Il soggetto è tratto dal romanzo Cartagine in fiamme di Emilio Salgari (morto suicida da qualche anno), dal romanzo Salammbô di Gustave Flaubert e da alcune cronache dell'Ab Urbe Condita dello scrittore augusteo Tito Livio. Il titolo, scelto dallo stesso D'Annunzio sarà Cabiria in merito del nome della protagonista "nata dal fuoco" della guerra tra Roma e Cartagine; tuttavia mancava un protagonista maschile che tenesse testa a quello femminile. Studiando gli archivi della storia, D'Annunzio scoprirà un poco noto eroe dell'antica Grecia di nome Mechisteo: uomo il quale si diceva avesse una forza sovraumana. D'Annunzio allora, come i moderni Superman e Spider-Man creerà un eroe forzuto e vendicativo però dal cuore tenero dedito soltanto a proteggere le belle fanciulle e gli indifesi dai soprusi dei potenti e dei malvagi. Nasce così, per il film, Maciste, l'eroe dal cuore d'oro, sullo sfondo del disgraziato Don Chisciotte della Mancia di Miguel de Cervantes e dei cavalieri paladini dell'epoca di Carlo Magno e del ciclo bretone e arturiano di romanzi d'avventura.
Nel 1915 Pagano e Pastrone, sempre ispirandosi al soggetto di D'Annunzio, gireranno il film Maciste, l'eroe buono, con protagonista il fortunato personaggio. Tale figura sarà la star di molti fortunati film muti che si propagheranno dal periodo degli anni venti fino al 1965. Nei soggetti originali Maciste è uno scaricatore di porto (forse ispirato da una figura reale, uno dei camalli del porto di Genova) del presente il quale sconfigge dei banditi e dei crudeli imprenditori, mentre dagli anni cinquanta ai sessanta, con l'avvento in Italia del cinema peplum e kolossal, il personaggio di Maciste verrà condotto indietro nel tempo all'epoca della Grecia mitologica di Omero ed Esiodo, venendo spesso confuso nelle azioni e nelle sceneggiature con l'eroe forzuto Eracle (Ercole).

### Filmografia di e su Gabriele D'Annunzio

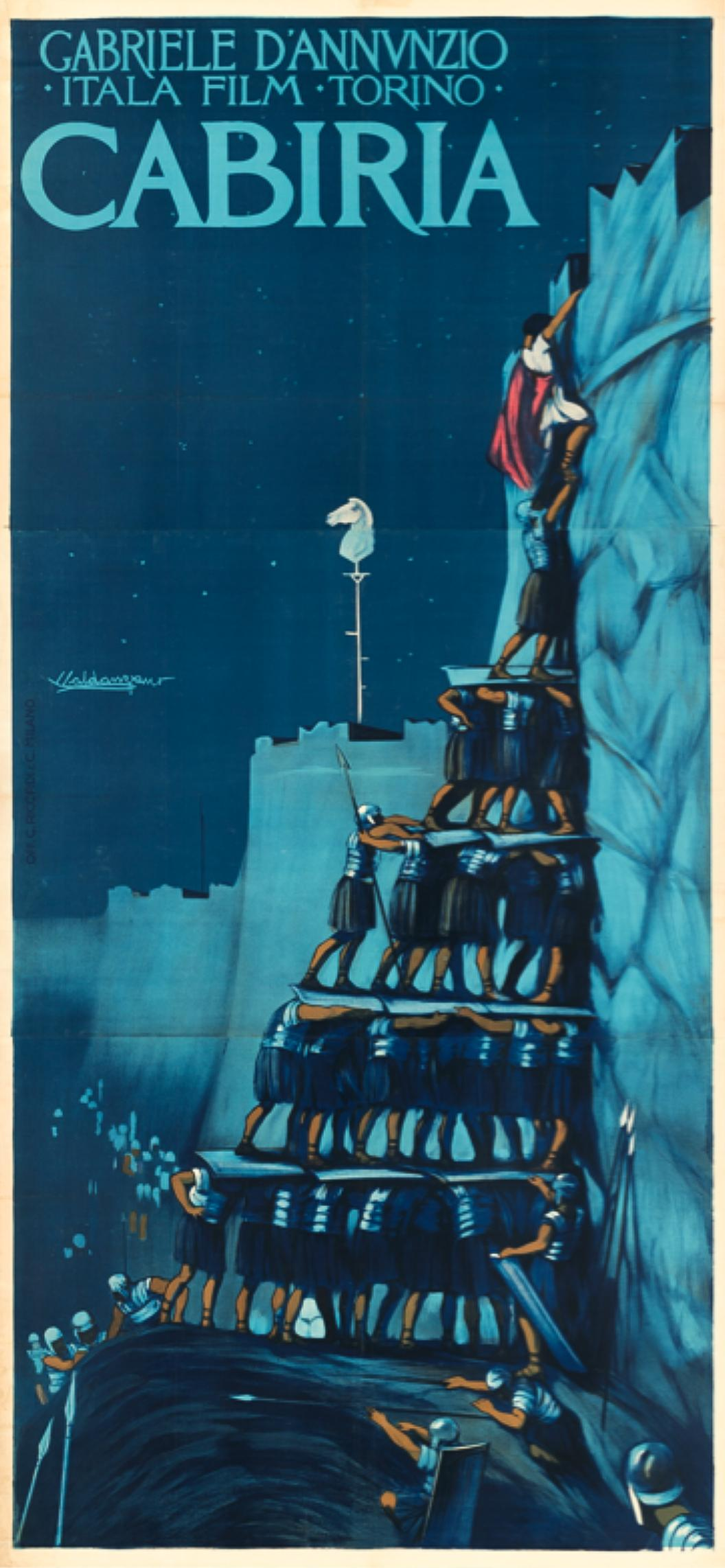
Locandina originale del kolossal Cabiria (1914), scritto e sceneggiato da D'Annunzio

#### Film biografici
Oltre ai film tratti dalle sue opere, D'Annunzio personaggio è apparso anche in film biografici e storici, da protagonista e non, tra cui:
- D'Annunzio, regia di Sergio Nasca (1986)
- Il cattivo poeta, regia di Gianluca Jodice (2020)
- Qui rido io, regia di Mario Martone (2021)
- Fiume o morte!, regia di Igor Bezinović (2025)

#### Film tratti dai soggetti di D'Annunzio e da lui sceneggiati
- Francesca di Rimini (The Two Brothers, 1908) di James Stuart Blackton
- Francesca da Rimini (1910) di James Stuart Blackton (remake)
- La figlia di Jorio (1911)
- L'innocente (1911) di Edoardo Bencivenga
- La nave (1912) di Edoardo Bencivenga
- La Gioconda (1912) di Luigi Maggi
- Cabiria (1914) di Giovanni Pastrone
- Maciste (1915) di Luigi Romano Borgnetto
- The Devil's Daughter (La figlia del Diavolo - 1915) di Frank Powell
- La crociata degli innocenti (1917) di Alessandro Blasetti
- Il ferro (1918), diretto da Ugo Falena
- La nave (1921) di Gabriellino D'Annunzio (remake)
- Il delitto di Giovanni Episcopo (1947) di Alberto Lattuada
- L'innocente (1976) di Luchino Visconti

#### Altro
Un film softcore erotico del 1921, con le didascalie attribuite a Gabriele D'Annunzio (in realtà opera dei due registi, che si finsero invece essi stessi il figlio Gabriellino D'Annunzio), ha tra i protagonisti un attore-sosia, che interpreta un frate, e viene spacciato per D'Annunzio stesso.
Il regista erotico Tinto Brass ha dichiarato invece di voler girare un film, che vorrebbe intitolare Eja, eja, alalà, e dovrebbe raccontare la notte di D'Annunzio precedente l'impresa di Fiume.

## Nella cultura di massa
- Il cantautore abruzzese Ivan Graziani cita D'Annunzio due volte nelle sue canzoni: nell'omonimo pezzo Gabriele D'Annunzio, che parla di un rozzo contadino che è curiosamente omonimo del celebre poeta, e in Signora bionda dei ciliegi, nel quale viene nominato un "divano dannunziano".[139] Inoltre, la canzone Il lupo e il bracconiere è ispirata a una novella di D'Annunzio.[140]
- D'Annunzio è uno dei personaggi del romanzo giallo storico E trentuno con la morte... di Giulio Leoni.
- D'Annunzio e l'impresa di Fiume sono l'argomento del romanzo storico Poeta al comando di Alessandro Barbero.
- D'Annunzio è il protagonista del libro L'Attendente e il Vate[141] (a cura di Franco Di Tizio). Si tratta del carteggio tra il poeta e il suo attendente Italo Rossignoli[142] (Paliano, 1857-1934). Le lettere pubblicate contribuiscono ad una conoscenza profonda del poeta, infatti rappresentano i ricordi e la testimonianza quotidiana di chi gli è vissuto accanto per molti anni. "Quando non combatteva, scriveva", annota Rossignoli: in questa semplice frase è condensata la vita straordinaria del Poeta-Soldato. Nel periodo trascorso al Vittoriale degli Italiani di Gardone Riviera, Italo scrive un diario. Ha intenzione di darlo alle stampe, ma D'Annunzio gli proibisce di pubblicarlo mentre è ancora in vita. Alla morte del Vate (1938), l'attendente procede ad una nuova stesura dattiloscritta intitolata Memorie, che l'editore Arnoldo Mondadori Editore è disposto a pubblicare, ma la stampa viene annullata a causa dello scoppio della seconda guerra mondiale. Alla morte di Mondadori, tutto il materiale in suo possesso viene restituito al Vittoriale. Successivamente, una prima pubblicazione delle Memorie avviene nel 1949 sul settimanale L'Elefante, in cinque puntate, poi riproposte nel 1958 su tre numeri del periodico Incom. Infine, viene pubblicato nel maggio del 2000 sul n. 37 della Rivista Dannunziana a cura di Franco Di Tizio. Il carteggio copre un lungo periodo tra il primo incontro a Roma nel 1915, fino alla morte del poeta nel 1938, comprendendo il periodo dell'impresa di Fiume, ed offre una nuova pagina del D’Annunzio privato: generoso con chi lo ha fedelmente servito e con la sua famiglia (tant'è che al matrimonio di Italo, il Vate invita la coppia al Vittoriale, pagando il loro viaggio di nozze, includendo una macchina scoperta e fuochi d'artificio). All'interno del libro, Rossignoli ricorda il loro incontro: dopo essersi presentato D'Annunzio gli chiede: «Romano?», «Ciociaro, sor tenente!» risponde Italo. E ancora: «Siete contento di venire al mio servizio?» ed Italo: «Signorsì!», «Allora vieni con me» dandogli una pacca sulla spalla. L'attendente continua il racconto con «Avevo ventiquattro anni e da quel giorno lo seguii come un ragazzo e la mia vita cambiò totalmente».
- D'Annunzio è il titolo di un singolo del gruppo indie Pop X, presente nell'album Antille. Un altro riferimento a D'Annunzio ed al Vittoriale degli Italiani da parte degli stessi è presente nella traccia "pop per", presente nell'album PoPPEER: «…come per Gabriele fu purtroppo il triste destino / a riportarlo in una villa circondata dal lago / ridotto a letto che scriveva solo solo nel buio…».
- Una leggenda urbana vuole raffigurare in modo perverso e goffo D'Annunzio sostenendo che si sia tolto due costole per flettersi più agilmente e poter praticare autoerotismo con una improbabile fellatio, da abile contorsionista (e nonostante l'assurdità di questa asserzione, nata forse in ambiente goliardico o tra i suoi detrattori, non si è mai tacitata, godendo anzi di una tradizione orale che ha continuato a diffonderla nel tempo).

## Vie e luoghi intitolati a D'Annunzio

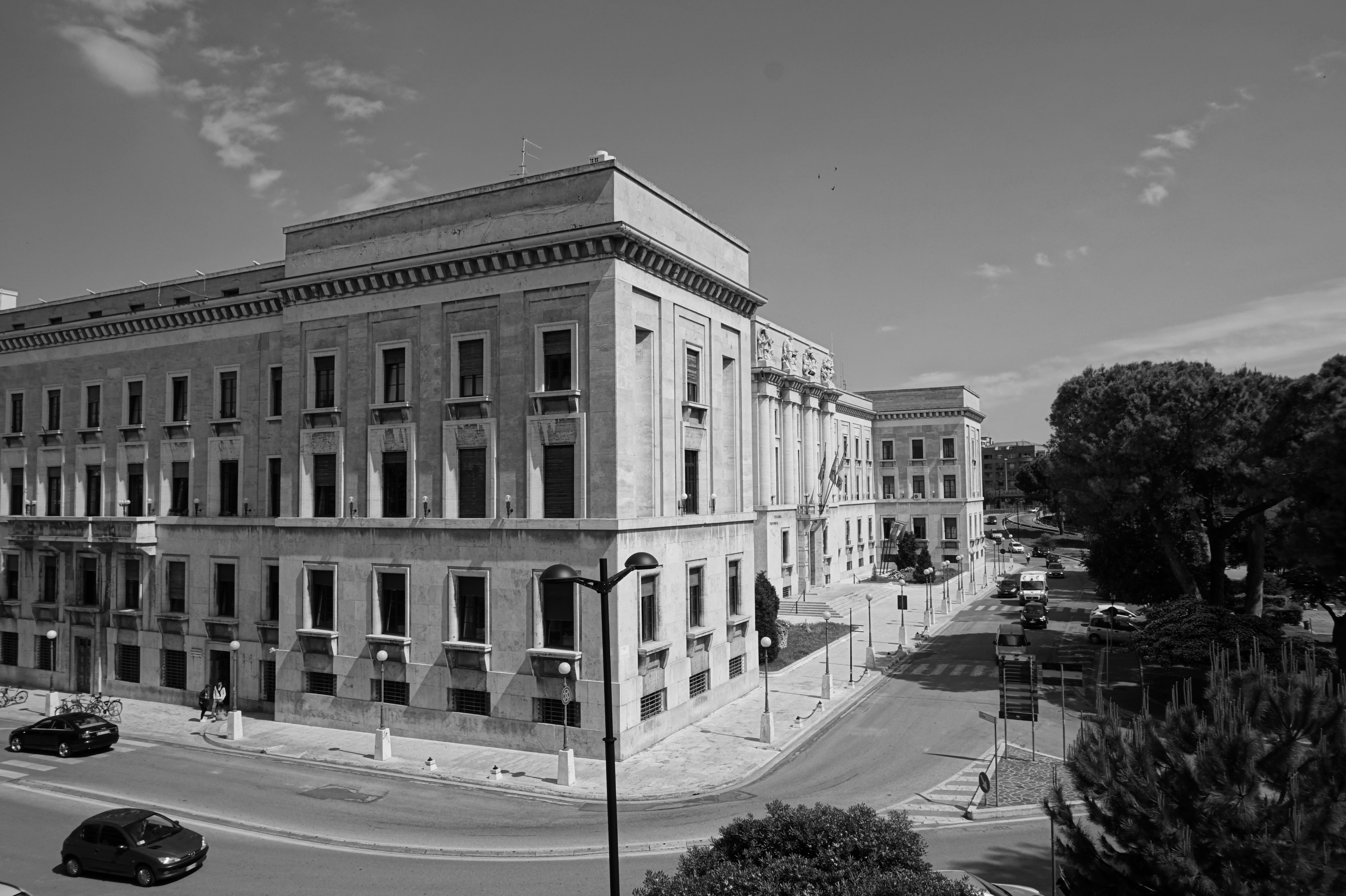
Ala laterale del palazzo del Governo a Pescara, con la biblioteca provinciale "G. D'Annunzio"

Molte vie, piazze e istituzioni sono dedicati a Gabriele D'Annunzio in svariati comuni italiani, specialmente in Abruzzo.
A Pescara gli sono intitolati un viale del rione storico Portanuova, il liceo classico, la biblioteca provinciale presso il palazzo del Governo, il teatro monumentale della Riviera sud con l'obelisco di Vicentino Michetti jr (1910-1997), realizzato nel 1963 in occasione dei 100 anni dalla sua nascita, un busto commemorativo in piazza Italia, il Parco pineta D'Avalos, l'Università degli Studi di Chieti-Pescara, insieme a un busto bronzeo conservato presso il Rettorato.
A Roma gli sono dedicati un istituto paritario e, dopo il 1945, il viale che collega il belvedere del Pincio a Piazza del Popolo (in precedenza chiamato viale del Pincio).

## Onorificenze e titoli d'onore e di merito

### Medagliere
|  |
|  |
|  |
|  |
|  |